# Турнир на претендентите ФИДЕ 2011
Турнирът на претендентите за световната титла по шахмат през 2012 г. е шахматен турнир, проведен от 5 до 26 май 2011 г. в град Казан, Татарстан, Русия между 8-те най-силни шахматисти в света след Вишванатан Ананд.
Победителят в състезанието играе срещу световния шампион по шахмат от 2010 г. в мача за световната титла през 2012 г.
Победител в Турнира на претендентите през 2011 г. е Борис Гелфанд. Така за пръв път в историята на Световното първенство по шахмат за титлата отива да играе състезател от Израел.

## Правила
Претендентите за световната титла играят мачове за преки елиминации.
Четвъртфиналните и полуфиналните мачове се състоят от 4 партии с контрола 2 часа за първите 40 хода и добавяне след извършването на 41-вия ход на още 1 час за следващите 20 хода. След 61-вия ход се добавят еднократно 15 минути и после по 30 секунди, след всеки извършен ход.
- ако в 4-те партии не се излъчи победител, следва тайбрек от 4 партии с контрола 25 минути и добавяне на 10 секунди след всеки извършен ход;
- ако и в тайбрека не се излъчи победител, се играят серии от по 2 блиц партии с контрола 5 минути и добавяне на 3 секунди след всеки извършен ход;
- ако в пет блиц серии не се излъчи победител, се играе последна партия, в която белите фигури получават 5 минути, черните 4 минути и след 61-вия ход се добавят по 3 секунди след всеки извършен ход;
- ако и тази партия завърши наравно, победител е играчът, който участва в нея с черните фигури.

Финалният мач се състои от 6 партии при същите допълнителни условия.

## Участници
| Номер в турнирната схема | Основание                                                                          | Състезател                               | ЕЛО (януари 2010) | Място в световната ранглиста | Място в световната ранглиста |
| Номер в турнирната схема | Основание                                                                          | Състезател                               | ЕЛО (януари 2010) | януари 2010                  | май 2011                     |
| 1                        | Сребърният медалист от Световното първенство през 2010 г.                          | Веселин Топалов                          | 2805              | 2                            | 7                            |
| —                        | Следващият в световната ранглиста (средно от юли 2009 и януари 2010)               | Магнус Карлсен (отказал се)              | 2810              | 1                            | 2                            |
| 2                        | Следващият в световната ранглиста (средно от юли 2009 и януари 2010)               | Владимир Крамник                         | 2788              | 4                            | 4                            |
| 3                        | Победителят от Гран-при на ФИДЕ 2008 – 2010                                        | Левон Аронян                             | 2781              | 5                            | 3                            |
| 4                        | Носителят на Световната купа по шахмат за 2009 г.                                  | Борис Гелфанд                            | 2761              | 6                            | 16                           |
| 5                        | Номинираният от организаторите на турнира                                          | Шахрияр Мамедяров                        | 2741              | 11                           | 9                            |
| 6                        | Бронзовият медалист от Гран-при на ФИДЕ за 2008 – 2010                             | Александър Гришчук (замяната на Карлсен) | 2736              | 15                           | 12                           |
| 7                        | Отличилият се на Гран-при на ФИДЕ за 2008 – 2010                                   | Тимур Раджабов                           | 2733              | 16                           | 13                           |
| 8                        | Сребърният медалист от Турнира на претендентите за Световното първенство през 2010 | Гата Камски                              | 2693              | 40                           | 18                           |

## Резултати
|  | Четвъртфинали | Четвъртфинали      | Четвъртфинали    |                    |       | Полуфинали         | Полуфинали | Полуфинали |  |  | Финал | Финал         | Финал |
|  |               |                    |                  |                    |       |                    |            |            |  |  |       |               |       |
|  | 1             | Веселин Топалов    | 1½               |                    |       |                    |            |            |  |  |       |               |       |
|  | 8             | Гата Камски        | 2½               |                    |       |                    |            |            |  |  |       |               |       |
|  | 8             | Гата Камски        | 2½               |                    |       | Гата Камски        | 2(2)       |            |  |  |       |               |       |
|  |               |                    |                  |                    |       | Гата Камски        | 2(2)       |            |  |  |       |               |       |
|  |               |                    | Борис Гелфанд    | 2(4)               |       |                    |            |            |  |  |       |               |       |
|  | 4             | Борис Гелфанд      | Борис Гелфанд    | 2(4)               | 2½    |                    |            |            |  |  |       |               |       |
|  | 4             | Борис Гелфанд      |                  |                    | 2½    |                    |            |            |  |  |       |               |       |
|  | 5             | Шахрияр Мамедяров  | 1½               |                    |       |                    |            |            |  |  |       |               |       |
|  |               |                    |                  |                    |       |                    |            |            |  |  |       | Борис Гелфанд | 3½    |
|  |               |                    |                  | Александър Гришчук | 2½    |                    |            |            |  |  |       |               |       |
|  | 3             | Левон Аронян       | 2(1½)            |                    |       |                    |            |            |  |  |       |               |       |
|  | 6             | Александър Гришчук | 2(2½)            |                    |       |                    |            |            |  |  |       |               |       |
|  | 6             | Александър Гришчук | 2(2½)            |                    |       | Александър Гришчук | 2(3½)      |            |  |  |       |               |       |
|  |               |                    |                  |                    |       | Александър Гришчук | 2(3½)      |            |  |  |       |               |       |
|  |               |                    | Владимир Крамник | 2(2½)              |       |                    |            |            |  |  |       |               |       |
|  | 2             | Владимир Крамник   | Владимир Крамник | 2(2½)              | 2(4½) |                    |            |            |  |  |       |               |       |
|  | 2             | Владимир Крамник   |                  |                    | 2(4½) |                    |            |            |  |  |       |               |       |
|  | 7             | Тимур Раджабов     | 2(3½)            |                    |       |                    |            |            |  |  |       |               |       |

### Четвъртфинали
| Веселин Топалов | ½ | 0 | ½ | ½ | 1½ |
| Гата Камски     | ½ | 1 | ½ | ½ | 2½ |

| Борис Гелфанд     | ½ | ½ | 1 | ½ | 2½ |
| Шахрияр Мамедяров | ½ | ½ | 0 | ½ | 1½ |

|   | a | b | c | d | e | f | g | h |   |
| 8 | черен цар на черно поле f8 · черна пешка на черно поле e7 · черна пешка на черно поле b6 · черен топ на черно поле f6 · черна пешка на черно поле a5 · черен топ на черно поле c5 · черна пешка на бяло поле f5 · черен кон на черно поле b4 · бял офицер на бяло поле c4 · черна пешка на бяло поле g4 · бяла дама на черно поле a3 · бяла пешка на бяло поле b3 · черна дама на черно поле c3 · бял офицер на черно поле e3 · бяла пешка на бяло поле a2 · бял кон на черно поле d2 · бяла пешка на черно поле f2 · бяла пешка на бяло поле g2 · бял цар на черно поле c1 · бял топ на бяло поле d1 | черен цар на черно поле f8 · черна пешка на черно поле e7 · черна пешка на черно поле b6 · черен топ на черно поле f6 · черна пешка на черно поле a5 · черен топ на черно поле c5 · черна пешка на бяло поле f5 · черен кон на черно поле b4 · бял офицер на бяло поле c4 · черна пешка на бяло поле g4 · бяла дама на черно поле a3 · бяла пешка на бяло поле b3 · черна дама на черно поле c3 · бял офицер на черно поле e3 · бяла пешка на бяло поле a2 · бял кон на черно поле d2 · бяла пешка на черно поле f2 · бяла пешка на бяло поле g2 · бял цар на черно поле c1 · бял топ на бяло поле d1 | черен цар на черно поле f8 · черна пешка на черно поле e7 · черна пешка на черно поле b6 · черен топ на черно поле f6 · черна пешка на черно поле a5 · черен топ на черно поле c5 · черна пешка на бяло поле f5 · черен кон на черно поле b4 · бял офицер на бяло поле c4 · черна пешка на бяло поле g4 · бяла дама на черно поле a3 · бяла пешка на бяло поле b3 · черна дама на черно поле c3 · бял офицер на черно поле e3 · бяла пешка на бяло поле a2 · бял кон на черно поле d2 · бяла пешка на черно поле f2 · бяла пешка на бяло поле g2 · бял цар на черно поле c1 · бял топ на бяло поле d1 | черен цар на черно поле f8 · черна пешка на черно поле e7 · черна пешка на черно поле b6 · черен топ на черно поле f6 · черна пешка на черно поле a5 · черен топ на черно поле c5 · черна пешка на бяло поле f5 · черен кон на черно поле b4 · бял офицер на бяло поле c4 · черна пешка на бяло поле g4 · бяла дама на черно поле a3 · бяла пешка на бяло поле b3 · черна дама на черно поле c3 · бял офицер на черно поле e3 · бяла пешка на бяло поле a2 · бял кон на черно поле d2 · бяла пешка на черно поле f2 · бяла пешка на бяло поле g2 · бял цар на черно поле c1 · бял топ на бяло поле d1 | черен цар на черно поле f8 · черна пешка на черно поле e7 · черна пешка на черно поле b6 · черен топ на черно поле f6 · черна пешка на черно поле a5 · черен топ на черно поле c5 · черна пешка на бяло поле f5 · черен кон на черно поле b4 · бял офицер на бяло поле c4 · черна пешка на бяло поле g4 · бяла дама на черно поле a3 · бяла пешка на бяло поле b3 · черна дама на черно поле c3 · бял офицер на черно поле e3 · бяла пешка на бяло поле a2 · бял кон на черно поле d2 · бяла пешка на черно поле f2 · бяла пешка на бяло поле g2 · бял цар на черно поле c1 · бял топ на бяло поле d1 | черен цар на черно поле f8 · черна пешка на черно поле e7 · черна пешка на черно поле b6 · черен топ на черно поле f6 · черна пешка на черно поле a5 · черен топ на черно поле c5 · черна пешка на бяло поле f5 · черен кон на черно поле b4 · бял офицер на бяло поле c4 · черна пешка на бяло поле g4 · бяла дама на черно поле a3 · бяла пешка на бяло поле b3 · черна дама на черно поле c3 · бял офицер на черно поле e3 · бяла пешка на бяло поле a2 · бял кон на черно поле d2 · бяла пешка на черно поле f2 · бяла пешка на бяло поле g2 · бял цар на черно поле c1 · бял топ на бяло поле d1 | черен цар на черно поле f8 · черна пешка на черно поле e7 · черна пешка на черно поле b6 · черен топ на черно поле f6 · черна пешка на черно поле a5 · черен топ на черно поле c5 · черна пешка на бяло поле f5 · черен кон на черно поле b4 · бял офицер на бяло поле c4 · черна пешка на бяло поле g4 · бяла дама на черно поле a3 · бяла пешка на бяло поле b3 · черна дама на черно поле c3 · бял офицер на черно поле e3 · бяла пешка на бяло поле a2 · бял кон на черно поле d2 · бяла пешка на черно поле f2 · бяла пешка на бяло поле g2 · бял цар на черно поле c1 · бял топ на бяло поле d1 | черен цар на черно поле f8 · черна пешка на черно поле e7 · черна пешка на черно поле b6 · черен топ на черно поле f6 · черна пешка на черно поле a5 · черен топ на черно поле c5 · черна пешка на бяло поле f5 · черен кон на черно поле b4 · бял офицер на бяло поле c4 · черна пешка на бяло поле g4 · бяла дама на черно поле a3 · бяла пешка на бяло поле b3 · черна дама на черно поле c3 · бял офицер на черно поле e3 · бяла пешка на бяло поле a2 · бял кон на черно поле d2 · бяла пешка на черно поле f2 · бяла пешка на бяло поле g2 · бял цар на черно поле c1 · бял топ на бяло поле d1 | 8 |
| 7 | черен цар на черно поле f8 · черна пешка на черно поле e7 · черна пешка на черно поле b6 · черен топ на черно поле f6 · черна пешка на черно поле a5 · черен топ на черно поле c5 · черна пешка на бяло поле f5 · черен кон на черно поле b4 · бял офицер на бяло поле c4 · черна пешка на бяло поле g4 · бяла дама на черно поле a3 · бяла пешка на бяло поле b3 · черна дама на черно поле c3 · бял офицер на черно поле e3 · бяла пешка на бяло поле a2 · бял кон на черно поле d2 · бяла пешка на черно поле f2 · бяла пешка на бяло поле g2 · бял цар на черно поле c1 · бял топ на бяло поле d1 | черен цар на черно поле f8 · черна пешка на черно поле e7 · черна пешка на черно поле b6 · черен топ на черно поле f6 · черна пешка на черно поле a5 · черен топ на черно поле c5 · черна пешка на бяло поле f5 · черен кон на черно поле b4 · бял офицер на бяло поле c4 · черна пешка на бяло поле g4 · бяла дама на черно поле a3 · бяла пешка на бяло поле b3 · черна дама на черно поле c3 · бял офицер на черно поле e3 · бяла пешка на бяло поле a2 · бял кон на черно поле d2 · бяла пешка на черно поле f2 · бяла пешка на бяло поле g2 · бял цар на черно поле c1 · бял топ на бяло поле d1 | черен цар на черно поле f8 · черна пешка на черно поле e7 · черна пешка на черно поле b6 · черен топ на черно поле f6 · черна пешка на черно поле a5 · черен топ на черно поле c5 · черна пешка на бяло поле f5 · черен кон на черно поле b4 · бял офицер на бяло поле c4 · черна пешка на бяло поле g4 · бяла дама на черно поле a3 · бяла пешка на бяло поле b3 · черна дама на черно поле c3 · бял офицер на черно поле e3 · бяла пешка на бяло поле a2 · бял кон на черно поле d2 · бяла пешка на черно поле f2 · бяла пешка на бяло поле g2 · бял цар на черно поле c1 · бял топ на бяло поле d1 | черен цар на черно поле f8 · черна пешка на черно поле e7 · черна пешка на черно поле b6 · черен топ на черно поле f6 · черна пешка на черно поле a5 · черен топ на черно поле c5 · черна пешка на бяло поле f5 · черен кон на черно поле b4 · бял офицер на бяло поле c4 · черна пешка на бяло поле g4 · бяла дама на черно поле a3 · бяла пешка на бяло поле b3 · черна дама на черно поле c3 · бял офицер на черно поле e3 · бяла пешка на бяло поле a2 · бял кон на черно поле d2 · бяла пешка на черно поле f2 · бяла пешка на бяло поле g2 · бял цар на черно поле c1 · бял топ на бяло поле d1 | черен цар на черно поле f8 · черна пешка на черно поле e7 · черна пешка на черно поле b6 · черен топ на черно поле f6 · черна пешка на черно поле a5 · черен топ на черно поле c5 · черна пешка на бяло поле f5 · черен кон на черно поле b4 · бял офицер на бяло поле c4 · черна пешка на бяло поле g4 · бяла дама на черно поле a3 · бяла пешка на бяло поле b3 · черна дама на черно поле c3 · бял офицер на черно поле e3 · бяла пешка на бяло поле a2 · бял кон на черно поле d2 · бяла пешка на черно поле f2 · бяла пешка на бяло поле g2 · бял цар на черно поле c1 · бял топ на бяло поле d1 | черен цар на черно поле f8 · черна пешка на черно поле e7 · черна пешка на черно поле b6 · черен топ на черно поле f6 · черна пешка на черно поле a5 · черен топ на черно поле c5 · черна пешка на бяло поле f5 · черен кон на черно поле b4 · бял офицер на бяло поле c4 · черна пешка на бяло поле g4 · бяла дама на черно поле a3 · бяла пешка на бяло поле b3 · черна дама на черно поле c3 · бял офицер на черно поле e3 · бяла пешка на бяло поле a2 · бял кон на черно поле d2 · бяла пешка на черно поле f2 · бяла пешка на бяло поле g2 · бял цар на черно поле c1 · бял топ на бяло поле d1 | черен цар на черно поле f8 · черна пешка на черно поле e7 · черна пешка на черно поле b6 · черен топ на черно поле f6 · черна пешка на черно поле a5 · черен топ на черно поле c5 · черна пешка на бяло поле f5 · черен кон на черно поле b4 · бял офицер на бяло поле c4 · черна пешка на бяло поле g4 · бяла дама на черно поле a3 · бяла пешка на бяло поле b3 · черна дама на черно поле c3 · бял офицер на черно поле e3 · бяла пешка на бяло поле a2 · бял кон на черно поле d2 · бяла пешка на черно поле f2 · бяла пешка на бяло поле g2 · бял цар на черно поле c1 · бял топ на бяло поле d1 | черен цар на черно поле f8 · черна пешка на черно поле e7 · черна пешка на черно поле b6 · черен топ на черно поле f6 · черна пешка на черно поле a5 · черен топ на черно поле c5 · черна пешка на бяло поле f5 · черен кон на черно поле b4 · бял офицер на бяло поле c4 · черна пешка на бяло поле g4 · бяла дама на черно поле a3 · бяла пешка на бяло поле b3 · черна дама на черно поле c3 · бял офицер на черно поле e3 · бяла пешка на бяло поле a2 · бял кон на черно поле d2 · бяла пешка на черно поле f2 · бяла пешка на бяло поле g2 · бял цар на черно поле c1 · бял топ на бяло поле d1 | 7 |
| 6 | черен цар на черно поле f8 · черна пешка на черно поле e7 · черна пешка на черно поле b6 · черен топ на черно поле f6 · черна пешка на черно поле a5 · черен топ на черно поле c5 · черна пешка на бяло поле f5 · черен кон на черно поле b4 · бял офицер на бяло поле c4 · черна пешка на бяло поле g4 · бяла дама на черно поле a3 · бяла пешка на бяло поле b3 · черна дама на черно поле c3 · бял офицер на черно поле e3 · бяла пешка на бяло поле a2 · бял кон на черно поле d2 · бяла пешка на черно поле f2 · бяла пешка на бяло поле g2 · бял цар на черно поле c1 · бял топ на бяло поле d1 | черен цар на черно поле f8 · черна пешка на черно поле e7 · черна пешка на черно поле b6 · черен топ на черно поле f6 · черна пешка на черно поле a5 · черен топ на черно поле c5 · черна пешка на бяло поле f5 · черен кон на черно поле b4 · бял офицер на бяло поле c4 · черна пешка на бяло поле g4 · бяла дама на черно поле a3 · бяла пешка на бяло поле b3 · черна дама на черно поле c3 · бял офицер на черно поле e3 · бяла пешка на бяло поле a2 · бял кон на черно поле d2 · бяла пешка на черно поле f2 · бяла пешка на бяло поле g2 · бял цар на черно поле c1 · бял топ на бяло поле d1 | черен цар на черно поле f8 · черна пешка на черно поле e7 · черна пешка на черно поле b6 · черен топ на черно поле f6 · черна пешка на черно поле a5 · черен топ на черно поле c5 · черна пешка на бяло поле f5 · черен кон на черно поле b4 · бял офицер на бяло поле c4 · черна пешка на бяло поле g4 · бяла дама на черно поле a3 · бяла пешка на бяло поле b3 · черна дама на черно поле c3 · бял офицер на черно поле e3 · бяла пешка на бяло поле a2 · бял кон на черно поле d2 · бяла пешка на черно поле f2 · бяла пешка на бяло поле g2 · бял цар на черно поле c1 · бял топ на бяло поле d1 | черен цар на черно поле f8 · черна пешка на черно поле e7 · черна пешка на черно поле b6 · черен топ на черно поле f6 · черна пешка на черно поле a5 · черен топ на черно поле c5 · черна пешка на бяло поле f5 · черен кон на черно поле b4 · бял офицер на бяло поле c4 · черна пешка на бяло поле g4 · бяла дама на черно поле a3 · бяла пешка на бяло поле b3 · черна дама на черно поле c3 · бял офицер на черно поле e3 · бяла пешка на бяло поле a2 · бял кон на черно поле d2 · бяла пешка на черно поле f2 · бяла пешка на бяло поле g2 · бял цар на черно поле c1 · бял топ на бяло поле d1 | черен цар на черно поле f8 · черна пешка на черно поле e7 · черна пешка на черно поле b6 · черен топ на черно поле f6 · черна пешка на черно поле a5 · черен топ на черно поле c5 · черна пешка на бяло поле f5 · черен кон на черно поле b4 · бял офицер на бяло поле c4 · черна пешка на бяло поле g4 · бяла дама на черно поле a3 · бяла пешка на бяло поле b3 · черна дама на черно поле c3 · бял офицер на черно поле e3 · бяла пешка на бяло поле a2 · бял кон на черно поле d2 · бяла пешка на черно поле f2 · бяла пешка на бяло поле g2 · бял цар на черно поле c1 · бял топ на бяло поле d1 | черен цар на черно поле f8 · черна пешка на черно поле e7 · черна пешка на черно поле b6 · черен топ на черно поле f6 · черна пешка на черно поле a5 · черен топ на черно поле c5 · черна пешка на бяло поле f5 · черен кон на черно поле b4 · бял офицер на бяло поле c4 · черна пешка на бяло поле g4 · бяла дама на черно поле a3 · бяла пешка на бяло поле b3 · черна дама на черно поле c3 · бял офицер на черно поле e3 · бяла пешка на бяло поле a2 · бял кон на черно поле d2 · бяла пешка на черно поле f2 · бяла пешка на бяло поле g2 · бял цар на черно поле c1 · бял топ на бяло поле d1 | черен цар на черно поле f8 · черна пешка на черно поле e7 · черна пешка на черно поле b6 · черен топ на черно поле f6 · черна пешка на черно поле a5 · черен топ на черно поле c5 · черна пешка на бяло поле f5 · черен кон на черно поле b4 · бял офицер на бяло поле c4 · черна пешка на бяло поле g4 · бяла дама на черно поле a3 · бяла пешка на бяло поле b3 · черна дама на черно поле c3 · бял офицер на черно поле e3 · бяла пешка на бяло поле a2 · бял кон на черно поле d2 · бяла пешка на черно поле f2 · бяла пешка на бяло поле g2 · бял цар на черно поле c1 · бял топ на бяло поле d1 | черен цар на черно поле f8 · черна пешка на черно поле e7 · черна пешка на черно поле b6 · черен топ на черно поле f6 · черна пешка на черно поле a5 · черен топ на черно поле c5 · черна пешка на бяло поле f5 · черен кон на черно поле b4 · бял офицер на бяло поле c4 · черна пешка на бяло поле g4 · бяла дама на черно поле a3 · бяла пешка на бяло поле b3 · черна дама на черно поле c3 · бял офицер на черно поле e3 · бяла пешка на бяло поле a2 · бял кон на черно поле d2 · бяла пешка на черно поле f2 · бяла пешка на бяло поле g2 · бял цар на черно поле c1 · бял топ на бяло поле d1 | 6 |
| 5 | черен цар на черно поле f8 · черна пешка на черно поле e7 · черна пешка на черно поле b6 · черен топ на черно поле f6 · черна пешка на черно поле a5 · черен топ на черно поле c5 · черна пешка на бяло поле f5 · черен кон на черно поле b4 · бял офицер на бяло поле c4 · черна пешка на бяло поле g4 · бяла дама на черно поле a3 · бяла пешка на бяло поле b3 · черна дама на черно поле c3 · бял офицер на черно поле e3 · бяла пешка на бяло поле a2 · бял кон на черно поле d2 · бяла пешка на черно поле f2 · бяла пешка на бяло поле g2 · бял цар на черно поле c1 · бял топ на бяло поле d1 | черен цар на черно поле f8 · черна пешка на черно поле e7 · черна пешка на черно поле b6 · черен топ на черно поле f6 · черна пешка на черно поле a5 · черен топ на черно поле c5 · черна пешка на бяло поле f5 · черен кон на черно поле b4 · бял офицер на бяло поле c4 · черна пешка на бяло поле g4 · бяла дама на черно поле a3 · бяла пешка на бяло поле b3 · черна дама на черно поле c3 · бял офицер на черно поле e3 · бяла пешка на бяло поле a2 · бял кон на черно поле d2 · бяла пешка на черно поле f2 · бяла пешка на бяло поле g2 · бял цар на черно поле c1 · бял топ на бяло поле d1 | черен цар на черно поле f8 · черна пешка на черно поле e7 · черна пешка на черно поле b6 · черен топ на черно поле f6 · черна пешка на черно поле a5 · черен топ на черно поле c5 · черна пешка на бяло поле f5 · черен кон на черно поле b4 · бял офицер на бяло поле c4 · черна пешка на бяло поле g4 · бяла дама на черно поле a3 · бяла пешка на бяло поле b3 · черна дама на черно поле c3 · бял офицер на черно поле e3 · бяла пешка на бяло поле a2 · бял кон на черно поле d2 · бяла пешка на черно поле f2 · бяла пешка на бяло поле g2 · бял цар на черно поле c1 · бял топ на бяло поле d1 | черен цар на черно поле f8 · черна пешка на черно поле e7 · черна пешка на черно поле b6 · черен топ на черно поле f6 · черна пешка на черно поле a5 · черен топ на черно поле c5 · черна пешка на бяло поле f5 · черен кон на черно поле b4 · бял офицер на бяло поле c4 · черна пешка на бяло поле g4 · бяла дама на черно поле a3 · бяла пешка на бяло поле b3 · черна дама на черно поле c3 · бял офицер на черно поле e3 · бяла пешка на бяло поле a2 · бял кон на черно поле d2 · бяла пешка на черно поле f2 · бяла пешка на бяло поле g2 · бял цар на черно поле c1 · бял топ на бяло поле d1 | черен цар на черно поле f8 · черна пешка на черно поле e7 · черна пешка на черно поле b6 · черен топ на черно поле f6 · черна пешка на черно поле a5 · черен топ на черно поле c5 · черна пешка на бяло поле f5 · черен кон на черно поле b4 · бял офицер на бяло поле c4 · черна пешка на бяло поле g4 · бяла дама на черно поле a3 · бяла пешка на бяло поле b3 · черна дама на черно поле c3 · бял офицер на черно поле e3 · бяла пешка на бяло поле a2 · бял кон на черно поле d2 · бяла пешка на черно поле f2 · бяла пешка на бяло поле g2 · бял цар на черно поле c1 · бял топ на бяло поле d1 | черен цар на черно поле f8 · черна пешка на черно поле e7 · черна пешка на черно поле b6 · черен топ на черно поле f6 · черна пешка на черно поле a5 · черен топ на черно поле c5 · черна пешка на бяло поле f5 · черен кон на черно поле b4 · бял офицер на бяло поле c4 · черна пешка на бяло поле g4 · бяла дама на черно поле a3 · бяла пешка на бяло поле b3 · черна дама на черно поле c3 · бял офицер на черно поле e3 · бяла пешка на бяло поле a2 · бял кон на черно поле d2 · бяла пешка на черно поле f2 · бяла пешка на бяло поле g2 · бял цар на черно поле c1 · бял топ на бяло поле d1 | черен цар на черно поле f8 · черна пешка на черно поле e7 · черна пешка на черно поле b6 · черен топ на черно поле f6 · черна пешка на черно поле a5 · черен топ на черно поле c5 · черна пешка на бяло поле f5 · черен кон на черно поле b4 · бял офицер на бяло поле c4 · черна пешка на бяло поле g4 · бяла дама на черно поле a3 · бяла пешка на бяло поле b3 · черна дама на черно поле c3 · бял офицер на черно поле e3 · бяла пешка на бяло поле a2 · бял кон на черно поле d2 · бяла пешка на черно поле f2 · бяла пешка на бяло поле g2 · бял цар на черно поле c1 · бял топ на бяло поле d1 | черен цар на черно поле f8 · черна пешка на черно поле e7 · черна пешка на черно поле b6 · черен топ на черно поле f6 · черна пешка на черно поле a5 · черен топ на черно поле c5 · черна пешка на бяло поле f5 · черен кон на черно поле b4 · бял офицер на бяло поле c4 · черна пешка на бяло поле g4 · бяла дама на черно поле a3 · бяла пешка на бяло поле b3 · черна дама на черно поле c3 · бял офицер на черно поле e3 · бяла пешка на бяло поле a2 · бял кон на черно поле d2 · бяла пешка на черно поле f2 · бяла пешка на бяло поле g2 · бял цар на черно поле c1 · бял топ на бяло поле d1 | 5 |
| 4 | черен цар на черно поле f8 · черна пешка на черно поле e7 · черна пешка на черно поле b6 · черен топ на черно поле f6 · черна пешка на черно поле a5 · черен топ на черно поле c5 · черна пешка на бяло поле f5 · черен кон на черно поле b4 · бял офицер на бяло поле c4 · черна пешка на бяло поле g4 · бяла дама на черно поле a3 · бяла пешка на бяло поле b3 · черна дама на черно поле c3 · бял офицер на черно поле e3 · бяла пешка на бяло поле a2 · бял кон на черно поле d2 · бяла пешка на черно поле f2 · бяла пешка на бяло поле g2 · бял цар на черно поле c1 · бял топ на бяло поле d1 | черен цар на черно поле f8 · черна пешка на черно поле e7 · черна пешка на черно поле b6 · черен топ на черно поле f6 · черна пешка на черно поле a5 · черен топ на черно поле c5 · черна пешка на бяло поле f5 · черен кон на черно поле b4 · бял офицер на бяло поле c4 · черна пешка на бяло поле g4 · бяла дама на черно поле a3 · бяла пешка на бяло поле b3 · черна дама на черно поле c3 · бял офицер на черно поле e3 · бяла пешка на бяло поле a2 · бял кон на черно поле d2 · бяла пешка на черно поле f2 · бяла пешка на бяло поле g2 · бял цар на черно поле c1 · бял топ на бяло поле d1 | черен цар на черно поле f8 · черна пешка на черно поле e7 · черна пешка на черно поле b6 · черен топ на черно поле f6 · черна пешка на черно поле a5 · черен топ на черно поле c5 · черна пешка на бяло поле f5 · черен кон на черно поле b4 · бял офицер на бяло поле c4 · черна пешка на бяло поле g4 · бяла дама на черно поле a3 · бяла пешка на бяло поле b3 · черна дама на черно поле c3 · бял офицер на черно поле e3 · бяла пешка на бяло поле a2 · бял кон на черно поле d2 · бяла пешка на черно поле f2 · бяла пешка на бяло поле g2 · бял цар на черно поле c1 · бял топ на бяло поле d1 | черен цар на черно поле f8 · черна пешка на черно поле e7 · черна пешка на черно поле b6 · черен топ на черно поле f6 · черна пешка на черно поле a5 · черен топ на черно поле c5 · черна пешка на бяло поле f5 · черен кон на черно поле b4 · бял офицер на бяло поле c4 · черна пешка на бяло поле g4 · бяла дама на черно поле a3 · бяла пешка на бяло поле b3 · черна дама на черно поле c3 · бял офицер на черно поле e3 · бяла пешка на бяло поле a2 · бял кон на черно поле d2 · бяла пешка на черно поле f2 · бяла пешка на бяло поле g2 · бял цар на черно поле c1 · бял топ на бяло поле d1 | черен цар на черно поле f8 · черна пешка на черно поле e7 · черна пешка на черно поле b6 · черен топ на черно поле f6 · черна пешка на черно поле a5 · черен топ на черно поле c5 · черна пешка на бяло поле f5 · черен кон на черно поле b4 · бял офицер на бяло поле c4 · черна пешка на бяло поле g4 · бяла дама на черно поле a3 · бяла пешка на бяло поле b3 · черна дама на черно поле c3 · бял офицер на черно поле e3 · бяла пешка на бяло поле a2 · бял кон на черно поле d2 · бяла пешка на черно поле f2 · бяла пешка на бяло поле g2 · бял цар на черно поле c1 · бял топ на бяло поле d1 | черен цар на черно поле f8 · черна пешка на черно поле e7 · черна пешка на черно поле b6 · черен топ на черно поле f6 · черна пешка на черно поле a5 · черен топ на черно поле c5 · черна пешка на бяло поле f5 · черен кон на черно поле b4 · бял офицер на бяло поле c4 · черна пешка на бяло поле g4 · бяла дама на черно поле a3 · бяла пешка на бяло поле b3 · черна дама на черно поле c3 · бял офицер на черно поле e3 · бяла пешка на бяло поле a2 · бял кон на черно поле d2 · бяла пешка на черно поле f2 · бяла пешка на бяло поле g2 · бял цар на черно поле c1 · бял топ на бяло поле d1 | черен цар на черно поле f8 · черна пешка на черно поле e7 · черна пешка на черно поле b6 · черен топ на черно поле f6 · черна пешка на черно поле a5 · черен топ на черно поле c5 · черна пешка на бяло поле f5 · черен кон на черно поле b4 · бял офицер на бяло поле c4 · черна пешка на бяло поле g4 · бяла дама на черно поле a3 · бяла пешка на бяло поле b3 · черна дама на черно поле c3 · бял офицер на черно поле e3 · бяла пешка на бяло поле a2 · бял кон на черно поле d2 · бяла пешка на черно поле f2 · бяла пешка на бяло поле g2 · бял цар на черно поле c1 · бял топ на бяло поле d1 | черен цар на черно поле f8 · черна пешка на черно поле e7 · черна пешка на черно поле b6 · черен топ на черно поле f6 · черна пешка на черно поле a5 · черен топ на черно поле c5 · черна пешка на бяло поле f5 · черен кон на черно поле b4 · бял офицер на бяло поле c4 · черна пешка на бяло поле g4 · бяла дама на черно поле a3 · бяла пешка на бяло поле b3 · черна дама на черно поле c3 · бял офицер на черно поле e3 · бяла пешка на бяло поле a2 · бял кон на черно поле d2 · бяла пешка на черно поле f2 · бяла пешка на бяло поле g2 · бял цар на черно поле c1 · бял топ на бяло поле d1 | 4 |
| 3 | черен цар на черно поле f8 · черна пешка на черно поле e7 · черна пешка на черно поле b6 · черен топ на черно поле f6 · черна пешка на черно поле a5 · черен топ на черно поле c5 · черна пешка на бяло поле f5 · черен кон на черно поле b4 · бял офицер на бяло поле c4 · черна пешка на бяло поле g4 · бяла дама на черно поле a3 · бяла пешка на бяло поле b3 · черна дама на черно поле c3 · бял офицер на черно поле e3 · бяла пешка на бяло поле a2 · бял кон на черно поле d2 · бяла пешка на черно поле f2 · бяла пешка на бяло поле g2 · бял цар на черно поле c1 · бял топ на бяло поле d1 | черен цар на черно поле f8 · черна пешка на черно поле e7 · черна пешка на черно поле b6 · черен топ на черно поле f6 · черна пешка на черно поле a5 · черен топ на черно поле c5 · черна пешка на бяло поле f5 · черен кон на черно поле b4 · бял офицер на бяло поле c4 · черна пешка на бяло поле g4 · бяла дама на черно поле a3 · бяла пешка на бяло поле b3 · черна дама на черно поле c3 · бял офицер на черно поле e3 · бяла пешка на бяло поле a2 · бял кон на черно поле d2 · бяла пешка на черно поле f2 · бяла пешка на бяло поле g2 · бял цар на черно поле c1 · бял топ на бяло поле d1 | черен цар на черно поле f8 · черна пешка на черно поле e7 · черна пешка на черно поле b6 · черен топ на черно поле f6 · черна пешка на черно поле a5 · черен топ на черно поле c5 · черна пешка на бяло поле f5 · черен кон на черно поле b4 · бял офицер на бяло поле c4 · черна пешка на бяло поле g4 · бяла дама на черно поле a3 · бяла пешка на бяло поле b3 · черна дама на черно поле c3 · бял офицер на черно поле e3 · бяла пешка на бяло поле a2 · бял кон на черно поле d2 · бяла пешка на черно поле f2 · бяла пешка на бяло поле g2 · бял цар на черно поле c1 · бял топ на бяло поле d1 | черен цар на черно поле f8 · черна пешка на черно поле e7 · черна пешка на черно поле b6 · черен топ на черно поле f6 · черна пешка на черно поле a5 · черен топ на черно поле c5 · черна пешка на бяло поле f5 · черен кон на черно поле b4 · бял офицер на бяло поле c4 · черна пешка на бяло поле g4 · бяла дама на черно поле a3 · бяла пешка на бяло поле b3 · черна дама на черно поле c3 · бял офицер на черно поле e3 · бяла пешка на бяло поле a2 · бял кон на черно поле d2 · бяла пешка на черно поле f2 · бяла пешка на бяло поле g2 · бял цар на черно поле c1 · бял топ на бяло поле d1 | черен цар на черно поле f8 · черна пешка на черно поле e7 · черна пешка на черно поле b6 · черен топ на черно поле f6 · черна пешка на черно поле a5 · черен топ на черно поле c5 · черна пешка на бяло поле f5 · черен кон на черно поле b4 · бял офицер на бяло поле c4 · черна пешка на бяло поле g4 · бяла дама на черно поле a3 · бяла пешка на бяло поле b3 · черна дама на черно поле c3 · бял офицер на черно поле e3 · бяла пешка на бяло поле a2 · бял кон на черно поле d2 · бяла пешка на черно поле f2 · бяла пешка на бяло поле g2 · бял цар на черно поле c1 · бял топ на бяло поле d1 | черен цар на черно поле f8 · черна пешка на черно поле e7 · черна пешка на черно поле b6 · черен топ на черно поле f6 · черна пешка на черно поле a5 · черен топ на черно поле c5 · черна пешка на бяло поле f5 · черен кон на черно поле b4 · бял офицер на бяло поле c4 · черна пешка на бяло поле g4 · бяла дама на черно поле a3 · бяла пешка на бяло поле b3 · черна дама на черно поле c3 · бял офицер на черно поле e3 · бяла пешка на бяло поле a2 · бял кон на черно поле d2 · бяла пешка на черно поле f2 · бяла пешка на бяло поле g2 · бял цар на черно поле c1 · бял топ на бяло поле d1 | черен цар на черно поле f8 · черна пешка на черно поле e7 · черна пешка на черно поле b6 · черен топ на черно поле f6 · черна пешка на черно поле a5 · черен топ на черно поле c5 · черна пешка на бяло поле f5 · черен кон на черно поле b4 · бял офицер на бяло поле c4 · черна пешка на бяло поле g4 · бяла дама на черно поле a3 · бяла пешка на бяло поле b3 · черна дама на черно поле c3 · бял офицер на черно поле e3 · бяла пешка на бяло поле a2 · бял кон на черно поле d2 · бяла пешка на черно поле f2 · бяла пешка на бяло поле g2 · бял цар на черно поле c1 · бял топ на бяло поле d1 | черен цар на черно поле f8 · черна пешка на черно поле e7 · черна пешка на черно поле b6 · черен топ на черно поле f6 · черна пешка на черно поле a5 · черен топ на черно поле c5 · черна пешка на бяло поле f5 · черен кон на черно поле b4 · бял офицер на бяло поле c4 · черна пешка на бяло поле g4 · бяла дама на черно поле a3 · бяла пешка на бяло поле b3 · черна дама на черно поле c3 · бял офицер на черно поле e3 · бяла пешка на бяло поле a2 · бял кон на черно поле d2 · бяла пешка на черно поле f2 · бяла пешка на бяло поле g2 · бял цар на черно поле c1 · бял топ на бяло поле d1 | 3 |
| 2 | черен цар на черно поле f8 · черна пешка на черно поле e7 · черна пешка на черно поле b6 · черен топ на черно поле f6 · черна пешка на черно поле a5 · черен топ на черно поле c5 · черна пешка на бяло поле f5 · черен кон на черно поле b4 · бял офицер на бяло поле c4 · черна пешка на бяло поле g4 · бяла дама на черно поле a3 · бяла пешка на бяло поле b3 · черна дама на черно поле c3 · бял офицер на черно поле e3 · бяла пешка на бяло поле a2 · бял кон на черно поле d2 · бяла пешка на черно поле f2 · бяла пешка на бяло поле g2 · бял цар на черно поле c1 · бял топ на бяло поле d1 | черен цар на черно поле f8 · черна пешка на черно поле e7 · черна пешка на черно поле b6 · черен топ на черно поле f6 · черна пешка на черно поле a5 · черен топ на черно поле c5 · черна пешка на бяло поле f5 · черен кон на черно поле b4 · бял офицер на бяло поле c4 · черна пешка на бяло поле g4 · бяла дама на черно поле a3 · бяла пешка на бяло поле b3 · черна дама на черно поле c3 · бял офицер на черно поле e3 · бяла пешка на бяло поле a2 · бял кон на черно поле d2 · бяла пешка на черно поле f2 · бяла пешка на бяло поле g2 · бял цар на черно поле c1 · бял топ на бяло поле d1 | черен цар на черно поле f8 · черна пешка на черно поле e7 · черна пешка на черно поле b6 · черен топ на черно поле f6 · черна пешка на черно поле a5 · черен топ на черно поле c5 · черна пешка на бяло поле f5 · черен кон на черно поле b4 · бял офицер на бяло поле c4 · черна пешка на бяло поле g4 · бяла дама на черно поле a3 · бяла пешка на бяло поле b3 · черна дама на черно поле c3 · бял офицер на черно поле e3 · бяла пешка на бяло поле a2 · бял кон на черно поле d2 · бяла пешка на черно поле f2 · бяла пешка на бяло поле g2 · бял цар на черно поле c1 · бял топ на бяло поле d1 | черен цар на черно поле f8 · черна пешка на черно поле e7 · черна пешка на черно поле b6 · черен топ на черно поле f6 · черна пешка на черно поле a5 · черен топ на черно поле c5 · черна пешка на бяло поле f5 · черен кон на черно поле b4 · бял офицер на бяло поле c4 · черна пешка на бяло поле g4 · бяла дама на черно поле a3 · бяла пешка на бяло поле b3 · черна дама на черно поле c3 · бял офицер на черно поле e3 · бяла пешка на бяло поле a2 · бял кон на черно поле d2 · бяла пешка на черно поле f2 · бяла пешка на бяло поле g2 · бял цар на черно поле c1 · бял топ на бяло поле d1 | черен цар на черно поле f8 · черна пешка на черно поле e7 · черна пешка на черно поле b6 · черен топ на черно поле f6 · черна пешка на черно поле a5 · черен топ на черно поле c5 · черна пешка на бяло поле f5 · черен кон на черно поле b4 · бял офицер на бяло поле c4 · черна пешка на бяло поле g4 · бяла дама на черно поле a3 · бяла пешка на бяло поле b3 · черна дама на черно поле c3 · бял офицер на черно поле e3 · бяла пешка на бяло поле a2 · бял кон на черно поле d2 · бяла пешка на черно поле f2 · бяла пешка на бяло поле g2 · бял цар на черно поле c1 · бял топ на бяло поле d1 | черен цар на черно поле f8 · черна пешка на черно поле e7 · черна пешка на черно поле b6 · черен топ на черно поле f6 · черна пешка на черно поле a5 · черен топ на черно поле c5 · черна пешка на бяло поле f5 · черен кон на черно поле b4 · бял офицер на бяло поле c4 · черна пешка на бяло поле g4 · бяла дама на черно поле a3 · бяла пешка на бяло поле b3 · черна дама на черно поле c3 · бял офицер на черно поле e3 · бяла пешка на бяло поле a2 · бял кон на черно поле d2 · бяла пешка на черно поле f2 · бяла пешка на бяло поле g2 · бял цар на черно поле c1 · бял топ на бяло поле d1 | черен цар на черно поле f8 · черна пешка на черно поле e7 · черна пешка на черно поле b6 · черен топ на черно поле f6 · черна пешка на черно поле a5 · черен топ на черно поле c5 · черна пешка на бяло поле f5 · черен кон на черно поле b4 · бял офицер на бяло поле c4 · черна пешка на бяло поле g4 · бяла дама на черно поле a3 · бяла пешка на бяло поле b3 · черна дама на черно поле c3 · бял офицер на черно поле e3 · бяла пешка на бяло поле a2 · бял кон на черно поле d2 · бяла пешка на черно поле f2 · бяла пешка на бяло поле g2 · бял цар на черно поле c1 · бял топ на бяло поле d1 | черен цар на черно поле f8 · черна пешка на черно поле e7 · черна пешка на черно поле b6 · черен топ на черно поле f6 · черна пешка на черно поле a5 · черен топ на черно поле c5 · черна пешка на бяло поле f5 · черен кон на черно поле b4 · бял офицер на бяло поле c4 · черна пешка на бяло поле g4 · бяла дама на черно поле a3 · бяла пешка на бяло поле b3 · черна дама на черно поле c3 · бял офицер на черно поле e3 · бяла пешка на бяло поле a2 · бял кон на черно поле d2 · бяла пешка на черно поле f2 · бяла пешка на бяло поле g2 · бял цар на черно поле c1 · бял топ на бяло поле d1 | 2 |
| 1 | черен цар на черно поле f8 · черна пешка на черно поле e7 · черна пешка на черно поле b6 · черен топ на черно поле f6 · черна пешка на черно поле a5 · черен топ на черно поле c5 · черна пешка на бяло поле f5 · черен кон на черно поле b4 · бял офицер на бяло поле c4 · черна пешка на бяло поле g4 · бяла дама на черно поле a3 · бяла пешка на бяло поле b3 · черна дама на черно поле c3 · бял офицер на черно поле e3 · бяла пешка на бяло поле a2 · бял кон на черно поле d2 · бяла пешка на черно поле f2 · бяла пешка на бяло поле g2 · бял цар на черно поле c1 · бял топ на бяло поле d1 | черен цар на черно поле f8 · черна пешка на черно поле e7 · черна пешка на черно поле b6 · черен топ на черно поле f6 · черна пешка на черно поле a5 · черен топ на черно поле c5 · черна пешка на бяло поле f5 · черен кон на черно поле b4 · бял офицер на бяло поле c4 · черна пешка на бяло поле g4 · бяла дама на черно поле a3 · бяла пешка на бяло поле b3 · черна дама на черно поле c3 · бял офицер на черно поле e3 · бяла пешка на бяло поле a2 · бял кон на черно поле d2 · бяла пешка на черно поле f2 · бяла пешка на бяло поле g2 · бял цар на черно поле c1 · бял топ на бяло поле d1 | черен цар на черно поле f8 · черна пешка на черно поле e7 · черна пешка на черно поле b6 · черен топ на черно поле f6 · черна пешка на черно поле a5 · черен топ на черно поле c5 · черна пешка на бяло поле f5 · черен кон на черно поле b4 · бял офицер на бяло поле c4 · черна пешка на бяло поле g4 · бяла дама на черно поле a3 · бяла пешка на бяло поле b3 · черна дама на черно поле c3 · бял офицер на черно поле e3 · бяла пешка на бяло поле a2 · бял кон на черно поле d2 · бяла пешка на черно поле f2 · бяла пешка на бяло поле g2 · бял цар на черно поле c1 · бял топ на бяло поле d1 | черен цар на черно поле f8 · черна пешка на черно поле e7 · черна пешка на черно поле b6 · черен топ на черно поле f6 · черна пешка на черно поле a5 · черен топ на черно поле c5 · черна пешка на бяло поле f5 · черен кон на черно поле b4 · бял офицер на бяло поле c4 · черна пешка на бяло поле g4 · бяла дама на черно поле a3 · бяла пешка на бяло поле b3 · черна дама на черно поле c3 · бял офицер на черно поле e3 · бяла пешка на бяло поле a2 · бял кон на черно поле d2 · бяла пешка на черно поле f2 · бяла пешка на бяло поле g2 · бял цар на черно поле c1 · бял топ на бяло поле d1 | черен цар на черно поле f8 · черна пешка на черно поле e7 · черна пешка на черно поле b6 · черен топ на черно поле f6 · черна пешка на черно поле a5 · черен топ на черно поле c5 · черна пешка на бяло поле f5 · черен кон на черно поле b4 · бял офицер на бяло поле c4 · черна пешка на бяло поле g4 · бяла дама на черно поле a3 · бяла пешка на бяло поле b3 · черна дама на черно поле c3 · бял офицер на черно поле e3 · бяла пешка на бяло поле a2 · бял кон на черно поле d2 · бяла пешка на черно поле f2 · бяла пешка на бяло поле g2 · бял цар на черно поле c1 · бял топ на бяло поле d1 | черен цар на черно поле f8 · черна пешка на черно поле e7 · черна пешка на черно поле b6 · черен топ на черно поле f6 · черна пешка на черно поле a5 · черен топ на черно поле c5 · черна пешка на бяло поле f5 · черен кон на черно поле b4 · бял офицер на бяло поле c4 · черна пешка на бяло поле g4 · бяла дама на черно поле a3 · бяла пешка на бяло поле b3 · черна дама на черно поле c3 · бял офицер на черно поле e3 · бяла пешка на бяло поле a2 · бял кон на черно поле d2 · бяла пешка на черно поле f2 · бяла пешка на бяло поле g2 · бял цар на черно поле c1 · бял топ на бяло поле d1 | черен цар на черно поле f8 · черна пешка на черно поле e7 · черна пешка на черно поле b6 · черен топ на черно поле f6 · черна пешка на черно поле a5 · черен топ на черно поле c5 · черна пешка на бяло поле f5 · черен кон на черно поле b4 · бял офицер на бяло поле c4 · черна пешка на бяло поле g4 · бяла дама на черно поле a3 · бяла пешка на бяло поле b3 · черна дама на черно поле c3 · бял офицер на черно поле e3 · бяла пешка на бяло поле a2 · бял кон на черно поле d2 · бяла пешка на черно поле f2 · бяла пешка на бяло поле g2 · бял цар на черно поле c1 · бял топ на бяло поле d1 | черен цар на черно поле f8 · черна пешка на черно поле e7 · черна пешка на черно поле b6 · черен топ на черно поле f6 · черна пешка на черно поле a5 · черен топ на черно поле c5 · черна пешка на бяло поле f5 · черен кон на черно поле b4 · бял офицер на бяло поле c4 · черна пешка на бяло поле g4 · бяла дама на черно поле a3 · бяла пешка на бяло поле b3 · черна дама на черно поле c3 · бял офицер на черно поле e3 · бяла пешка на бяло поле a2 · бял кон на черно поле d2 · бяла пешка на черно поле f2 · бяла пешка на бяло поле g2 · бял цар на черно поле c1 · бял топ на бяло поле d1 | 1 |
|   | a | b | c | d | e | f | g | h |   |

|   | a | b | c | d | e | f | g | h |   |
| 8 | черен топ на черно поле b8 · черен цар на черно поле f8 · черна пешка на бяло поле f7 · черна пешка на черно поле g7 · черна пешка на бяло поле h7 · черна дама на бяло поле c6 · черен офицер на черно поле f6 · черен офицер на бяло поле g6 · черна пешка на бяло поле d5 · черна пешка на бяло поле e4 · черна пешка на черно поле a3 · черна пешка на черно поле c3 · бял офицер на черно поле e3 · бял топ на черно поле g3 · бял офицер на бяло поле a2 · бяла дама на бяло поле g2 · бяла пешка на черно поле h2 · бял топ на черно поле e1 · бял цар на бяло поле h1 | черен топ на черно поле b8 · черен цар на черно поле f8 · черна пешка на бяло поле f7 · черна пешка на черно поле g7 · черна пешка на бяло поле h7 · черна дама на бяло поле c6 · черен офицер на черно поле f6 · черен офицер на бяло поле g6 · черна пешка на бяло поле d5 · черна пешка на бяло поле e4 · черна пешка на черно поле a3 · черна пешка на черно поле c3 · бял офицер на черно поле e3 · бял топ на черно поле g3 · бял офицер на бяло поле a2 · бяла дама на бяло поле g2 · бяла пешка на черно поле h2 · бял топ на черно поле e1 · бял цар на бяло поле h1 | черен топ на черно поле b8 · черен цар на черно поле f8 · черна пешка на бяло поле f7 · черна пешка на черно поле g7 · черна пешка на бяло поле h7 · черна дама на бяло поле c6 · черен офицер на черно поле f6 · черен офицер на бяло поле g6 · черна пешка на бяло поле d5 · черна пешка на бяло поле e4 · черна пешка на черно поле a3 · черна пешка на черно поле c3 · бял офицер на черно поле e3 · бял топ на черно поле g3 · бял офицер на бяло поле a2 · бяла дама на бяло поле g2 · бяла пешка на черно поле h2 · бял топ на черно поле e1 · бял цар на бяло поле h1 | черен топ на черно поле b8 · черен цар на черно поле f8 · черна пешка на бяло поле f7 · черна пешка на черно поле g7 · черна пешка на бяло поле h7 · черна дама на бяло поле c6 · черен офицер на черно поле f6 · черен офицер на бяло поле g6 · черна пешка на бяло поле d5 · черна пешка на бяло поле e4 · черна пешка на черно поле a3 · черна пешка на черно поле c3 · бял офицер на черно поле e3 · бял топ на черно поле g3 · бял офицер на бяло поле a2 · бяла дама на бяло поле g2 · бяла пешка на черно поле h2 · бял топ на черно поле e1 · бял цар на бяло поле h1 | черен топ на черно поле b8 · черен цар на черно поле f8 · черна пешка на бяло поле f7 · черна пешка на черно поле g7 · черна пешка на бяло поле h7 · черна дама на бяло поле c6 · черен офицер на черно поле f6 · черен офицер на бяло поле g6 · черна пешка на бяло поле d5 · черна пешка на бяло поле e4 · черна пешка на черно поле a3 · черна пешка на черно поле c3 · бял офицер на черно поле e3 · бял топ на черно поле g3 · бял офицер на бяло поле a2 · бяла дама на бяло поле g2 · бяла пешка на черно поле h2 · бял топ на черно поле e1 · бял цар на бяло поле h1 | черен топ на черно поле b8 · черен цар на черно поле f8 · черна пешка на бяло поле f7 · черна пешка на черно поле g7 · черна пешка на бяло поле h7 · черна дама на бяло поле c6 · черен офицер на черно поле f6 · черен офицер на бяло поле g6 · черна пешка на бяло поле d5 · черна пешка на бяло поле e4 · черна пешка на черно поле a3 · черна пешка на черно поле c3 · бял офицер на черно поле e3 · бял топ на черно поле g3 · бял офицер на бяло поле a2 · бяла дама на бяло поле g2 · бяла пешка на черно поле h2 · бял топ на черно поле e1 · бял цар на бяло поле h1 | черен топ на черно поле b8 · черен цар на черно поле f8 · черна пешка на бяло поле f7 · черна пешка на черно поле g7 · черна пешка на бяло поле h7 · черна дама на бяло поле c6 · черен офицер на черно поле f6 · черен офицер на бяло поле g6 · черна пешка на бяло поле d5 · черна пешка на бяло поле e4 · черна пешка на черно поле a3 · черна пешка на черно поле c3 · бял офицер на черно поле e3 · бял топ на черно поле g3 · бял офицер на бяло поле a2 · бяла дама на бяло поле g2 · бяла пешка на черно поле h2 · бял топ на черно поле e1 · бял цар на бяло поле h1 | черен топ на черно поле b8 · черен цар на черно поле f8 · черна пешка на бяло поле f7 · черна пешка на черно поле g7 · черна пешка на бяло поле h7 · черна дама на бяло поле c6 · черен офицер на черно поле f6 · черен офицер на бяло поле g6 · черна пешка на бяло поле d5 · черна пешка на бяло поле e4 · черна пешка на черно поле a3 · черна пешка на черно поле c3 · бял офицер на черно поле e3 · бял топ на черно поле g3 · бял офицер на бяло поле a2 · бяла дама на бяло поле g2 · бяла пешка на черно поле h2 · бял топ на черно поле e1 · бял цар на бяло поле h1 | 8 |
| 7 | черен топ на черно поле b8 · черен цар на черно поле f8 · черна пешка на бяло поле f7 · черна пешка на черно поле g7 · черна пешка на бяло поле h7 · черна дама на бяло поле c6 · черен офицер на черно поле f6 · черен офицер на бяло поле g6 · черна пешка на бяло поле d5 · черна пешка на бяло поле e4 · черна пешка на черно поле a3 · черна пешка на черно поле c3 · бял офицер на черно поле e3 · бял топ на черно поле g3 · бял офицер на бяло поле a2 · бяла дама на бяло поле g2 · бяла пешка на черно поле h2 · бял топ на черно поле e1 · бял цар на бяло поле h1 | черен топ на черно поле b8 · черен цар на черно поле f8 · черна пешка на бяло поле f7 · черна пешка на черно поле g7 · черна пешка на бяло поле h7 · черна дама на бяло поле c6 · черен офицер на черно поле f6 · черен офицер на бяло поле g6 · черна пешка на бяло поле d5 · черна пешка на бяло поле e4 · черна пешка на черно поле a3 · черна пешка на черно поле c3 · бял офицер на черно поле e3 · бял топ на черно поле g3 · бял офицер на бяло поле a2 · бяла дама на бяло поле g2 · бяла пешка на черно поле h2 · бял топ на черно поле e1 · бял цар на бяло поле h1 | черен топ на черно поле b8 · черен цар на черно поле f8 · черна пешка на бяло поле f7 · черна пешка на черно поле g7 · черна пешка на бяло поле h7 · черна дама на бяло поле c6 · черен офицер на черно поле f6 · черен офицер на бяло поле g6 · черна пешка на бяло поле d5 · черна пешка на бяло поле e4 · черна пешка на черно поле a3 · черна пешка на черно поле c3 · бял офицер на черно поле e3 · бял топ на черно поле g3 · бял офицер на бяло поле a2 · бяла дама на бяло поле g2 · бяла пешка на черно поле h2 · бял топ на черно поле e1 · бял цар на бяло поле h1 | черен топ на черно поле b8 · черен цар на черно поле f8 · черна пешка на бяло поле f7 · черна пешка на черно поле g7 · черна пешка на бяло поле h7 · черна дама на бяло поле c6 · черен офицер на черно поле f6 · черен офицер на бяло поле g6 · черна пешка на бяло поле d5 · черна пешка на бяло поле e4 · черна пешка на черно поле a3 · черна пешка на черно поле c3 · бял офицер на черно поле e3 · бял топ на черно поле g3 · бял офицер на бяло поле a2 · бяла дама на бяло поле g2 · бяла пешка на черно поле h2 · бял топ на черно поле e1 · бял цар на бяло поле h1 | черен топ на черно поле b8 · черен цар на черно поле f8 · черна пешка на бяло поле f7 · черна пешка на черно поле g7 · черна пешка на бяло поле h7 · черна дама на бяло поле c6 · черен офицер на черно поле f6 · черен офицер на бяло поле g6 · черна пешка на бяло поле d5 · черна пешка на бяло поле e4 · черна пешка на черно поле a3 · черна пешка на черно поле c3 · бял офицер на черно поле e3 · бял топ на черно поле g3 · бял офицер на бяло поле a2 · бяла дама на бяло поле g2 · бяла пешка на черно поле h2 · бял топ на черно поле e1 · бял цар на бяло поле h1 | черен топ на черно поле b8 · черен цар на черно поле f8 · черна пешка на бяло поле f7 · черна пешка на черно поле g7 · черна пешка на бяло поле h7 · черна дама на бяло поле c6 · черен офицер на черно поле f6 · черен офицер на бяло поле g6 · черна пешка на бяло поле d5 · черна пешка на бяло поле e4 · черна пешка на черно поле a3 · черна пешка на черно поле c3 · бял офицер на черно поле e3 · бял топ на черно поле g3 · бял офицер на бяло поле a2 · бяла дама на бяло поле g2 · бяла пешка на черно поле h2 · бял топ на черно поле e1 · бял цар на бяло поле h1 | черен топ на черно поле b8 · черен цар на черно поле f8 · черна пешка на бяло поле f7 · черна пешка на черно поле g7 · черна пешка на бяло поле h7 · черна дама на бяло поле c6 · черен офицер на черно поле f6 · черен офицер на бяло поле g6 · черна пешка на бяло поле d5 · черна пешка на бяло поле e4 · черна пешка на черно поле a3 · черна пешка на черно поле c3 · бял офицер на черно поле e3 · бял топ на черно поле g3 · бял офицер на бяло поле a2 · бяла дама на бяло поле g2 · бяла пешка на черно поле h2 · бял топ на черно поле e1 · бял цар на бяло поле h1 | черен топ на черно поле b8 · черен цар на черно поле f8 · черна пешка на бяло поле f7 · черна пешка на черно поле g7 · черна пешка на бяло поле h7 · черна дама на бяло поле c6 · черен офицер на черно поле f6 · черен офицер на бяло поле g6 · черна пешка на бяло поле d5 · черна пешка на бяло поле e4 · черна пешка на черно поле a3 · черна пешка на черно поле c3 · бял офицер на черно поле e3 · бял топ на черно поле g3 · бял офицер на бяло поле a2 · бяла дама на бяло поле g2 · бяла пешка на черно поле h2 · бял топ на черно поле e1 · бял цар на бяло поле h1 | 7 |
| 6 | черен топ на черно поле b8 · черен цар на черно поле f8 · черна пешка на бяло поле f7 · черна пешка на черно поле g7 · черна пешка на бяло поле h7 · черна дама на бяло поле c6 · черен офицер на черно поле f6 · черен офицер на бяло поле g6 · черна пешка на бяло поле d5 · черна пешка на бяло поле e4 · черна пешка на черно поле a3 · черна пешка на черно поле c3 · бял офицер на черно поле e3 · бял топ на черно поле g3 · бял офицер на бяло поле a2 · бяла дама на бяло поле g2 · бяла пешка на черно поле h2 · бял топ на черно поле e1 · бял цар на бяло поле h1 | черен топ на черно поле b8 · черен цар на черно поле f8 · черна пешка на бяло поле f7 · черна пешка на черно поле g7 · черна пешка на бяло поле h7 · черна дама на бяло поле c6 · черен офицер на черно поле f6 · черен офицер на бяло поле g6 · черна пешка на бяло поле d5 · черна пешка на бяло поле e4 · черна пешка на черно поле a3 · черна пешка на черно поле c3 · бял офицер на черно поле e3 · бял топ на черно поле g3 · бял офицер на бяло поле a2 · бяла дама на бяло поле g2 · бяла пешка на черно поле h2 · бял топ на черно поле e1 · бял цар на бяло поле h1 | черен топ на черно поле b8 · черен цар на черно поле f8 · черна пешка на бяло поле f7 · черна пешка на черно поле g7 · черна пешка на бяло поле h7 · черна дама на бяло поле c6 · черен офицер на черно поле f6 · черен офицер на бяло поле g6 · черна пешка на бяло поле d5 · черна пешка на бяло поле e4 · черна пешка на черно поле a3 · черна пешка на черно поле c3 · бял офицер на черно поле e3 · бял топ на черно поле g3 · бял офицер на бяло поле a2 · бяла дама на бяло поле g2 · бяла пешка на черно поле h2 · бял топ на черно поле e1 · бял цар на бяло поле h1 | черен топ на черно поле b8 · черен цар на черно поле f8 · черна пешка на бяло поле f7 · черна пешка на черно поле g7 · черна пешка на бяло поле h7 · черна дама на бяло поле c6 · черен офицер на черно поле f6 · черен офицер на бяло поле g6 · черна пешка на бяло поле d5 · черна пешка на бяло поле e4 · черна пешка на черно поле a3 · черна пешка на черно поле c3 · бял офицер на черно поле e3 · бял топ на черно поле g3 · бял офицер на бяло поле a2 · бяла дама на бяло поле g2 · бяла пешка на черно поле h2 · бял топ на черно поле e1 · бял цар на бяло поле h1 | черен топ на черно поле b8 · черен цар на черно поле f8 · черна пешка на бяло поле f7 · черна пешка на черно поле g7 · черна пешка на бяло поле h7 · черна дама на бяло поле c6 · черен офицер на черно поле f6 · черен офицер на бяло поле g6 · черна пешка на бяло поле d5 · черна пешка на бяло поле e4 · черна пешка на черно поле a3 · черна пешка на черно поле c3 · бял офицер на черно поле e3 · бял топ на черно поле g3 · бял офицер на бяло поле a2 · бяла дама на бяло поле g2 · бяла пешка на черно поле h2 · бял топ на черно поле e1 · бял цар на бяло поле h1 | черен топ на черно поле b8 · черен цар на черно поле f8 · черна пешка на бяло поле f7 · черна пешка на черно поле g7 · черна пешка на бяло поле h7 · черна дама на бяло поле c6 · черен офицер на черно поле f6 · черен офицер на бяло поле g6 · черна пешка на бяло поле d5 · черна пешка на бяло поле e4 · черна пешка на черно поле a3 · черна пешка на черно поле c3 · бял офицер на черно поле e3 · бял топ на черно поле g3 · бял офицер на бяло поле a2 · бяла дама на бяло поле g2 · бяла пешка на черно поле h2 · бял топ на черно поле e1 · бял цар на бяло поле h1 | черен топ на черно поле b8 · черен цар на черно поле f8 · черна пешка на бяло поле f7 · черна пешка на черно поле g7 · черна пешка на бяло поле h7 · черна дама на бяло поле c6 · черен офицер на черно поле f6 · черен офицер на бяло поле g6 · черна пешка на бяло поле d5 · черна пешка на бяло поле e4 · черна пешка на черно поле a3 · черна пешка на черно поле c3 · бял офицер на черно поле e3 · бял топ на черно поле g3 · бял офицер на бяло поле a2 · бяла дама на бяло поле g2 · бяла пешка на черно поле h2 · бял топ на черно поле e1 · бял цар на бяло поле h1 | черен топ на черно поле b8 · черен цар на черно поле f8 · черна пешка на бяло поле f7 · черна пешка на черно поле g7 · черна пешка на бяло поле h7 · черна дама на бяло поле c6 · черен офицер на черно поле f6 · черен офицер на бяло поле g6 · черна пешка на бяло поле d5 · черна пешка на бяло поле e4 · черна пешка на черно поле a3 · черна пешка на черно поле c3 · бял офицер на черно поле e3 · бял топ на черно поле g3 · бял офицер на бяло поле a2 · бяла дама на бяло поле g2 · бяла пешка на черно поле h2 · бял топ на черно поле e1 · бял цар на бяло поле h1 | 6 |
| 5 | черен топ на черно поле b8 · черен цар на черно поле f8 · черна пешка на бяло поле f7 · черна пешка на черно поле g7 · черна пешка на бяло поле h7 · черна дама на бяло поле c6 · черен офицер на черно поле f6 · черен офицер на бяло поле g6 · черна пешка на бяло поле d5 · черна пешка на бяло поле e4 · черна пешка на черно поле a3 · черна пешка на черно поле c3 · бял офицер на черно поле e3 · бял топ на черно поле g3 · бял офицер на бяло поле a2 · бяла дама на бяло поле g2 · бяла пешка на черно поле h2 · бял топ на черно поле e1 · бял цар на бяло поле h1 | черен топ на черно поле b8 · черен цар на черно поле f8 · черна пешка на бяло поле f7 · черна пешка на черно поле g7 · черна пешка на бяло поле h7 · черна дама на бяло поле c6 · черен офицер на черно поле f6 · черен офицер на бяло поле g6 · черна пешка на бяло поле d5 · черна пешка на бяло поле e4 · черна пешка на черно поле a3 · черна пешка на черно поле c3 · бял офицер на черно поле e3 · бял топ на черно поле g3 · бял офицер на бяло поле a2 · бяла дама на бяло поле g2 · бяла пешка на черно поле h2 · бял топ на черно поле e1 · бял цар на бяло поле h1 | черен топ на черно поле b8 · черен цар на черно поле f8 · черна пешка на бяло поле f7 · черна пешка на черно поле g7 · черна пешка на бяло поле h7 · черна дама на бяло поле c6 · черен офицер на черно поле f6 · черен офицер на бяло поле g6 · черна пешка на бяло поле d5 · черна пешка на бяло поле e4 · черна пешка на черно поле a3 · черна пешка на черно поле c3 · бял офицер на черно поле e3 · бял топ на черно поле g3 · бял офицер на бяло поле a2 · бяла дама на бяло поле g2 · бяла пешка на черно поле h2 · бял топ на черно поле e1 · бял цар на бяло поле h1 | черен топ на черно поле b8 · черен цар на черно поле f8 · черна пешка на бяло поле f7 · черна пешка на черно поле g7 · черна пешка на бяло поле h7 · черна дама на бяло поле c6 · черен офицер на черно поле f6 · черен офицер на бяло поле g6 · черна пешка на бяло поле d5 · черна пешка на бяло поле e4 · черна пешка на черно поле a3 · черна пешка на черно поле c3 · бял офицер на черно поле e3 · бял топ на черно поле g3 · бял офицер на бяло поле a2 · бяла дама на бяло поле g2 · бяла пешка на черно поле h2 · бял топ на черно поле e1 · бял цар на бяло поле h1 | черен топ на черно поле b8 · черен цар на черно поле f8 · черна пешка на бяло поле f7 · черна пешка на черно поле g7 · черна пешка на бяло поле h7 · черна дама на бяло поле c6 · черен офицер на черно поле f6 · черен офицер на бяло поле g6 · черна пешка на бяло поле d5 · черна пешка на бяло поле e4 · черна пешка на черно поле a3 · черна пешка на черно поле c3 · бял офицер на черно поле e3 · бял топ на черно поле g3 · бял офицер на бяло поле a2 · бяла дама на бяло поле g2 · бяла пешка на черно поле h2 · бял топ на черно поле e1 · бял цар на бяло поле h1 | черен топ на черно поле b8 · черен цар на черно поле f8 · черна пешка на бяло поле f7 · черна пешка на черно поле g7 · черна пешка на бяло поле h7 · черна дама на бяло поле c6 · черен офицер на черно поле f6 · черен офицер на бяло поле g6 · черна пешка на бяло поле d5 · черна пешка на бяло поле e4 · черна пешка на черно поле a3 · черна пешка на черно поле c3 · бял офицер на черно поле e3 · бял топ на черно поле g3 · бял офицер на бяло поле a2 · бяла дама на бяло поле g2 · бяла пешка на черно поле h2 · бял топ на черно поле e1 · бял цар на бяло поле h1 | черен топ на черно поле b8 · черен цар на черно поле f8 · черна пешка на бяло поле f7 · черна пешка на черно поле g7 · черна пешка на бяло поле h7 · черна дама на бяло поле c6 · черен офицер на черно поле f6 · черен офицер на бяло поле g6 · черна пешка на бяло поле d5 · черна пешка на бяло поле e4 · черна пешка на черно поле a3 · черна пешка на черно поле c3 · бял офицер на черно поле e3 · бял топ на черно поле g3 · бял офицер на бяло поле a2 · бяла дама на бяло поле g2 · бяла пешка на черно поле h2 · бял топ на черно поле e1 · бял цар на бяло поле h1 | черен топ на черно поле b8 · черен цар на черно поле f8 · черна пешка на бяло поле f7 · черна пешка на черно поле g7 · черна пешка на бяло поле h7 · черна дама на бяло поле c6 · черен офицер на черно поле f6 · черен офицер на бяло поле g6 · черна пешка на бяло поле d5 · черна пешка на бяло поле e4 · черна пешка на черно поле a3 · черна пешка на черно поле c3 · бял офицер на черно поле e3 · бял топ на черно поле g3 · бял офицер на бяло поле a2 · бяла дама на бяло поле g2 · бяла пешка на черно поле h2 · бял топ на черно поле e1 · бял цар на бяло поле h1 | 5 |
| 4 | черен топ на черно поле b8 · черен цар на черно поле f8 · черна пешка на бяло поле f7 · черна пешка на черно поле g7 · черна пешка на бяло поле h7 · черна дама на бяло поле c6 · черен офицер на черно поле f6 · черен офицер на бяло поле g6 · черна пешка на бяло поле d5 · черна пешка на бяло поле e4 · черна пешка на черно поле a3 · черна пешка на черно поле c3 · бял офицер на черно поле e3 · бял топ на черно поле g3 · бял офицер на бяло поле a2 · бяла дама на бяло поле g2 · бяла пешка на черно поле h2 · бял топ на черно поле e1 · бял цар на бяло поле h1 | черен топ на черно поле b8 · черен цар на черно поле f8 · черна пешка на бяло поле f7 · черна пешка на черно поле g7 · черна пешка на бяло поле h7 · черна дама на бяло поле c6 · черен офицер на черно поле f6 · черен офицер на бяло поле g6 · черна пешка на бяло поле d5 · черна пешка на бяло поле e4 · черна пешка на черно поле a3 · черна пешка на черно поле c3 · бял офицер на черно поле e3 · бял топ на черно поле g3 · бял офицер на бяло поле a2 · бяла дама на бяло поле g2 · бяла пешка на черно поле h2 · бял топ на черно поле e1 · бял цар на бяло поле h1 | черен топ на черно поле b8 · черен цар на черно поле f8 · черна пешка на бяло поле f7 · черна пешка на черно поле g7 · черна пешка на бяло поле h7 · черна дама на бяло поле c6 · черен офицер на черно поле f6 · черен офицер на бяло поле g6 · черна пешка на бяло поле d5 · черна пешка на бяло поле e4 · черна пешка на черно поле a3 · черна пешка на черно поле c3 · бял офицер на черно поле e3 · бял топ на черно поле g3 · бял офицер на бяло поле a2 · бяла дама на бяло поле g2 · бяла пешка на черно поле h2 · бял топ на черно поле e1 · бял цар на бяло поле h1 | черен топ на черно поле b8 · черен цар на черно поле f8 · черна пешка на бяло поле f7 · черна пешка на черно поле g7 · черна пешка на бяло поле h7 · черна дама на бяло поле c6 · черен офицер на черно поле f6 · черен офицер на бяло поле g6 · черна пешка на бяло поле d5 · черна пешка на бяло поле e4 · черна пешка на черно поле a3 · черна пешка на черно поле c3 · бял офицер на черно поле e3 · бял топ на черно поле g3 · бял офицер на бяло поле a2 · бяла дама на бяло поле g2 · бяла пешка на черно поле h2 · бял топ на черно поле e1 · бял цар на бяло поле h1 | черен топ на черно поле b8 · черен цар на черно поле f8 · черна пешка на бяло поле f7 · черна пешка на черно поле g7 · черна пешка на бяло поле h7 · черна дама на бяло поле c6 · черен офицер на черно поле f6 · черен офицер на бяло поле g6 · черна пешка на бяло поле d5 · черна пешка на бяло поле e4 · черна пешка на черно поле a3 · черна пешка на черно поле c3 · бял офицер на черно поле e3 · бял топ на черно поле g3 · бял офицер на бяло поле a2 · бяла дама на бяло поле g2 · бяла пешка на черно поле h2 · бял топ на черно поле e1 · бял цар на бяло поле h1 | черен топ на черно поле b8 · черен цар на черно поле f8 · черна пешка на бяло поле f7 · черна пешка на черно поле g7 · черна пешка на бяло поле h7 · черна дама на бяло поле c6 · черен офицер на черно поле f6 · черен офицер на бяло поле g6 · черна пешка на бяло поле d5 · черна пешка на бяло поле e4 · черна пешка на черно поле a3 · черна пешка на черно поле c3 · бял офицер на черно поле e3 · бял топ на черно поле g3 · бял офицер на бяло поле a2 · бяла дама на бяло поле g2 · бяла пешка на черно поле h2 · бял топ на черно поле e1 · бял цар на бяло поле h1 | черен топ на черно поле b8 · черен цар на черно поле f8 · черна пешка на бяло поле f7 · черна пешка на черно поле g7 · черна пешка на бяло поле h7 · черна дама на бяло поле c6 · черен офицер на черно поле f6 · черен офицер на бяло поле g6 · черна пешка на бяло поле d5 · черна пешка на бяло поле e4 · черна пешка на черно поле a3 · черна пешка на черно поле c3 · бял офицер на черно поле e3 · бял топ на черно поле g3 · бял офицер на бяло поле a2 · бяла дама на бяло поле g2 · бяла пешка на черно поле h2 · бял топ на черно поле e1 · бял цар на бяло поле h1 | черен топ на черно поле b8 · черен цар на черно поле f8 · черна пешка на бяло поле f7 · черна пешка на черно поле g7 · черна пешка на бяло поле h7 · черна дама на бяло поле c6 · черен офицер на черно поле f6 · черен офицер на бяло поле g6 · черна пешка на бяло поле d5 · черна пешка на бяло поле e4 · черна пешка на черно поле a3 · черна пешка на черно поле c3 · бял офицер на черно поле e3 · бял топ на черно поле g3 · бял офицер на бяло поле a2 · бяла дама на бяло поле g2 · бяла пешка на черно поле h2 · бял топ на черно поле e1 · бял цар на бяло поле h1 | 4 |
| 3 | черен топ на черно поле b8 · черен цар на черно поле f8 · черна пешка на бяло поле f7 · черна пешка на черно поле g7 · черна пешка на бяло поле h7 · черна дама на бяло поле c6 · черен офицер на черно поле f6 · черен офицер на бяло поле g6 · черна пешка на бяло поле d5 · черна пешка на бяло поле e4 · черна пешка на черно поле a3 · черна пешка на черно поле c3 · бял офицер на черно поле e3 · бял топ на черно поле g3 · бял офицер на бяло поле a2 · бяла дама на бяло поле g2 · бяла пешка на черно поле h2 · бял топ на черно поле e1 · бял цар на бяло поле h1 | черен топ на черно поле b8 · черен цар на черно поле f8 · черна пешка на бяло поле f7 · черна пешка на черно поле g7 · черна пешка на бяло поле h7 · черна дама на бяло поле c6 · черен офицер на черно поле f6 · черен офицер на бяло поле g6 · черна пешка на бяло поле d5 · черна пешка на бяло поле e4 · черна пешка на черно поле a3 · черна пешка на черно поле c3 · бял офицер на черно поле e3 · бял топ на черно поле g3 · бял офицер на бяло поле a2 · бяла дама на бяло поле g2 · бяла пешка на черно поле h2 · бял топ на черно поле e1 · бял цар на бяло поле h1 | черен топ на черно поле b8 · черен цар на черно поле f8 · черна пешка на бяло поле f7 · черна пешка на черно поле g7 · черна пешка на бяло поле h7 · черна дама на бяло поле c6 · черен офицер на черно поле f6 · черен офицер на бяло поле g6 · черна пешка на бяло поле d5 · черна пешка на бяло поле e4 · черна пешка на черно поле a3 · черна пешка на черно поле c3 · бял офицер на черно поле e3 · бял топ на черно поле g3 · бял офицер на бяло поле a2 · бяла дама на бяло поле g2 · бяла пешка на черно поле h2 · бял топ на черно поле e1 · бял цар на бяло поле h1 | черен топ на черно поле b8 · черен цар на черно поле f8 · черна пешка на бяло поле f7 · черна пешка на черно поле g7 · черна пешка на бяло поле h7 · черна дама на бяло поле c6 · черен офицер на черно поле f6 · черен офицер на бяло поле g6 · черна пешка на бяло поле d5 · черна пешка на бяло поле e4 · черна пешка на черно поле a3 · черна пешка на черно поле c3 · бял офицер на черно поле e3 · бял топ на черно поле g3 · бял офицер на бяло поле a2 · бяла дама на бяло поле g2 · бяла пешка на черно поле h2 · бял топ на черно поле e1 · бял цар на бяло поле h1 | черен топ на черно поле b8 · черен цар на черно поле f8 · черна пешка на бяло поле f7 · черна пешка на черно поле g7 · черна пешка на бяло поле h7 · черна дама на бяло поле c6 · черен офицер на черно поле f6 · черен офицер на бяло поле g6 · черна пешка на бяло поле d5 · черна пешка на бяло поле e4 · черна пешка на черно поле a3 · черна пешка на черно поле c3 · бял офицер на черно поле e3 · бял топ на черно поле g3 · бял офицер на бяло поле a2 · бяла дама на бяло поле g2 · бяла пешка на черно поле h2 · бял топ на черно поле e1 · бял цар на бяло поле h1 | черен топ на черно поле b8 · черен цар на черно поле f8 · черна пешка на бяло поле f7 · черна пешка на черно поле g7 · черна пешка на бяло поле h7 · черна дама на бяло поле c6 · черен офицер на черно поле f6 · черен офицер на бяло поле g6 · черна пешка на бяло поле d5 · черна пешка на бяло поле e4 · черна пешка на черно поле a3 · черна пешка на черно поле c3 · бял офицер на черно поле e3 · бял топ на черно поле g3 · бял офицер на бяло поле a2 · бяла дама на бяло поле g2 · бяла пешка на черно поле h2 · бял топ на черно поле e1 · бял цар на бяло поле h1 | черен топ на черно поле b8 · черен цар на черно поле f8 · черна пешка на бяло поле f7 · черна пешка на черно поле g7 · черна пешка на бяло поле h7 · черна дама на бяло поле c6 · черен офицер на черно поле f6 · черен офицер на бяло поле g6 · черна пешка на бяло поле d5 · черна пешка на бяло поле e4 · черна пешка на черно поле a3 · черна пешка на черно поле c3 · бял офицер на черно поле e3 · бял топ на черно поле g3 · бял офицер на бяло поле a2 · бяла дама на бяло поле g2 · бяла пешка на черно поле h2 · бял топ на черно поле e1 · бял цар на бяло поле h1 | черен топ на черно поле b8 · черен цар на черно поле f8 · черна пешка на бяло поле f7 · черна пешка на черно поле g7 · черна пешка на бяло поле h7 · черна дама на бяло поле c6 · черен офицер на черно поле f6 · черен офицер на бяло поле g6 · черна пешка на бяло поле d5 · черна пешка на бяло поле e4 · черна пешка на черно поле a3 · черна пешка на черно поле c3 · бял офицер на черно поле e3 · бял топ на черно поле g3 · бял офицер на бяло поле a2 · бяла дама на бяло поле g2 · бяла пешка на черно поле h2 · бял топ на черно поле e1 · бял цар на бяло поле h1 | 3 |
| 2 | черен топ на черно поле b8 · черен цар на черно поле f8 · черна пешка на бяло поле f7 · черна пешка на черно поле g7 · черна пешка на бяло поле h7 · черна дама на бяло поле c6 · черен офицер на черно поле f6 · черен офицер на бяло поле g6 · черна пешка на бяло поле d5 · черна пешка на бяло поле e4 · черна пешка на черно поле a3 · черна пешка на черно поле c3 · бял офицер на черно поле e3 · бял топ на черно поле g3 · бял офицер на бяло поле a2 · бяла дама на бяло поле g2 · бяла пешка на черно поле h2 · бял топ на черно поле e1 · бял цар на бяло поле h1 | черен топ на черно поле b8 · черен цар на черно поле f8 · черна пешка на бяло поле f7 · черна пешка на черно поле g7 · черна пешка на бяло поле h7 · черна дама на бяло поле c6 · черен офицер на черно поле f6 · черен офицер на бяло поле g6 · черна пешка на бяло поле d5 · черна пешка на бяло поле e4 · черна пешка на черно поле a3 · черна пешка на черно поле c3 · бял офицер на черно поле e3 · бял топ на черно поле g3 · бял офицер на бяло поле a2 · бяла дама на бяло поле g2 · бяла пешка на черно поле h2 · бял топ на черно поле e1 · бял цар на бяло поле h1 | черен топ на черно поле b8 · черен цар на черно поле f8 · черна пешка на бяло поле f7 · черна пешка на черно поле g7 · черна пешка на бяло поле h7 · черна дама на бяло поле c6 · черен офицер на черно поле f6 · черен офицер на бяло поле g6 · черна пешка на бяло поле d5 · черна пешка на бяло поле e4 · черна пешка на черно поле a3 · черна пешка на черно поле c3 · бял офицер на черно поле e3 · бял топ на черно поле g3 · бял офицер на бяло поле a2 · бяла дама на бяло поле g2 · бяла пешка на черно поле h2 · бял топ на черно поле e1 · бял цар на бяло поле h1 | черен топ на черно поле b8 · черен цар на черно поле f8 · черна пешка на бяло поле f7 · черна пешка на черно поле g7 · черна пешка на бяло поле h7 · черна дама на бяло поле c6 · черен офицер на черно поле f6 · черен офицер на бяло поле g6 · черна пешка на бяло поле d5 · черна пешка на бяло поле e4 · черна пешка на черно поле a3 · черна пешка на черно поле c3 · бял офицер на черно поле e3 · бял топ на черно поле g3 · бял офицер на бяло поле a2 · бяла дама на бяло поле g2 · бяла пешка на черно поле h2 · бял топ на черно поле e1 · бял цар на бяло поле h1 | черен топ на черно поле b8 · черен цар на черно поле f8 · черна пешка на бяло поле f7 · черна пешка на черно поле g7 · черна пешка на бяло поле h7 · черна дама на бяло поле c6 · черен офицер на черно поле f6 · черен офицер на бяло поле g6 · черна пешка на бяло поле d5 · черна пешка на бяло поле e4 · черна пешка на черно поле a3 · черна пешка на черно поле c3 · бял офицер на черно поле e3 · бял топ на черно поле g3 · бял офицер на бяло поле a2 · бяла дама на бяло поле g2 · бяла пешка на черно поле h2 · бял топ на черно поле e1 · бял цар на бяло поле h1 | черен топ на черно поле b8 · черен цар на черно поле f8 · черна пешка на бяло поле f7 · черна пешка на черно поле g7 · черна пешка на бяло поле h7 · черна дама на бяло поле c6 · черен офицер на черно поле f6 · черен офицер на бяло поле g6 · черна пешка на бяло поле d5 · черна пешка на бяло поле e4 · черна пешка на черно поле a3 · черна пешка на черно поле c3 · бял офицер на черно поле e3 · бял топ на черно поле g3 · бял офицер на бяло поле a2 · бяла дама на бяло поле g2 · бяла пешка на черно поле h2 · бял топ на черно поле e1 · бял цар на бяло поле h1 | черен топ на черно поле b8 · черен цар на черно поле f8 · черна пешка на бяло поле f7 · черна пешка на черно поле g7 · черна пешка на бяло поле h7 · черна дама на бяло поле c6 · черен офицер на черно поле f6 · черен офицер на бяло поле g6 · черна пешка на бяло поле d5 · черна пешка на бяло поле e4 · черна пешка на черно поле a3 · черна пешка на черно поле c3 · бял офицер на черно поле e3 · бял топ на черно поле g3 · бял офицер на бяло поле a2 · бяла дама на бяло поле g2 · бяла пешка на черно поле h2 · бял топ на черно поле e1 · бял цар на бяло поле h1 | черен топ на черно поле b8 · черен цар на черно поле f8 · черна пешка на бяло поле f7 · черна пешка на черно поле g7 · черна пешка на бяло поле h7 · черна дама на бяло поле c6 · черен офицер на черно поле f6 · черен офицер на бяло поле g6 · черна пешка на бяло поле d5 · черна пешка на бяло поле e4 · черна пешка на черно поле a3 · черна пешка на черно поле c3 · бял офицер на черно поле e3 · бял топ на черно поле g3 · бял офицер на бяло поле a2 · бяла дама на бяло поле g2 · бяла пешка на черно поле h2 · бял топ на черно поле e1 · бял цар на бяло поле h1 | 2 |
| 1 | черен топ на черно поле b8 · черен цар на черно поле f8 · черна пешка на бяло поле f7 · черна пешка на черно поле g7 · черна пешка на бяло поле h7 · черна дама на бяло поле c6 · черен офицер на черно поле f6 · черен офицер на бяло поле g6 · черна пешка на бяло поле d5 · черна пешка на бяло поле e4 · черна пешка на черно поле a3 · черна пешка на черно поле c3 · бял офицер на черно поле e3 · бял топ на черно поле g3 · бял офицер на бяло поле a2 · бяла дама на бяло поле g2 · бяла пешка на черно поле h2 · бял топ на черно поле e1 · бял цар на бяло поле h1 | черен топ на черно поле b8 · черен цар на черно поле f8 · черна пешка на бяло поле f7 · черна пешка на черно поле g7 · черна пешка на бяло поле h7 · черна дама на бяло поле c6 · черен офицер на черно поле f6 · черен офицер на бяло поле g6 · черна пешка на бяло поле d5 · черна пешка на бяло поле e4 · черна пешка на черно поле a3 · черна пешка на черно поле c3 · бял офицер на черно поле e3 · бял топ на черно поле g3 · бял офицер на бяло поле a2 · бяла дама на бяло поле g2 · бяла пешка на черно поле h2 · бял топ на черно поле e1 · бял цар на бяло поле h1 | черен топ на черно поле b8 · черен цар на черно поле f8 · черна пешка на бяло поле f7 · черна пешка на черно поле g7 · черна пешка на бяло поле h7 · черна дама на бяло поле c6 · черен офицер на черно поле f6 · черен офицер на бяло поле g6 · черна пешка на бяло поле d5 · черна пешка на бяло поле e4 · черна пешка на черно поле a3 · черна пешка на черно поле c3 · бял офицер на черно поле e3 · бял топ на черно поле g3 · бял офицер на бяло поле a2 · бяла дама на бяло поле g2 · бяла пешка на черно поле h2 · бял топ на черно поле e1 · бял цар на бяло поле h1 | черен топ на черно поле b8 · черен цар на черно поле f8 · черна пешка на бяло поле f7 · черна пешка на черно поле g7 · черна пешка на бяло поле h7 · черна дама на бяло поле c6 · черен офицер на черно поле f6 · черен офицер на бяло поле g6 · черна пешка на бяло поле d5 · черна пешка на бяло поле e4 · черна пешка на черно поле a3 · черна пешка на черно поле c3 · бял офицер на черно поле e3 · бял топ на черно поле g3 · бял офицер на бяло поле a2 · бяла дама на бяло поле g2 · бяла пешка на черно поле h2 · бял топ на черно поле e1 · бял цар на бяло поле h1 | черен топ на черно поле b8 · черен цар на черно поле f8 · черна пешка на бяло поле f7 · черна пешка на черно поле g7 · черна пешка на бяло поле h7 · черна дама на бяло поле c6 · черен офицер на черно поле f6 · черен офицер на бяло поле g6 · черна пешка на бяло поле d5 · черна пешка на бяло поле e4 · черна пешка на черно поле a3 · черна пешка на черно поле c3 · бял офицер на черно поле e3 · бял топ на черно поле g3 · бял офицер на бяло поле a2 · бяла дама на бяло поле g2 · бяла пешка на черно поле h2 · бял топ на черно поле e1 · бял цар на бяло поле h1 | черен топ на черно поле b8 · черен цар на черно поле f8 · черна пешка на бяло поле f7 · черна пешка на черно поле g7 · черна пешка на бяло поле h7 · черна дама на бяло поле c6 · черен офицер на черно поле f6 · черен офицер на бяло поле g6 · черна пешка на бяло поле d5 · черна пешка на бяло поле e4 · черна пешка на черно поле a3 · черна пешка на черно поле c3 · бял офицер на черно поле e3 · бял топ на черно поле g3 · бял офицер на бяло поле a2 · бяла дама на бяло поле g2 · бяла пешка на черно поле h2 · бял топ на черно поле e1 · бял цар на бяло поле h1 | черен топ на черно поле b8 · черен цар на черно поле f8 · черна пешка на бяло поле f7 · черна пешка на черно поле g7 · черна пешка на бяло поле h7 · черна дама на бяло поле c6 · черен офицер на черно поле f6 · черен офицер на бяло поле g6 · черна пешка на бяло поле d5 · черна пешка на бяло поле e4 · черна пешка на черно поле a3 · черна пешка на черно поле c3 · бял офицер на черно поле e3 · бял топ на черно поле g3 · бял офицер на бяло поле a2 · бяла дама на бяло поле g2 · бяла пешка на черно поле h2 · бял топ на черно поле e1 · бял цар на бяло поле h1 | черен топ на черно поле b8 · черен цар на черно поле f8 · черна пешка на бяло поле f7 · черна пешка на черно поле g7 · черна пешка на бяло поле h7 · черна дама на бяло поле c6 · черен офицер на черно поле f6 · черен офицер на бяло поле g6 · черна пешка на бяло поле d5 · черна пешка на бяло поле e4 · черна пешка на черно поле a3 · черна пешка на черно поле c3 · бял офицер на черно поле e3 · бял топ на черно поле g3 · бял офицер на бяло поле a2 · бяла дама на бяло поле g2 · бяла пешка на черно поле h2 · бял топ на черно поле e1 · бял цар на бяло поле h1 | 1 |
|   | a | b | c | d | e | f | g | h |   |

| Левон Аронян       | ½ | ½ | ½ | ½ | 0 | 1 | ½ | 0 | 3½ |
| Александър Гришчук | ½ | ½ | ½ | ½ | 1 | 0 | ½ | 1 | 4½ |

| Владимир Крамник | ½ | ½ | ½ | ½ | ½ | ½ | ½ | ½ | 0 | 1 | 1 | ½ | 6½ |
| Тимур Раджабов   | ½ | ½ | ½ | ½ | ½ | ½ | ½ | ½ | 1 | 0 | 0 | ½ | 5½ |

|   | a | b | c | d | e | f | g | h |   |
| 8 | бяла дама на бяло поле e8 · бял офицер на черно поле f8 · бял топ на бяло поле d7 · черен топ на бяло поле f7 · черен топ на черно поле b6 · черна пешка на бяло поле e6 · черен цар на бяло поле g6 · черна пешка на черно поле h6 · черен офицер на черно поле e5 · черна пешка на черно поле g5 · бяла пешка на черно поле e3 · черна пешка на черно поле g3 · бяла пешка на бяло поле h3 · бяла пешка на черно поле f2 · бял цар на бяло поле g2 | бяла дама на бяло поле e8 · бял офицер на черно поле f8 · бял топ на бяло поле d7 · черен топ на бяло поле f7 · черен топ на черно поле b6 · черна пешка на бяло поле e6 · черен цар на бяло поле g6 · черна пешка на черно поле h6 · черен офицер на черно поле e5 · черна пешка на черно поле g5 · бяла пешка на черно поле e3 · черна пешка на черно поле g3 · бяла пешка на бяло поле h3 · бяла пешка на черно поле f2 · бял цар на бяло поле g2 | бяла дама на бяло поле e8 · бял офицер на черно поле f8 · бял топ на бяло поле d7 · черен топ на бяло поле f7 · черен топ на черно поле b6 · черна пешка на бяло поле e6 · черен цар на бяло поле g6 · черна пешка на черно поле h6 · черен офицер на черно поле e5 · черна пешка на черно поле g5 · бяла пешка на черно поле e3 · черна пешка на черно поле g3 · бяла пешка на бяло поле h3 · бяла пешка на черно поле f2 · бял цар на бяло поле g2 | бяла дама на бяло поле e8 · бял офицер на черно поле f8 · бял топ на бяло поле d7 · черен топ на бяло поле f7 · черен топ на черно поле b6 · черна пешка на бяло поле e6 · черен цар на бяло поле g6 · черна пешка на черно поле h6 · черен офицер на черно поле e5 · черна пешка на черно поле g5 · бяла пешка на черно поле e3 · черна пешка на черно поле g3 · бяла пешка на бяло поле h3 · бяла пешка на черно поле f2 · бял цар на бяло поле g2 | бяла дама на бяло поле e8 · бял офицер на черно поле f8 · бял топ на бяло поле d7 · черен топ на бяло поле f7 · черен топ на черно поле b6 · черна пешка на бяло поле e6 · черен цар на бяло поле g6 · черна пешка на черно поле h6 · черен офицер на черно поле e5 · черна пешка на черно поле g5 · бяла пешка на черно поле e3 · черна пешка на черно поле g3 · бяла пешка на бяло поле h3 · бяла пешка на черно поле f2 · бял цар на бяло поле g2 | бяла дама на бяло поле e8 · бял офицер на черно поле f8 · бял топ на бяло поле d7 · черен топ на бяло поле f7 · черен топ на черно поле b6 · черна пешка на бяло поле e6 · черен цар на бяло поле g6 · черна пешка на черно поле h6 · черен офицер на черно поле e5 · черна пешка на черно поле g5 · бяла пешка на черно поле e3 · черна пешка на черно поле g3 · бяла пешка на бяло поле h3 · бяла пешка на черно поле f2 · бял цар на бяло поле g2 | бяла дама на бяло поле e8 · бял офицер на черно поле f8 · бял топ на бяло поле d7 · черен топ на бяло поле f7 · черен топ на черно поле b6 · черна пешка на бяло поле e6 · черен цар на бяло поле g6 · черна пешка на черно поле h6 · черен офицер на черно поле e5 · черна пешка на черно поле g5 · бяла пешка на черно поле e3 · черна пешка на черно поле g3 · бяла пешка на бяло поле h3 · бяла пешка на черно поле f2 · бял цар на бяло поле g2 | бяла дама на бяло поле e8 · бял офицер на черно поле f8 · бял топ на бяло поле d7 · черен топ на бяло поле f7 · черен топ на черно поле b6 · черна пешка на бяло поле e6 · черен цар на бяло поле g6 · черна пешка на черно поле h6 · черен офицер на черно поле e5 · черна пешка на черно поле g5 · бяла пешка на черно поле e3 · черна пешка на черно поле g3 · бяла пешка на бяло поле h3 · бяла пешка на черно поле f2 · бял цар на бяло поле g2 | 8 |
| 7 | бяла дама на бяло поле e8 · бял офицер на черно поле f8 · бял топ на бяло поле d7 · черен топ на бяло поле f7 · черен топ на черно поле b6 · черна пешка на бяло поле e6 · черен цар на бяло поле g6 · черна пешка на черно поле h6 · черен офицер на черно поле e5 · черна пешка на черно поле g5 · бяла пешка на черно поле e3 · черна пешка на черно поле g3 · бяла пешка на бяло поле h3 · бяла пешка на черно поле f2 · бял цар на бяло поле g2 | бяла дама на бяло поле e8 · бял офицер на черно поле f8 · бял топ на бяло поле d7 · черен топ на бяло поле f7 · черен топ на черно поле b6 · черна пешка на бяло поле e6 · черен цар на бяло поле g6 · черна пешка на черно поле h6 · черен офицер на черно поле e5 · черна пешка на черно поле g5 · бяла пешка на черно поле e3 · черна пешка на черно поле g3 · бяла пешка на бяло поле h3 · бяла пешка на черно поле f2 · бял цар на бяло поле g2 | бяла дама на бяло поле e8 · бял офицер на черно поле f8 · бял топ на бяло поле d7 · черен топ на бяло поле f7 · черен топ на черно поле b6 · черна пешка на бяло поле e6 · черен цар на бяло поле g6 · черна пешка на черно поле h6 · черен офицер на черно поле e5 · черна пешка на черно поле g5 · бяла пешка на черно поле e3 · черна пешка на черно поле g3 · бяла пешка на бяло поле h3 · бяла пешка на черно поле f2 · бял цар на бяло поле g2 | бяла дама на бяло поле e8 · бял офицер на черно поле f8 · бял топ на бяло поле d7 · черен топ на бяло поле f7 · черен топ на черно поле b6 · черна пешка на бяло поле e6 · черен цар на бяло поле g6 · черна пешка на черно поле h6 · черен офицер на черно поле e5 · черна пешка на черно поле g5 · бяла пешка на черно поле e3 · черна пешка на черно поле g3 · бяла пешка на бяло поле h3 · бяла пешка на черно поле f2 · бял цар на бяло поле g2 | бяла дама на бяло поле e8 · бял офицер на черно поле f8 · бял топ на бяло поле d7 · черен топ на бяло поле f7 · черен топ на черно поле b6 · черна пешка на бяло поле e6 · черен цар на бяло поле g6 · черна пешка на черно поле h6 · черен офицер на черно поле e5 · черна пешка на черно поле g5 · бяла пешка на черно поле e3 · черна пешка на черно поле g3 · бяла пешка на бяло поле h3 · бяла пешка на черно поле f2 · бял цар на бяло поле g2 | бяла дама на бяло поле e8 · бял офицер на черно поле f8 · бял топ на бяло поле d7 · черен топ на бяло поле f7 · черен топ на черно поле b6 · черна пешка на бяло поле e6 · черен цар на бяло поле g6 · черна пешка на черно поле h6 · черен офицер на черно поле e5 · черна пешка на черно поле g5 · бяла пешка на черно поле e3 · черна пешка на черно поле g3 · бяла пешка на бяло поле h3 · бяла пешка на черно поле f2 · бял цар на бяло поле g2 | бяла дама на бяло поле e8 · бял офицер на черно поле f8 · бял топ на бяло поле d7 · черен топ на бяло поле f7 · черен топ на черно поле b6 · черна пешка на бяло поле e6 · черен цар на бяло поле g6 · черна пешка на черно поле h6 · черен офицер на черно поле e5 · черна пешка на черно поле g5 · бяла пешка на черно поле e3 · черна пешка на черно поле g3 · бяла пешка на бяло поле h3 · бяла пешка на черно поле f2 · бял цар на бяло поле g2 | бяла дама на бяло поле e8 · бял офицер на черно поле f8 · бял топ на бяло поле d7 · черен топ на бяло поле f7 · черен топ на черно поле b6 · черна пешка на бяло поле e6 · черен цар на бяло поле g6 · черна пешка на черно поле h6 · черен офицер на черно поле e5 · черна пешка на черно поле g5 · бяла пешка на черно поле e3 · черна пешка на черно поле g3 · бяла пешка на бяло поле h3 · бяла пешка на черно поле f2 · бял цар на бяло поле g2 | 7 |
| 6 | бяла дама на бяло поле e8 · бял офицер на черно поле f8 · бял топ на бяло поле d7 · черен топ на бяло поле f7 · черен топ на черно поле b6 · черна пешка на бяло поле e6 · черен цар на бяло поле g6 · черна пешка на черно поле h6 · черен офицер на черно поле e5 · черна пешка на черно поле g5 · бяла пешка на черно поле e3 · черна пешка на черно поле g3 · бяла пешка на бяло поле h3 · бяла пешка на черно поле f2 · бял цар на бяло поле g2 | бяла дама на бяло поле e8 · бял офицер на черно поле f8 · бял топ на бяло поле d7 · черен топ на бяло поле f7 · черен топ на черно поле b6 · черна пешка на бяло поле e6 · черен цар на бяло поле g6 · черна пешка на черно поле h6 · черен офицер на черно поле e5 · черна пешка на черно поле g5 · бяла пешка на черно поле e3 · черна пешка на черно поле g3 · бяла пешка на бяло поле h3 · бяла пешка на черно поле f2 · бял цар на бяло поле g2 | бяла дама на бяло поле e8 · бял офицер на черно поле f8 · бял топ на бяло поле d7 · черен топ на бяло поле f7 · черен топ на черно поле b6 · черна пешка на бяло поле e6 · черен цар на бяло поле g6 · черна пешка на черно поле h6 · черен офицер на черно поле e5 · черна пешка на черно поле g5 · бяла пешка на черно поле e3 · черна пешка на черно поле g3 · бяла пешка на бяло поле h3 · бяла пешка на черно поле f2 · бял цар на бяло поле g2 | бяла дама на бяло поле e8 · бял офицер на черно поле f8 · бял топ на бяло поле d7 · черен топ на бяло поле f7 · черен топ на черно поле b6 · черна пешка на бяло поле e6 · черен цар на бяло поле g6 · черна пешка на черно поле h6 · черен офицер на черно поле e5 · черна пешка на черно поле g5 · бяла пешка на черно поле e3 · черна пешка на черно поле g3 · бяла пешка на бяло поле h3 · бяла пешка на черно поле f2 · бял цар на бяло поле g2 | бяла дама на бяло поле e8 · бял офицер на черно поле f8 · бял топ на бяло поле d7 · черен топ на бяло поле f7 · черен топ на черно поле b6 · черна пешка на бяло поле e6 · черен цар на бяло поле g6 · черна пешка на черно поле h6 · черен офицер на черно поле e5 · черна пешка на черно поле g5 · бяла пешка на черно поле e3 · черна пешка на черно поле g3 · бяла пешка на бяло поле h3 · бяла пешка на черно поле f2 · бял цар на бяло поле g2 | бяла дама на бяло поле e8 · бял офицер на черно поле f8 · бял топ на бяло поле d7 · черен топ на бяло поле f7 · черен топ на черно поле b6 · черна пешка на бяло поле e6 · черен цар на бяло поле g6 · черна пешка на черно поле h6 · черен офицер на черно поле e5 · черна пешка на черно поле g5 · бяла пешка на черно поле e3 · черна пешка на черно поле g3 · бяла пешка на бяло поле h3 · бяла пешка на черно поле f2 · бял цар на бяло поле g2 | бяла дама на бяло поле e8 · бял офицер на черно поле f8 · бял топ на бяло поле d7 · черен топ на бяло поле f7 · черен топ на черно поле b6 · черна пешка на бяло поле e6 · черен цар на бяло поле g6 · черна пешка на черно поле h6 · черен офицер на черно поле e5 · черна пешка на черно поле g5 · бяла пешка на черно поле e3 · черна пешка на черно поле g3 · бяла пешка на бяло поле h3 · бяла пешка на черно поле f2 · бял цар на бяло поле g2 | бяла дама на бяло поле e8 · бял офицер на черно поле f8 · бял топ на бяло поле d7 · черен топ на бяло поле f7 · черен топ на черно поле b6 · черна пешка на бяло поле e6 · черен цар на бяло поле g6 · черна пешка на черно поле h6 · черен офицер на черно поле e5 · черна пешка на черно поле g5 · бяла пешка на черно поле e3 · черна пешка на черно поле g3 · бяла пешка на бяло поле h3 · бяла пешка на черно поле f2 · бял цар на бяло поле g2 | 6 |
| 5 | бяла дама на бяло поле e8 · бял офицер на черно поле f8 · бял топ на бяло поле d7 · черен топ на бяло поле f7 · черен топ на черно поле b6 · черна пешка на бяло поле e6 · черен цар на бяло поле g6 · черна пешка на черно поле h6 · черен офицер на черно поле e5 · черна пешка на черно поле g5 · бяла пешка на черно поле e3 · черна пешка на черно поле g3 · бяла пешка на бяло поле h3 · бяла пешка на черно поле f2 · бял цар на бяло поле g2 | бяла дама на бяло поле e8 · бял офицер на черно поле f8 · бял топ на бяло поле d7 · черен топ на бяло поле f7 · черен топ на черно поле b6 · черна пешка на бяло поле e6 · черен цар на бяло поле g6 · черна пешка на черно поле h6 · черен офицер на черно поле e5 · черна пешка на черно поле g5 · бяла пешка на черно поле e3 · черна пешка на черно поле g3 · бяла пешка на бяло поле h3 · бяла пешка на черно поле f2 · бял цар на бяло поле g2 | бяла дама на бяло поле e8 · бял офицер на черно поле f8 · бял топ на бяло поле d7 · черен топ на бяло поле f7 · черен топ на черно поле b6 · черна пешка на бяло поле e6 · черен цар на бяло поле g6 · черна пешка на черно поле h6 · черен офицер на черно поле e5 · черна пешка на черно поле g5 · бяла пешка на черно поле e3 · черна пешка на черно поле g3 · бяла пешка на бяло поле h3 · бяла пешка на черно поле f2 · бял цар на бяло поле g2 | бяла дама на бяло поле e8 · бял офицер на черно поле f8 · бял топ на бяло поле d7 · черен топ на бяло поле f7 · черен топ на черно поле b6 · черна пешка на бяло поле e6 · черен цар на бяло поле g6 · черна пешка на черно поле h6 · черен офицер на черно поле e5 · черна пешка на черно поле g5 · бяла пешка на черно поле e3 · черна пешка на черно поле g3 · бяла пешка на бяло поле h3 · бяла пешка на черно поле f2 · бял цар на бяло поле g2 | бяла дама на бяло поле e8 · бял офицер на черно поле f8 · бял топ на бяло поле d7 · черен топ на бяло поле f7 · черен топ на черно поле b6 · черна пешка на бяло поле e6 · черен цар на бяло поле g6 · черна пешка на черно поле h6 · черен офицер на черно поле e5 · черна пешка на черно поле g5 · бяла пешка на черно поле e3 · черна пешка на черно поле g3 · бяла пешка на бяло поле h3 · бяла пешка на черно поле f2 · бял цар на бяло поле g2 | бяла дама на бяло поле e8 · бял офицер на черно поле f8 · бял топ на бяло поле d7 · черен топ на бяло поле f7 · черен топ на черно поле b6 · черна пешка на бяло поле e6 · черен цар на бяло поле g6 · черна пешка на черно поле h6 · черен офицер на черно поле e5 · черна пешка на черно поле g5 · бяла пешка на черно поле e3 · черна пешка на черно поле g3 · бяла пешка на бяло поле h3 · бяла пешка на черно поле f2 · бял цар на бяло поле g2 | бяла дама на бяло поле e8 · бял офицер на черно поле f8 · бял топ на бяло поле d7 · черен топ на бяло поле f7 · черен топ на черно поле b6 · черна пешка на бяло поле e6 · черен цар на бяло поле g6 · черна пешка на черно поле h6 · черен офицер на черно поле e5 · черна пешка на черно поле g5 · бяла пешка на черно поле e3 · черна пешка на черно поле g3 · бяла пешка на бяло поле h3 · бяла пешка на черно поле f2 · бял цар на бяло поле g2 | бяла дама на бяло поле e8 · бял офицер на черно поле f8 · бял топ на бяло поле d7 · черен топ на бяло поле f7 · черен топ на черно поле b6 · черна пешка на бяло поле e6 · черен цар на бяло поле g6 · черна пешка на черно поле h6 · черен офицер на черно поле e5 · черна пешка на черно поле g5 · бяла пешка на черно поле e3 · черна пешка на черно поле g3 · бяла пешка на бяло поле h3 · бяла пешка на черно поле f2 · бял цар на бяло поле g2 | 5 |
| 4 | бяла дама на бяло поле e8 · бял офицер на черно поле f8 · бял топ на бяло поле d7 · черен топ на бяло поле f7 · черен топ на черно поле b6 · черна пешка на бяло поле e6 · черен цар на бяло поле g6 · черна пешка на черно поле h6 · черен офицер на черно поле e5 · черна пешка на черно поле g5 · бяла пешка на черно поле e3 · черна пешка на черно поле g3 · бяла пешка на бяло поле h3 · бяла пешка на черно поле f2 · бял цар на бяло поле g2 | бяла дама на бяло поле e8 · бял офицер на черно поле f8 · бял топ на бяло поле d7 · черен топ на бяло поле f7 · черен топ на черно поле b6 · черна пешка на бяло поле e6 · черен цар на бяло поле g6 · черна пешка на черно поле h6 · черен офицер на черно поле e5 · черна пешка на черно поле g5 · бяла пешка на черно поле e3 · черна пешка на черно поле g3 · бяла пешка на бяло поле h3 · бяла пешка на черно поле f2 · бял цар на бяло поле g2 | бяла дама на бяло поле e8 · бял офицер на черно поле f8 · бял топ на бяло поле d7 · черен топ на бяло поле f7 · черен топ на черно поле b6 · черна пешка на бяло поле e6 · черен цар на бяло поле g6 · черна пешка на черно поле h6 · черен офицер на черно поле e5 · черна пешка на черно поле g5 · бяла пешка на черно поле e3 · черна пешка на черно поле g3 · бяла пешка на бяло поле h3 · бяла пешка на черно поле f2 · бял цар на бяло поле g2 | бяла дама на бяло поле e8 · бял офицер на черно поле f8 · бял топ на бяло поле d7 · черен топ на бяло поле f7 · черен топ на черно поле b6 · черна пешка на бяло поле e6 · черен цар на бяло поле g6 · черна пешка на черно поле h6 · черен офицер на черно поле e5 · черна пешка на черно поле g5 · бяла пешка на черно поле e3 · черна пешка на черно поле g3 · бяла пешка на бяло поле h3 · бяла пешка на черно поле f2 · бял цар на бяло поле g2 | бяла дама на бяло поле e8 · бял офицер на черно поле f8 · бял топ на бяло поле d7 · черен топ на бяло поле f7 · черен топ на черно поле b6 · черна пешка на бяло поле e6 · черен цар на бяло поле g6 · черна пешка на черно поле h6 · черен офицер на черно поле e5 · черна пешка на черно поле g5 · бяла пешка на черно поле e3 · черна пешка на черно поле g3 · бяла пешка на бяло поле h3 · бяла пешка на черно поле f2 · бял цар на бяло поле g2 | бяла дама на бяло поле e8 · бял офицер на черно поле f8 · бял топ на бяло поле d7 · черен топ на бяло поле f7 · черен топ на черно поле b6 · черна пешка на бяло поле e6 · черен цар на бяло поле g6 · черна пешка на черно поле h6 · черен офицер на черно поле e5 · черна пешка на черно поле g5 · бяла пешка на черно поле e3 · черна пешка на черно поле g3 · бяла пешка на бяло поле h3 · бяла пешка на черно поле f2 · бял цар на бяло поле g2 | бяла дама на бяло поле e8 · бял офицер на черно поле f8 · бял топ на бяло поле d7 · черен топ на бяло поле f7 · черен топ на черно поле b6 · черна пешка на бяло поле e6 · черен цар на бяло поле g6 · черна пешка на черно поле h6 · черен офицер на черно поле e5 · черна пешка на черно поле g5 · бяла пешка на черно поле e3 · черна пешка на черно поле g3 · бяла пешка на бяло поле h3 · бяла пешка на черно поле f2 · бял цар на бяло поле g2 | бяла дама на бяло поле e8 · бял офицер на черно поле f8 · бял топ на бяло поле d7 · черен топ на бяло поле f7 · черен топ на черно поле b6 · черна пешка на бяло поле e6 · черен цар на бяло поле g6 · черна пешка на черно поле h6 · черен офицер на черно поле e5 · черна пешка на черно поле g5 · бяла пешка на черно поле e3 · черна пешка на черно поле g3 · бяла пешка на бяло поле h3 · бяла пешка на черно поле f2 · бял цар на бяло поле g2 | 4 |
| 3 | бяла дама на бяло поле e8 · бял офицер на черно поле f8 · бял топ на бяло поле d7 · черен топ на бяло поле f7 · черен топ на черно поле b6 · черна пешка на бяло поле e6 · черен цар на бяло поле g6 · черна пешка на черно поле h6 · черен офицер на черно поле e5 · черна пешка на черно поле g5 · бяла пешка на черно поле e3 · черна пешка на черно поле g3 · бяла пешка на бяло поле h3 · бяла пешка на черно поле f2 · бял цар на бяло поле g2 | бяла дама на бяло поле e8 · бял офицер на черно поле f8 · бял топ на бяло поле d7 · черен топ на бяло поле f7 · черен топ на черно поле b6 · черна пешка на бяло поле e6 · черен цар на бяло поле g6 · черна пешка на черно поле h6 · черен офицер на черно поле e5 · черна пешка на черно поле g5 · бяла пешка на черно поле e3 · черна пешка на черно поле g3 · бяла пешка на бяло поле h3 · бяла пешка на черно поле f2 · бял цар на бяло поле g2 | бяла дама на бяло поле e8 · бял офицер на черно поле f8 · бял топ на бяло поле d7 · черен топ на бяло поле f7 · черен топ на черно поле b6 · черна пешка на бяло поле e6 · черен цар на бяло поле g6 · черна пешка на черно поле h6 · черен офицер на черно поле e5 · черна пешка на черно поле g5 · бяла пешка на черно поле e3 · черна пешка на черно поле g3 · бяла пешка на бяло поле h3 · бяла пешка на черно поле f2 · бял цар на бяло поле g2 | бяла дама на бяло поле e8 · бял офицер на черно поле f8 · бял топ на бяло поле d7 · черен топ на бяло поле f7 · черен топ на черно поле b6 · черна пешка на бяло поле e6 · черен цар на бяло поле g6 · черна пешка на черно поле h6 · черен офицер на черно поле e5 · черна пешка на черно поле g5 · бяла пешка на черно поле e3 · черна пешка на черно поле g3 · бяла пешка на бяло поле h3 · бяла пешка на черно поле f2 · бял цар на бяло поле g2 | бяла дама на бяло поле e8 · бял офицер на черно поле f8 · бял топ на бяло поле d7 · черен топ на бяло поле f7 · черен топ на черно поле b6 · черна пешка на бяло поле e6 · черен цар на бяло поле g6 · черна пешка на черно поле h6 · черен офицер на черно поле e5 · черна пешка на черно поле g5 · бяла пешка на черно поле e3 · черна пешка на черно поле g3 · бяла пешка на бяло поле h3 · бяла пешка на черно поле f2 · бял цар на бяло поле g2 | бяла дама на бяло поле e8 · бял офицер на черно поле f8 · бял топ на бяло поле d7 · черен топ на бяло поле f7 · черен топ на черно поле b6 · черна пешка на бяло поле e6 · черен цар на бяло поле g6 · черна пешка на черно поле h6 · черен офицер на черно поле e5 · черна пешка на черно поле g5 · бяла пешка на черно поле e3 · черна пешка на черно поле g3 · бяла пешка на бяло поле h3 · бяла пешка на черно поле f2 · бял цар на бяло поле g2 | бяла дама на бяло поле e8 · бял офицер на черно поле f8 · бял топ на бяло поле d7 · черен топ на бяло поле f7 · черен топ на черно поле b6 · черна пешка на бяло поле e6 · черен цар на бяло поле g6 · черна пешка на черно поле h6 · черен офицер на черно поле e5 · черна пешка на черно поле g5 · бяла пешка на черно поле e3 · черна пешка на черно поле g3 · бяла пешка на бяло поле h3 · бяла пешка на черно поле f2 · бял цар на бяло поле g2 | бяла дама на бяло поле e8 · бял офицер на черно поле f8 · бял топ на бяло поле d7 · черен топ на бяло поле f7 · черен топ на черно поле b6 · черна пешка на бяло поле e6 · черен цар на бяло поле g6 · черна пешка на черно поле h6 · черен офицер на черно поле e5 · черна пешка на черно поле g5 · бяла пешка на черно поле e3 · черна пешка на черно поле g3 · бяла пешка на бяло поле h3 · бяла пешка на черно поле f2 · бял цар на бяло поле g2 | 3 |
| 2 | бяла дама на бяло поле e8 · бял офицер на черно поле f8 · бял топ на бяло поле d7 · черен топ на бяло поле f7 · черен топ на черно поле b6 · черна пешка на бяло поле e6 · черен цар на бяло поле g6 · черна пешка на черно поле h6 · черен офицер на черно поле e5 · черна пешка на черно поле g5 · бяла пешка на черно поле e3 · черна пешка на черно поле g3 · бяла пешка на бяло поле h3 · бяла пешка на черно поле f2 · бял цар на бяло поле g2 | бяла дама на бяло поле e8 · бял офицер на черно поле f8 · бял топ на бяло поле d7 · черен топ на бяло поле f7 · черен топ на черно поле b6 · черна пешка на бяло поле e6 · черен цар на бяло поле g6 · черна пешка на черно поле h6 · черен офицер на черно поле e5 · черна пешка на черно поле g5 · бяла пешка на черно поле e3 · черна пешка на черно поле g3 · бяла пешка на бяло поле h3 · бяла пешка на черно поле f2 · бял цар на бяло поле g2 | бяла дама на бяло поле e8 · бял офицер на черно поле f8 · бял топ на бяло поле d7 · черен топ на бяло поле f7 · черен топ на черно поле b6 · черна пешка на бяло поле e6 · черен цар на бяло поле g6 · черна пешка на черно поле h6 · черен офицер на черно поле e5 · черна пешка на черно поле g5 · бяла пешка на черно поле e3 · черна пешка на черно поле g3 · бяла пешка на бяло поле h3 · бяла пешка на черно поле f2 · бял цар на бяло поле g2 | бяла дама на бяло поле e8 · бял офицер на черно поле f8 · бял топ на бяло поле d7 · черен топ на бяло поле f7 · черен топ на черно поле b6 · черна пешка на бяло поле e6 · черен цар на бяло поле g6 · черна пешка на черно поле h6 · черен офицер на черно поле e5 · черна пешка на черно поле g5 · бяла пешка на черно поле e3 · черна пешка на черно поле g3 · бяла пешка на бяло поле h3 · бяла пешка на черно поле f2 · бял цар на бяло поле g2 | бяла дама на бяло поле e8 · бял офицер на черно поле f8 · бял топ на бяло поле d7 · черен топ на бяло поле f7 · черен топ на черно поле b6 · черна пешка на бяло поле e6 · черен цар на бяло поле g6 · черна пешка на черно поле h6 · черен офицер на черно поле e5 · черна пешка на черно поле g5 · бяла пешка на черно поле e3 · черна пешка на черно поле g3 · бяла пешка на бяло поле h3 · бяла пешка на черно поле f2 · бял цар на бяло поле g2 | бяла дама на бяло поле e8 · бял офицер на черно поле f8 · бял топ на бяло поле d7 · черен топ на бяло поле f7 · черен топ на черно поле b6 · черна пешка на бяло поле e6 · черен цар на бяло поле g6 · черна пешка на черно поле h6 · черен офицер на черно поле e5 · черна пешка на черно поле g5 · бяла пешка на черно поле e3 · черна пешка на черно поле g3 · бяла пешка на бяло поле h3 · бяла пешка на черно поле f2 · бял цар на бяло поле g2 | бяла дама на бяло поле e8 · бял офицер на черно поле f8 · бял топ на бяло поле d7 · черен топ на бяло поле f7 · черен топ на черно поле b6 · черна пешка на бяло поле e6 · черен цар на бяло поле g6 · черна пешка на черно поле h6 · черен офицер на черно поле e5 · черна пешка на черно поле g5 · бяла пешка на черно поле e3 · черна пешка на черно поле g3 · бяла пешка на бяло поле h3 · бяла пешка на черно поле f2 · бял цар на бяло поле g2 | бяла дама на бяло поле e8 · бял офицер на черно поле f8 · бял топ на бяло поле d7 · черен топ на бяло поле f7 · черен топ на черно поле b6 · черна пешка на бяло поле e6 · черен цар на бяло поле g6 · черна пешка на черно поле h6 · черен офицер на черно поле e5 · черна пешка на черно поле g5 · бяла пешка на черно поле e3 · черна пешка на черно поле g3 · бяла пешка на бяло поле h3 · бяла пешка на черно поле f2 · бял цар на бяло поле g2 | 2 |
| 1 | бяла дама на бяло поле e8 · бял офицер на черно поле f8 · бял топ на бяло поле d7 · черен топ на бяло поле f7 · черен топ на черно поле b6 · черна пешка на бяло поле e6 · черен цар на бяло поле g6 · черна пешка на черно поле h6 · черен офицер на черно поле e5 · черна пешка на черно поле g5 · бяла пешка на черно поле e3 · черна пешка на черно поле g3 · бяла пешка на бяло поле h3 · бяла пешка на черно поле f2 · бял цар на бяло поле g2 | бяла дама на бяло поле e8 · бял офицер на черно поле f8 · бял топ на бяло поле d7 · черен топ на бяло поле f7 · черен топ на черно поле b6 · черна пешка на бяло поле e6 · черен цар на бяло поле g6 · черна пешка на черно поле h6 · черен офицер на черно поле e5 · черна пешка на черно поле g5 · бяла пешка на черно поле e3 · черна пешка на черно поле g3 · бяла пешка на бяло поле h3 · бяла пешка на черно поле f2 · бял цар на бяло поле g2 | бяла дама на бяло поле e8 · бял офицер на черно поле f8 · бял топ на бяло поле d7 · черен топ на бяло поле f7 · черен топ на черно поле b6 · черна пешка на бяло поле e6 · черен цар на бяло поле g6 · черна пешка на черно поле h6 · черен офицер на черно поле e5 · черна пешка на черно поле g5 · бяла пешка на черно поле e3 · черна пешка на черно поле g3 · бяла пешка на бяло поле h3 · бяла пешка на черно поле f2 · бял цар на бяло поле g2 | бяла дама на бяло поле e8 · бял офицер на черно поле f8 · бял топ на бяло поле d7 · черен топ на бяло поле f7 · черен топ на черно поле b6 · черна пешка на бяло поле e6 · черен цар на бяло поле g6 · черна пешка на черно поле h6 · черен офицер на черно поле e5 · черна пешка на черно поле g5 · бяла пешка на черно поле e3 · черна пешка на черно поле g3 · бяла пешка на бяло поле h3 · бяла пешка на черно поле f2 · бял цар на бяло поле g2 | бяла дама на бяло поле e8 · бял офицер на черно поле f8 · бял топ на бяло поле d7 · черен топ на бяло поле f7 · черен топ на черно поле b6 · черна пешка на бяло поле e6 · черен цар на бяло поле g6 · черна пешка на черно поле h6 · черен офицер на черно поле e5 · черна пешка на черно поле g5 · бяла пешка на черно поле e3 · черна пешка на черно поле g3 · бяла пешка на бяло поле h3 · бяла пешка на черно поле f2 · бял цар на бяло поле g2 | бяла дама на бяло поле e8 · бял офицер на черно поле f8 · бял топ на бяло поле d7 · черен топ на бяло поле f7 · черен топ на черно поле b6 · черна пешка на бяло поле e6 · черен цар на бяло поле g6 · черна пешка на черно поле h6 · черен офицер на черно поле e5 · черна пешка на черно поле g5 · бяла пешка на черно поле e3 · черна пешка на черно поле g3 · бяла пешка на бяло поле h3 · бяла пешка на черно поле f2 · бял цар на бяло поле g2 | бяла дама на бяло поле e8 · бял офицер на черно поле f8 · бял топ на бяло поле d7 · черен топ на бяло поле f7 · черен топ на черно поле b6 · черна пешка на бяло поле e6 · черен цар на бяло поле g6 · черна пешка на черно поле h6 · черен офицер на черно поле e5 · черна пешка на черно поле g5 · бяла пешка на черно поле e3 · черна пешка на черно поле g3 · бяла пешка на бяло поле h3 · бяла пешка на черно поле f2 · бял цар на бяло поле g2 | бяла дама на бяло поле e8 · бял офицер на черно поле f8 · бял топ на бяло поле d7 · черен топ на бяло поле f7 · черен топ на черно поле b6 · черна пешка на бяло поле e6 · черен цар на бяло поле g6 · черна пешка на черно поле h6 · черен офицер на черно поле e5 · черна пешка на черно поле g5 · бяла пешка на черно поле e3 · черна пешка на черно поле g3 · бяла пешка на бяло поле h3 · бяла пешка на черно поле f2 · бял цар на бяло поле g2 | 1 |
|   | a | b | c | d | e | f | g | h |   |

|   | a | b | c | d | e | f | g | h |   |
| 8 | черен цар на бяло поле g8 · черна пешка на черно поле c7 · черен топ на бяло поле h7 · черна пешка на черно поле b6 · черна пешка на черно поле d6 · бял топ на бяло поле e6 · бяла пешка на черно поле f6 · бял цар на бяло поле g6 · черна пешка на черно поле a5 · бяла пешка на бяло поле d5 · бяла пешка на бяло поле a4 · черна пешка на черно поле h4 · бяла пешка на бяло поле b3 | черен цар на бяло поле g8 · черна пешка на черно поле c7 · черен топ на бяло поле h7 · черна пешка на черно поле b6 · черна пешка на черно поле d6 · бял топ на бяло поле e6 · бяла пешка на черно поле f6 · бял цар на бяло поле g6 · черна пешка на черно поле a5 · бяла пешка на бяло поле d5 · бяла пешка на бяло поле a4 · черна пешка на черно поле h4 · бяла пешка на бяло поле b3 | черен цар на бяло поле g8 · черна пешка на черно поле c7 · черен топ на бяло поле h7 · черна пешка на черно поле b6 · черна пешка на черно поле d6 · бял топ на бяло поле e6 · бяла пешка на черно поле f6 · бял цар на бяло поле g6 · черна пешка на черно поле a5 · бяла пешка на бяло поле d5 · бяла пешка на бяло поле a4 · черна пешка на черно поле h4 · бяла пешка на бяло поле b3 | черен цар на бяло поле g8 · черна пешка на черно поле c7 · черен топ на бяло поле h7 · черна пешка на черно поле b6 · черна пешка на черно поле d6 · бял топ на бяло поле e6 · бяла пешка на черно поле f6 · бял цар на бяло поле g6 · черна пешка на черно поле a5 · бяла пешка на бяло поле d5 · бяла пешка на бяло поле a4 · черна пешка на черно поле h4 · бяла пешка на бяло поле b3 | черен цар на бяло поле g8 · черна пешка на черно поле c7 · черен топ на бяло поле h7 · черна пешка на черно поле b6 · черна пешка на черно поле d6 · бял топ на бяло поле e6 · бяла пешка на черно поле f6 · бял цар на бяло поле g6 · черна пешка на черно поле a5 · бяла пешка на бяло поле d5 · бяла пешка на бяло поле a4 · черна пешка на черно поле h4 · бяла пешка на бяло поле b3 | черен цар на бяло поле g8 · черна пешка на черно поле c7 · черен топ на бяло поле h7 · черна пешка на черно поле b6 · черна пешка на черно поле d6 · бял топ на бяло поле e6 · бяла пешка на черно поле f6 · бял цар на бяло поле g6 · черна пешка на черно поле a5 · бяла пешка на бяло поле d5 · бяла пешка на бяло поле a4 · черна пешка на черно поле h4 · бяла пешка на бяло поле b3 | черен цар на бяло поле g8 · черна пешка на черно поле c7 · черен топ на бяло поле h7 · черна пешка на черно поле b6 · черна пешка на черно поле d6 · бял топ на бяло поле e6 · бяла пешка на черно поле f6 · бял цар на бяло поле g6 · черна пешка на черно поле a5 · бяла пешка на бяло поле d5 · бяла пешка на бяло поле a4 · черна пешка на черно поле h4 · бяла пешка на бяло поле b3 | черен цар на бяло поле g8 · черна пешка на черно поле c7 · черен топ на бяло поле h7 · черна пешка на черно поле b6 · черна пешка на черно поле d6 · бял топ на бяло поле e6 · бяла пешка на черно поле f6 · бял цар на бяло поле g6 · черна пешка на черно поле a5 · бяла пешка на бяло поле d5 · бяла пешка на бяло поле a4 · черна пешка на черно поле h4 · бяла пешка на бяло поле b3 | 8 |
| 7 | черен цар на бяло поле g8 · черна пешка на черно поле c7 · черен топ на бяло поле h7 · черна пешка на черно поле b6 · черна пешка на черно поле d6 · бял топ на бяло поле e6 · бяла пешка на черно поле f6 · бял цар на бяло поле g6 · черна пешка на черно поле a5 · бяла пешка на бяло поле d5 · бяла пешка на бяло поле a4 · черна пешка на черно поле h4 · бяла пешка на бяло поле b3 | черен цар на бяло поле g8 · черна пешка на черно поле c7 · черен топ на бяло поле h7 · черна пешка на черно поле b6 · черна пешка на черно поле d6 · бял топ на бяло поле e6 · бяла пешка на черно поле f6 · бял цар на бяло поле g6 · черна пешка на черно поле a5 · бяла пешка на бяло поле d5 · бяла пешка на бяло поле a4 · черна пешка на черно поле h4 · бяла пешка на бяло поле b3 | черен цар на бяло поле g8 · черна пешка на черно поле c7 · черен топ на бяло поле h7 · черна пешка на черно поле b6 · черна пешка на черно поле d6 · бял топ на бяло поле e6 · бяла пешка на черно поле f6 · бял цар на бяло поле g6 · черна пешка на черно поле a5 · бяла пешка на бяло поле d5 · бяла пешка на бяло поле a4 · черна пешка на черно поле h4 · бяла пешка на бяло поле b3 | черен цар на бяло поле g8 · черна пешка на черно поле c7 · черен топ на бяло поле h7 · черна пешка на черно поле b6 · черна пешка на черно поле d6 · бял топ на бяло поле e6 · бяла пешка на черно поле f6 · бял цар на бяло поле g6 · черна пешка на черно поле a5 · бяла пешка на бяло поле d5 · бяла пешка на бяло поле a4 · черна пешка на черно поле h4 · бяла пешка на бяло поле b3 | черен цар на бяло поле g8 · черна пешка на черно поле c7 · черен топ на бяло поле h7 · черна пешка на черно поле b6 · черна пешка на черно поле d6 · бял топ на бяло поле e6 · бяла пешка на черно поле f6 · бял цар на бяло поле g6 · черна пешка на черно поле a5 · бяла пешка на бяло поле d5 · бяла пешка на бяло поле a4 · черна пешка на черно поле h4 · бяла пешка на бяло поле b3 | черен цар на бяло поле g8 · черна пешка на черно поле c7 · черен топ на бяло поле h7 · черна пешка на черно поле b6 · черна пешка на черно поле d6 · бял топ на бяло поле e6 · бяла пешка на черно поле f6 · бял цар на бяло поле g6 · черна пешка на черно поле a5 · бяла пешка на бяло поле d5 · бяла пешка на бяло поле a4 · черна пешка на черно поле h4 · бяла пешка на бяло поле b3 | черен цар на бяло поле g8 · черна пешка на черно поле c7 · черен топ на бяло поле h7 · черна пешка на черно поле b6 · черна пешка на черно поле d6 · бял топ на бяло поле e6 · бяла пешка на черно поле f6 · бял цар на бяло поле g6 · черна пешка на черно поле a5 · бяла пешка на бяло поле d5 · бяла пешка на бяло поле a4 · черна пешка на черно поле h4 · бяла пешка на бяло поле b3 | черен цар на бяло поле g8 · черна пешка на черно поле c7 · черен топ на бяло поле h7 · черна пешка на черно поле b6 · черна пешка на черно поле d6 · бял топ на бяло поле e6 · бяла пешка на черно поле f6 · бял цар на бяло поле g6 · черна пешка на черно поле a5 · бяла пешка на бяло поле d5 · бяла пешка на бяло поле a4 · черна пешка на черно поле h4 · бяла пешка на бяло поле b3 | 7 |
| 6 | черен цар на бяло поле g8 · черна пешка на черно поле c7 · черен топ на бяло поле h7 · черна пешка на черно поле b6 · черна пешка на черно поле d6 · бял топ на бяло поле e6 · бяла пешка на черно поле f6 · бял цар на бяло поле g6 · черна пешка на черно поле a5 · бяла пешка на бяло поле d5 · бяла пешка на бяло поле a4 · черна пешка на черно поле h4 · бяла пешка на бяло поле b3 | черен цар на бяло поле g8 · черна пешка на черно поле c7 · черен топ на бяло поле h7 · черна пешка на черно поле b6 · черна пешка на черно поле d6 · бял топ на бяло поле e6 · бяла пешка на черно поле f6 · бял цар на бяло поле g6 · черна пешка на черно поле a5 · бяла пешка на бяло поле d5 · бяла пешка на бяло поле a4 · черна пешка на черно поле h4 · бяла пешка на бяло поле b3 | черен цар на бяло поле g8 · черна пешка на черно поле c7 · черен топ на бяло поле h7 · черна пешка на черно поле b6 · черна пешка на черно поле d6 · бял топ на бяло поле e6 · бяла пешка на черно поле f6 · бял цар на бяло поле g6 · черна пешка на черно поле a5 · бяла пешка на бяло поле d5 · бяла пешка на бяло поле a4 · черна пешка на черно поле h4 · бяла пешка на бяло поле b3 | черен цар на бяло поле g8 · черна пешка на черно поле c7 · черен топ на бяло поле h7 · черна пешка на черно поле b6 · черна пешка на черно поле d6 · бял топ на бяло поле e6 · бяла пешка на черно поле f6 · бял цар на бяло поле g6 · черна пешка на черно поле a5 · бяла пешка на бяло поле d5 · бяла пешка на бяло поле a4 · черна пешка на черно поле h4 · бяла пешка на бяло поле b3 | черен цар на бяло поле g8 · черна пешка на черно поле c7 · черен топ на бяло поле h7 · черна пешка на черно поле b6 · черна пешка на черно поле d6 · бял топ на бяло поле e6 · бяла пешка на черно поле f6 · бял цар на бяло поле g6 · черна пешка на черно поле a5 · бяла пешка на бяло поле d5 · бяла пешка на бяло поле a4 · черна пешка на черно поле h4 · бяла пешка на бяло поле b3 | черен цар на бяло поле g8 · черна пешка на черно поле c7 · черен топ на бяло поле h7 · черна пешка на черно поле b6 · черна пешка на черно поле d6 · бял топ на бяло поле e6 · бяла пешка на черно поле f6 · бял цар на бяло поле g6 · черна пешка на черно поле a5 · бяла пешка на бяло поле d5 · бяла пешка на бяло поле a4 · черна пешка на черно поле h4 · бяла пешка на бяло поле b3 | черен цар на бяло поле g8 · черна пешка на черно поле c7 · черен топ на бяло поле h7 · черна пешка на черно поле b6 · черна пешка на черно поле d6 · бял топ на бяло поле e6 · бяла пешка на черно поле f6 · бял цар на бяло поле g6 · черна пешка на черно поле a5 · бяла пешка на бяло поле d5 · бяла пешка на бяло поле a4 · черна пешка на черно поле h4 · бяла пешка на бяло поле b3 | черен цар на бяло поле g8 · черна пешка на черно поле c7 · черен топ на бяло поле h7 · черна пешка на черно поле b6 · черна пешка на черно поле d6 · бял топ на бяло поле e6 · бяла пешка на черно поле f6 · бял цар на бяло поле g6 · черна пешка на черно поле a5 · бяла пешка на бяло поле d5 · бяла пешка на бяло поле a4 · черна пешка на черно поле h4 · бяла пешка на бяло поле b3 | 6 |
| 5 | черен цар на бяло поле g8 · черна пешка на черно поле c7 · черен топ на бяло поле h7 · черна пешка на черно поле b6 · черна пешка на черно поле d6 · бял топ на бяло поле e6 · бяла пешка на черно поле f6 · бял цар на бяло поле g6 · черна пешка на черно поле a5 · бяла пешка на бяло поле d5 · бяла пешка на бяло поле a4 · черна пешка на черно поле h4 · бяла пешка на бяло поле b3 | черен цар на бяло поле g8 · черна пешка на черно поле c7 · черен топ на бяло поле h7 · черна пешка на черно поле b6 · черна пешка на черно поле d6 · бял топ на бяло поле e6 · бяла пешка на черно поле f6 · бял цар на бяло поле g6 · черна пешка на черно поле a5 · бяла пешка на бяло поле d5 · бяла пешка на бяло поле a4 · черна пешка на черно поле h4 · бяла пешка на бяло поле b3 | черен цар на бяло поле g8 · черна пешка на черно поле c7 · черен топ на бяло поле h7 · черна пешка на черно поле b6 · черна пешка на черно поле d6 · бял топ на бяло поле e6 · бяла пешка на черно поле f6 · бял цар на бяло поле g6 · черна пешка на черно поле a5 · бяла пешка на бяло поле d5 · бяла пешка на бяло поле a4 · черна пешка на черно поле h4 · бяла пешка на бяло поле b3 | черен цар на бяло поле g8 · черна пешка на черно поле c7 · черен топ на бяло поле h7 · черна пешка на черно поле b6 · черна пешка на черно поле d6 · бял топ на бяло поле e6 · бяла пешка на черно поле f6 · бял цар на бяло поле g6 · черна пешка на черно поле a5 · бяла пешка на бяло поле d5 · бяла пешка на бяло поле a4 · черна пешка на черно поле h4 · бяла пешка на бяло поле b3 | черен цар на бяло поле g8 · черна пешка на черно поле c7 · черен топ на бяло поле h7 · черна пешка на черно поле b6 · черна пешка на черно поле d6 · бял топ на бяло поле e6 · бяла пешка на черно поле f6 · бял цар на бяло поле g6 · черна пешка на черно поле a5 · бяла пешка на бяло поле d5 · бяла пешка на бяло поле a4 · черна пешка на черно поле h4 · бяла пешка на бяло поле b3 | черен цар на бяло поле g8 · черна пешка на черно поле c7 · черен топ на бяло поле h7 · черна пешка на черно поле b6 · черна пешка на черно поле d6 · бял топ на бяло поле e6 · бяла пешка на черно поле f6 · бял цар на бяло поле g6 · черна пешка на черно поле a5 · бяла пешка на бяло поле d5 · бяла пешка на бяло поле a4 · черна пешка на черно поле h4 · бяла пешка на бяло поле b3 | черен цар на бяло поле g8 · черна пешка на черно поле c7 · черен топ на бяло поле h7 · черна пешка на черно поле b6 · черна пешка на черно поле d6 · бял топ на бяло поле e6 · бяла пешка на черно поле f6 · бял цар на бяло поле g6 · черна пешка на черно поле a5 · бяла пешка на бяло поле d5 · бяла пешка на бяло поле a4 · черна пешка на черно поле h4 · бяла пешка на бяло поле b3 | черен цар на бяло поле g8 · черна пешка на черно поле c7 · черен топ на бяло поле h7 · черна пешка на черно поле b6 · черна пешка на черно поле d6 · бял топ на бяло поле e6 · бяла пешка на черно поле f6 · бял цар на бяло поле g6 · черна пешка на черно поле a5 · бяла пешка на бяло поле d5 · бяла пешка на бяло поле a4 · черна пешка на черно поле h4 · бяла пешка на бяло поле b3 | 5 |
| 4 | черен цар на бяло поле g8 · черна пешка на черно поле c7 · черен топ на бяло поле h7 · черна пешка на черно поле b6 · черна пешка на черно поле d6 · бял топ на бяло поле e6 · бяла пешка на черно поле f6 · бял цар на бяло поле g6 · черна пешка на черно поле a5 · бяла пешка на бяло поле d5 · бяла пешка на бяло поле a4 · черна пешка на черно поле h4 · бяла пешка на бяло поле b3 | черен цар на бяло поле g8 · черна пешка на черно поле c7 · черен топ на бяло поле h7 · черна пешка на черно поле b6 · черна пешка на черно поле d6 · бял топ на бяло поле e6 · бяла пешка на черно поле f6 · бял цар на бяло поле g6 · черна пешка на черно поле a5 · бяла пешка на бяло поле d5 · бяла пешка на бяло поле a4 · черна пешка на черно поле h4 · бяла пешка на бяло поле b3 | черен цар на бяло поле g8 · черна пешка на черно поле c7 · черен топ на бяло поле h7 · черна пешка на черно поле b6 · черна пешка на черно поле d6 · бял топ на бяло поле e6 · бяла пешка на черно поле f6 · бял цар на бяло поле g6 · черна пешка на черно поле a5 · бяла пешка на бяло поле d5 · бяла пешка на бяло поле a4 · черна пешка на черно поле h4 · бяла пешка на бяло поле b3 | черен цар на бяло поле g8 · черна пешка на черно поле c7 · черен топ на бяло поле h7 · черна пешка на черно поле b6 · черна пешка на черно поле d6 · бял топ на бяло поле e6 · бяла пешка на черно поле f6 · бял цар на бяло поле g6 · черна пешка на черно поле a5 · бяла пешка на бяло поле d5 · бяла пешка на бяло поле a4 · черна пешка на черно поле h4 · бяла пешка на бяло поле b3 | черен цар на бяло поле g8 · черна пешка на черно поле c7 · черен топ на бяло поле h7 · черна пешка на черно поле b6 · черна пешка на черно поле d6 · бял топ на бяло поле e6 · бяла пешка на черно поле f6 · бял цар на бяло поле g6 · черна пешка на черно поле a5 · бяла пешка на бяло поле d5 · бяла пешка на бяло поле a4 · черна пешка на черно поле h4 · бяла пешка на бяло поле b3 | черен цар на бяло поле g8 · черна пешка на черно поле c7 · черен топ на бяло поле h7 · черна пешка на черно поле b6 · черна пешка на черно поле d6 · бял топ на бяло поле e6 · бяла пешка на черно поле f6 · бял цар на бяло поле g6 · черна пешка на черно поле a5 · бяла пешка на бяло поле d5 · бяла пешка на бяло поле a4 · черна пешка на черно поле h4 · бяла пешка на бяло поле b3 | черен цар на бяло поле g8 · черна пешка на черно поле c7 · черен топ на бяло поле h7 · черна пешка на черно поле b6 · черна пешка на черно поле d6 · бял топ на бяло поле e6 · бяла пешка на черно поле f6 · бял цар на бяло поле g6 · черна пешка на черно поле a5 · бяла пешка на бяло поле d5 · бяла пешка на бяло поле a4 · черна пешка на черно поле h4 · бяла пешка на бяло поле b3 | черен цар на бяло поле g8 · черна пешка на черно поле c7 · черен топ на бяло поле h7 · черна пешка на черно поле b6 · черна пешка на черно поле d6 · бял топ на бяло поле e6 · бяла пешка на черно поле f6 · бял цар на бяло поле g6 · черна пешка на черно поле a5 · бяла пешка на бяло поле d5 · бяла пешка на бяло поле a4 · черна пешка на черно поле h4 · бяла пешка на бяло поле b3 | 4 |
| 3 | черен цар на бяло поле g8 · черна пешка на черно поле c7 · черен топ на бяло поле h7 · черна пешка на черно поле b6 · черна пешка на черно поле d6 · бял топ на бяло поле e6 · бяла пешка на черно поле f6 · бял цар на бяло поле g6 · черна пешка на черно поле a5 · бяла пешка на бяло поле d5 · бяла пешка на бяло поле a4 · черна пешка на черно поле h4 · бяла пешка на бяло поле b3 | черен цар на бяло поле g8 · черна пешка на черно поле c7 · черен топ на бяло поле h7 · черна пешка на черно поле b6 · черна пешка на черно поле d6 · бял топ на бяло поле e6 · бяла пешка на черно поле f6 · бял цар на бяло поле g6 · черна пешка на черно поле a5 · бяла пешка на бяло поле d5 · бяла пешка на бяло поле a4 · черна пешка на черно поле h4 · бяла пешка на бяло поле b3 | черен цар на бяло поле g8 · черна пешка на черно поле c7 · черен топ на бяло поле h7 · черна пешка на черно поле b6 · черна пешка на черно поле d6 · бял топ на бяло поле e6 · бяла пешка на черно поле f6 · бял цар на бяло поле g6 · черна пешка на черно поле a5 · бяла пешка на бяло поле d5 · бяла пешка на бяло поле a4 · черна пешка на черно поле h4 · бяла пешка на бяло поле b3 | черен цар на бяло поле g8 · черна пешка на черно поле c7 · черен топ на бяло поле h7 · черна пешка на черно поле b6 · черна пешка на черно поле d6 · бял топ на бяло поле e6 · бяла пешка на черно поле f6 · бял цар на бяло поле g6 · черна пешка на черно поле a5 · бяла пешка на бяло поле d5 · бяла пешка на бяло поле a4 · черна пешка на черно поле h4 · бяла пешка на бяло поле b3 | черен цар на бяло поле g8 · черна пешка на черно поле c7 · черен топ на бяло поле h7 · черна пешка на черно поле b6 · черна пешка на черно поле d6 · бял топ на бяло поле e6 · бяла пешка на черно поле f6 · бял цар на бяло поле g6 · черна пешка на черно поле a5 · бяла пешка на бяло поле d5 · бяла пешка на бяло поле a4 · черна пешка на черно поле h4 · бяла пешка на бяло поле b3 | черен цар на бяло поле g8 · черна пешка на черно поле c7 · черен топ на бяло поле h7 · черна пешка на черно поле b6 · черна пешка на черно поле d6 · бял топ на бяло поле e6 · бяла пешка на черно поле f6 · бял цар на бяло поле g6 · черна пешка на черно поле a5 · бяла пешка на бяло поле d5 · бяла пешка на бяло поле a4 · черна пешка на черно поле h4 · бяла пешка на бяло поле b3 | черен цар на бяло поле g8 · черна пешка на черно поле c7 · черен топ на бяло поле h7 · черна пешка на черно поле b6 · черна пешка на черно поле d6 · бял топ на бяло поле e6 · бяла пешка на черно поле f6 · бял цар на бяло поле g6 · черна пешка на черно поле a5 · бяла пешка на бяло поле d5 · бяла пешка на бяло поле a4 · черна пешка на черно поле h4 · бяла пешка на бяло поле b3 | черен цар на бяло поле g8 · черна пешка на черно поле c7 · черен топ на бяло поле h7 · черна пешка на черно поле b6 · черна пешка на черно поле d6 · бял топ на бяло поле e6 · бяла пешка на черно поле f6 · бял цар на бяло поле g6 · черна пешка на черно поле a5 · бяла пешка на бяло поле d5 · бяла пешка на бяло поле a4 · черна пешка на черно поле h4 · бяла пешка на бяло поле b3 | 3 |
| 2 | черен цар на бяло поле g8 · черна пешка на черно поле c7 · черен топ на бяло поле h7 · черна пешка на черно поле b6 · черна пешка на черно поле d6 · бял топ на бяло поле e6 · бяла пешка на черно поле f6 · бял цар на бяло поле g6 · черна пешка на черно поле a5 · бяла пешка на бяло поле d5 · бяла пешка на бяло поле a4 · черна пешка на черно поле h4 · бяла пешка на бяло поле b3 | черен цар на бяло поле g8 · черна пешка на черно поле c7 · черен топ на бяло поле h7 · черна пешка на черно поле b6 · черна пешка на черно поле d6 · бял топ на бяло поле e6 · бяла пешка на черно поле f6 · бял цар на бяло поле g6 · черна пешка на черно поле a5 · бяла пешка на бяло поле d5 · бяла пешка на бяло поле a4 · черна пешка на черно поле h4 · бяла пешка на бяло поле b3 | черен цар на бяло поле g8 · черна пешка на черно поле c7 · черен топ на бяло поле h7 · черна пешка на черно поле b6 · черна пешка на черно поле d6 · бял топ на бяло поле e6 · бяла пешка на черно поле f6 · бял цар на бяло поле g6 · черна пешка на черно поле a5 · бяла пешка на бяло поле d5 · бяла пешка на бяло поле a4 · черна пешка на черно поле h4 · бяла пешка на бяло поле b3 | черен цар на бяло поле g8 · черна пешка на черно поле c7 · черен топ на бяло поле h7 · черна пешка на черно поле b6 · черна пешка на черно поле d6 · бял топ на бяло поле e6 · бяла пешка на черно поле f6 · бял цар на бяло поле g6 · черна пешка на черно поле a5 · бяла пешка на бяло поле d5 · бяла пешка на бяло поле a4 · черна пешка на черно поле h4 · бяла пешка на бяло поле b3 | черен цар на бяло поле g8 · черна пешка на черно поле c7 · черен топ на бяло поле h7 · черна пешка на черно поле b6 · черна пешка на черно поле d6 · бял топ на бяло поле e6 · бяла пешка на черно поле f6 · бял цар на бяло поле g6 · черна пешка на черно поле a5 · бяла пешка на бяло поле d5 · бяла пешка на бяло поле a4 · черна пешка на черно поле h4 · бяла пешка на бяло поле b3 | черен цар на бяло поле g8 · черна пешка на черно поле c7 · черен топ на бяло поле h7 · черна пешка на черно поле b6 · черна пешка на черно поле d6 · бял топ на бяло поле e6 · бяла пешка на черно поле f6 · бял цар на бяло поле g6 · черна пешка на черно поле a5 · бяла пешка на бяло поле d5 · бяла пешка на бяло поле a4 · черна пешка на черно поле h4 · бяла пешка на бяло поле b3 | черен цар на бяло поле g8 · черна пешка на черно поле c7 · черен топ на бяло поле h7 · черна пешка на черно поле b6 · черна пешка на черно поле d6 · бял топ на бяло поле e6 · бяла пешка на черно поле f6 · бял цар на бяло поле g6 · черна пешка на черно поле a5 · бяла пешка на бяло поле d5 · бяла пешка на бяло поле a4 · черна пешка на черно поле h4 · бяла пешка на бяло поле b3 | черен цар на бяло поле g8 · черна пешка на черно поле c7 · черен топ на бяло поле h7 · черна пешка на черно поле b6 · черна пешка на черно поле d6 · бял топ на бяло поле e6 · бяла пешка на черно поле f6 · бял цар на бяло поле g6 · черна пешка на черно поле a5 · бяла пешка на бяло поле d5 · бяла пешка на бяло поле a4 · черна пешка на черно поле h4 · бяла пешка на бяло поле b3 | 2 |
| 1 | черен цар на бяло поле g8 · черна пешка на черно поле c7 · черен топ на бяло поле h7 · черна пешка на черно поле b6 · черна пешка на черно поле d6 · бял топ на бяло поле e6 · бяла пешка на черно поле f6 · бял цар на бяло поле g6 · черна пешка на черно поле a5 · бяла пешка на бяло поле d5 · бяла пешка на бяло поле a4 · черна пешка на черно поле h4 · бяла пешка на бяло поле b3 | черен цар на бяло поле g8 · черна пешка на черно поле c7 · черен топ на бяло поле h7 · черна пешка на черно поле b6 · черна пешка на черно поле d6 · бял топ на бяло поле e6 · бяла пешка на черно поле f6 · бял цар на бяло поле g6 · черна пешка на черно поле a5 · бяла пешка на бяло поле d5 · бяла пешка на бяло поле a4 · черна пешка на черно поле h4 · бяла пешка на бяло поле b3 | черен цар на бяло поле g8 · черна пешка на черно поле c7 · черен топ на бяло поле h7 · черна пешка на черно поле b6 · черна пешка на черно поле d6 · бял топ на бяло поле e6 · бяла пешка на черно поле f6 · бял цар на бяло поле g6 · черна пешка на черно поле a5 · бяла пешка на бяло поле d5 · бяла пешка на бяло поле a4 · черна пешка на черно поле h4 · бяла пешка на бяло поле b3 | черен цар на бяло поле g8 · черна пешка на черно поле c7 · черен топ на бяло поле h7 · черна пешка на черно поле b6 · черна пешка на черно поле d6 · бял топ на бяло поле e6 · бяла пешка на черно поле f6 · бял цар на бяло поле g6 · черна пешка на черно поле a5 · бяла пешка на бяло поле d5 · бяла пешка на бяло поле a4 · черна пешка на черно поле h4 · бяла пешка на бяло поле b3 | черен цар на бяло поле g8 · черна пешка на черно поле c7 · черен топ на бяло поле h7 · черна пешка на черно поле b6 · черна пешка на черно поле d6 · бял топ на бяло поле e6 · бяла пешка на черно поле f6 · бял цар на бяло поле g6 · черна пешка на черно поле a5 · бяла пешка на бяло поле d5 · бяла пешка на бяло поле a4 · черна пешка на черно поле h4 · бяла пешка на бяло поле b3 | черен цар на бяло поле g8 · черна пешка на черно поле c7 · черен топ на бяло поле h7 · черна пешка на черно поле b6 · черна пешка на черно поле d6 · бял топ на бяло поле e6 · бяла пешка на черно поле f6 · бял цар на бяло поле g6 · черна пешка на черно поле a5 · бяла пешка на бяло поле d5 · бяла пешка на бяло поле a4 · черна пешка на черно поле h4 · бяла пешка на бяло поле b3 | черен цар на бяло поле g8 · черна пешка на черно поле c7 · черен топ на бяло поле h7 · черна пешка на черно поле b6 · черна пешка на черно поле d6 · бял топ на бяло поле e6 · бяла пешка на черно поле f6 · бял цар на бяло поле g6 · черна пешка на черно поле a5 · бяла пешка на бяло поле d5 · бяла пешка на бяло поле a4 · черна пешка на черно поле h4 · бяла пешка на бяло поле b3 | черен цар на бяло поле g8 · черна пешка на черно поле c7 · черен топ на бяло поле h7 · черна пешка на черно поле b6 · черна пешка на черно поле d6 · бял топ на бяло поле e6 · бяла пешка на черно поле f6 · бял цар на бяло поле g6 · черна пешка на черно поле a5 · бяла пешка на бяло поле d5 · бяла пешка на бяло поле a4 · черна пешка на черно поле h4 · бяла пешка на бяло поле b3 | 1 |
|   | a | b | c | d | e | f | g | h |   |

### Полуфинали
| Гата Камски   | ½ | ½ | ½ | ½ | ½ | ½ | 1 | 0 | 0 | 0 | 4 |
| Борис Гелфанд | ½ | ½ | ½ | ½ | ½ | ½ | 0 | 1 | 1 | 1 | 6 |

| Александър Гришчук | ½ | ½ | ½ | ½ | ½ | ½ | ½ | ½ | 1 | ½ | 5½ |
| Владимир Крамник   | ½ | ½ | ½ | ½ | ½ | ½ | ½ | ½ | 0 | ½ | 4½ |

|   | a | b | c | d | e | f | g | h |   |
| 8 | бяла пешка на черно поле d6 · бял топ на черно поле f6 · бяла пешка на черно поле h6 · черен цар на черно поле e5 · бяла пешка на черно поле g5 · черна пешка на бяло поле a4 · черен топ на черно поле d2 · бяла пешка на черно поле f2 · бял цар на бяло поле g2 | бяла пешка на черно поле d6 · бял топ на черно поле f6 · бяла пешка на черно поле h6 · черен цар на черно поле e5 · бяла пешка на черно поле g5 · черна пешка на бяло поле a4 · черен топ на черно поле d2 · бяла пешка на черно поле f2 · бял цар на бяло поле g2 | бяла пешка на черно поле d6 · бял топ на черно поле f6 · бяла пешка на черно поле h6 · черен цар на черно поле e5 · бяла пешка на черно поле g5 · черна пешка на бяло поле a4 · черен топ на черно поле d2 · бяла пешка на черно поле f2 · бял цар на бяло поле g2 | бяла пешка на черно поле d6 · бял топ на черно поле f6 · бяла пешка на черно поле h6 · черен цар на черно поле e5 · бяла пешка на черно поле g5 · черна пешка на бяло поле a4 · черен топ на черно поле d2 · бяла пешка на черно поле f2 · бял цар на бяло поле g2 | бяла пешка на черно поле d6 · бял топ на черно поле f6 · бяла пешка на черно поле h6 · черен цар на черно поле e5 · бяла пешка на черно поле g5 · черна пешка на бяло поле a4 · черен топ на черно поле d2 · бяла пешка на черно поле f2 · бял цар на бяло поле g2 | бяла пешка на черно поле d6 · бял топ на черно поле f6 · бяла пешка на черно поле h6 · черен цар на черно поле e5 · бяла пешка на черно поле g5 · черна пешка на бяло поле a4 · черен топ на черно поле d2 · бяла пешка на черно поле f2 · бял цар на бяло поле g2 | бяла пешка на черно поле d6 · бял топ на черно поле f6 · бяла пешка на черно поле h6 · черен цар на черно поле e5 · бяла пешка на черно поле g5 · черна пешка на бяло поле a4 · черен топ на черно поле d2 · бяла пешка на черно поле f2 · бял цар на бяло поле g2 | бяла пешка на черно поле d6 · бял топ на черно поле f6 · бяла пешка на черно поле h6 · черен цар на черно поле e5 · бяла пешка на черно поле g5 · черна пешка на бяло поле a4 · черен топ на черно поле d2 · бяла пешка на черно поле f2 · бял цар на бяло поле g2 | 8 |
| 7 | бяла пешка на черно поле d6 · бял топ на черно поле f6 · бяла пешка на черно поле h6 · черен цар на черно поле e5 · бяла пешка на черно поле g5 · черна пешка на бяло поле a4 · черен топ на черно поле d2 · бяла пешка на черно поле f2 · бял цар на бяло поле g2 | бяла пешка на черно поле d6 · бял топ на черно поле f6 · бяла пешка на черно поле h6 · черен цар на черно поле e5 · бяла пешка на черно поле g5 · черна пешка на бяло поле a4 · черен топ на черно поле d2 · бяла пешка на черно поле f2 · бял цар на бяло поле g2 | бяла пешка на черно поле d6 · бял топ на черно поле f6 · бяла пешка на черно поле h6 · черен цар на черно поле e5 · бяла пешка на черно поле g5 · черна пешка на бяло поле a4 · черен топ на черно поле d2 · бяла пешка на черно поле f2 · бял цар на бяло поле g2 | бяла пешка на черно поле d6 · бял топ на черно поле f6 · бяла пешка на черно поле h6 · черен цар на черно поле e5 · бяла пешка на черно поле g5 · черна пешка на бяло поле a4 · черен топ на черно поле d2 · бяла пешка на черно поле f2 · бял цар на бяло поле g2 | бяла пешка на черно поле d6 · бял топ на черно поле f6 · бяла пешка на черно поле h6 · черен цар на черно поле e5 · бяла пешка на черно поле g5 · черна пешка на бяло поле a4 · черен топ на черно поле d2 · бяла пешка на черно поле f2 · бял цар на бяло поле g2 | бяла пешка на черно поле d6 · бял топ на черно поле f6 · бяла пешка на черно поле h6 · черен цар на черно поле e5 · бяла пешка на черно поле g5 · черна пешка на бяло поле a4 · черен топ на черно поле d2 · бяла пешка на черно поле f2 · бял цар на бяло поле g2 | бяла пешка на черно поле d6 · бял топ на черно поле f6 · бяла пешка на черно поле h6 · черен цар на черно поле e5 · бяла пешка на черно поле g5 · черна пешка на бяло поле a4 · черен топ на черно поле d2 · бяла пешка на черно поле f2 · бял цар на бяло поле g2 | бяла пешка на черно поле d6 · бял топ на черно поле f6 · бяла пешка на черно поле h6 · черен цар на черно поле e5 · бяла пешка на черно поле g5 · черна пешка на бяло поле a4 · черен топ на черно поле d2 · бяла пешка на черно поле f2 · бял цар на бяло поле g2 | 7 |
| 6 | бяла пешка на черно поле d6 · бял топ на черно поле f6 · бяла пешка на черно поле h6 · черен цар на черно поле e5 · бяла пешка на черно поле g5 · черна пешка на бяло поле a4 · черен топ на черно поле d2 · бяла пешка на черно поле f2 · бял цар на бяло поле g2 | бяла пешка на черно поле d6 · бял топ на черно поле f6 · бяла пешка на черно поле h6 · черен цар на черно поле e5 · бяла пешка на черно поле g5 · черна пешка на бяло поле a4 · черен топ на черно поле d2 · бяла пешка на черно поле f2 · бял цар на бяло поле g2 | бяла пешка на черно поле d6 · бял топ на черно поле f6 · бяла пешка на черно поле h6 · черен цар на черно поле e5 · бяла пешка на черно поле g5 · черна пешка на бяло поле a4 · черен топ на черно поле d2 · бяла пешка на черно поле f2 · бял цар на бяло поле g2 | бяла пешка на черно поле d6 · бял топ на черно поле f6 · бяла пешка на черно поле h6 · черен цар на черно поле e5 · бяла пешка на черно поле g5 · черна пешка на бяло поле a4 · черен топ на черно поле d2 · бяла пешка на черно поле f2 · бял цар на бяло поле g2 | бяла пешка на черно поле d6 · бял топ на черно поле f6 · бяла пешка на черно поле h6 · черен цар на черно поле e5 · бяла пешка на черно поле g5 · черна пешка на бяло поле a4 · черен топ на черно поле d2 · бяла пешка на черно поле f2 · бял цар на бяло поле g2 | бяла пешка на черно поле d6 · бял топ на черно поле f6 · бяла пешка на черно поле h6 · черен цар на черно поле e5 · бяла пешка на черно поле g5 · черна пешка на бяло поле a4 · черен топ на черно поле d2 · бяла пешка на черно поле f2 · бял цар на бяло поле g2 | бяла пешка на черно поле d6 · бял топ на черно поле f6 · бяла пешка на черно поле h6 · черен цар на черно поле e5 · бяла пешка на черно поле g5 · черна пешка на бяло поле a4 · черен топ на черно поле d2 · бяла пешка на черно поле f2 · бял цар на бяло поле g2 | бяла пешка на черно поле d6 · бял топ на черно поле f6 · бяла пешка на черно поле h6 · черен цар на черно поле e5 · бяла пешка на черно поле g5 · черна пешка на бяло поле a4 · черен топ на черно поле d2 · бяла пешка на черно поле f2 · бял цар на бяло поле g2 | 6 |
| 5 | бяла пешка на черно поле d6 · бял топ на черно поле f6 · бяла пешка на черно поле h6 · черен цар на черно поле e5 · бяла пешка на черно поле g5 · черна пешка на бяло поле a4 · черен топ на черно поле d2 · бяла пешка на черно поле f2 · бял цар на бяло поле g2 | бяла пешка на черно поле d6 · бял топ на черно поле f6 · бяла пешка на черно поле h6 · черен цар на черно поле e5 · бяла пешка на черно поле g5 · черна пешка на бяло поле a4 · черен топ на черно поле d2 · бяла пешка на черно поле f2 · бял цар на бяло поле g2 | бяла пешка на черно поле d6 · бял топ на черно поле f6 · бяла пешка на черно поле h6 · черен цар на черно поле e5 · бяла пешка на черно поле g5 · черна пешка на бяло поле a4 · черен топ на черно поле d2 · бяла пешка на черно поле f2 · бял цар на бяло поле g2 | бяла пешка на черно поле d6 · бял топ на черно поле f6 · бяла пешка на черно поле h6 · черен цар на черно поле e5 · бяла пешка на черно поле g5 · черна пешка на бяло поле a4 · черен топ на черно поле d2 · бяла пешка на черно поле f2 · бял цар на бяло поле g2 | бяла пешка на черно поле d6 · бял топ на черно поле f6 · бяла пешка на черно поле h6 · черен цар на черно поле e5 · бяла пешка на черно поле g5 · черна пешка на бяло поле a4 · черен топ на черно поле d2 · бяла пешка на черно поле f2 · бял цар на бяло поле g2 | бяла пешка на черно поле d6 · бял топ на черно поле f6 · бяла пешка на черно поле h6 · черен цар на черно поле e5 · бяла пешка на черно поле g5 · черна пешка на бяло поле a4 · черен топ на черно поле d2 · бяла пешка на черно поле f2 · бял цар на бяло поле g2 | бяла пешка на черно поле d6 · бял топ на черно поле f6 · бяла пешка на черно поле h6 · черен цар на черно поле e5 · бяла пешка на черно поле g5 · черна пешка на бяло поле a4 · черен топ на черно поле d2 · бяла пешка на черно поле f2 · бял цар на бяло поле g2 | бяла пешка на черно поле d6 · бял топ на черно поле f6 · бяла пешка на черно поле h6 · черен цар на черно поле e5 · бяла пешка на черно поле g5 · черна пешка на бяло поле a4 · черен топ на черно поле d2 · бяла пешка на черно поле f2 · бял цар на бяло поле g2 | 5 |
| 4 | бяла пешка на черно поле d6 · бял топ на черно поле f6 · бяла пешка на черно поле h6 · черен цар на черно поле e5 · бяла пешка на черно поле g5 · черна пешка на бяло поле a4 · черен топ на черно поле d2 · бяла пешка на черно поле f2 · бял цар на бяло поле g2 | бяла пешка на черно поле d6 · бял топ на черно поле f6 · бяла пешка на черно поле h6 · черен цар на черно поле e5 · бяла пешка на черно поле g5 · черна пешка на бяло поле a4 · черен топ на черно поле d2 · бяла пешка на черно поле f2 · бял цар на бяло поле g2 | бяла пешка на черно поле d6 · бял топ на черно поле f6 · бяла пешка на черно поле h6 · черен цар на черно поле e5 · бяла пешка на черно поле g5 · черна пешка на бяло поле a4 · черен топ на черно поле d2 · бяла пешка на черно поле f2 · бял цар на бяло поле g2 | бяла пешка на черно поле d6 · бял топ на черно поле f6 · бяла пешка на черно поле h6 · черен цар на черно поле e5 · бяла пешка на черно поле g5 · черна пешка на бяло поле a4 · черен топ на черно поле d2 · бяла пешка на черно поле f2 · бял цар на бяло поле g2 | бяла пешка на черно поле d6 · бял топ на черно поле f6 · бяла пешка на черно поле h6 · черен цар на черно поле e5 · бяла пешка на черно поле g5 · черна пешка на бяло поле a4 · черен топ на черно поле d2 · бяла пешка на черно поле f2 · бял цар на бяло поле g2 | бяла пешка на черно поле d6 · бял топ на черно поле f6 · бяла пешка на черно поле h6 · черен цар на черно поле e5 · бяла пешка на черно поле g5 · черна пешка на бяло поле a4 · черен топ на черно поле d2 · бяла пешка на черно поле f2 · бял цар на бяло поле g2 | бяла пешка на черно поле d6 · бял топ на черно поле f6 · бяла пешка на черно поле h6 · черен цар на черно поле e5 · бяла пешка на черно поле g5 · черна пешка на бяло поле a4 · черен топ на черно поле d2 · бяла пешка на черно поле f2 · бял цар на бяло поле g2 | бяла пешка на черно поле d6 · бял топ на черно поле f6 · бяла пешка на черно поле h6 · черен цар на черно поле e5 · бяла пешка на черно поле g5 · черна пешка на бяло поле a4 · черен топ на черно поле d2 · бяла пешка на черно поле f2 · бял цар на бяло поле g2 | 4 |
| 3 | бяла пешка на черно поле d6 · бял топ на черно поле f6 · бяла пешка на черно поле h6 · черен цар на черно поле e5 · бяла пешка на черно поле g5 · черна пешка на бяло поле a4 · черен топ на черно поле d2 · бяла пешка на черно поле f2 · бял цар на бяло поле g2 | бяла пешка на черно поле d6 · бял топ на черно поле f6 · бяла пешка на черно поле h6 · черен цар на черно поле e5 · бяла пешка на черно поле g5 · черна пешка на бяло поле a4 · черен топ на черно поле d2 · бяла пешка на черно поле f2 · бял цар на бяло поле g2 | бяла пешка на черно поле d6 · бял топ на черно поле f6 · бяла пешка на черно поле h6 · черен цар на черно поле e5 · бяла пешка на черно поле g5 · черна пешка на бяло поле a4 · черен топ на черно поле d2 · бяла пешка на черно поле f2 · бял цар на бяло поле g2 | бяла пешка на черно поле d6 · бял топ на черно поле f6 · бяла пешка на черно поле h6 · черен цар на черно поле e5 · бяла пешка на черно поле g5 · черна пешка на бяло поле a4 · черен топ на черно поле d2 · бяла пешка на черно поле f2 · бял цар на бяло поле g2 | бяла пешка на черно поле d6 · бял топ на черно поле f6 · бяла пешка на черно поле h6 · черен цар на черно поле e5 · бяла пешка на черно поле g5 · черна пешка на бяло поле a4 · черен топ на черно поле d2 · бяла пешка на черно поле f2 · бял цар на бяло поле g2 | бяла пешка на черно поле d6 · бял топ на черно поле f6 · бяла пешка на черно поле h6 · черен цар на черно поле e5 · бяла пешка на черно поле g5 · черна пешка на бяло поле a4 · черен топ на черно поле d2 · бяла пешка на черно поле f2 · бял цар на бяло поле g2 | бяла пешка на черно поле d6 · бял топ на черно поле f6 · бяла пешка на черно поле h6 · черен цар на черно поле e5 · бяла пешка на черно поле g5 · черна пешка на бяло поле a4 · черен топ на черно поле d2 · бяла пешка на черно поле f2 · бял цар на бяло поле g2 | бяла пешка на черно поле d6 · бял топ на черно поле f6 · бяла пешка на черно поле h6 · черен цар на черно поле e5 · бяла пешка на черно поле g5 · черна пешка на бяло поле a4 · черен топ на черно поле d2 · бяла пешка на черно поле f2 · бял цар на бяло поле g2 | 3 |
| 2 | бяла пешка на черно поле d6 · бял топ на черно поле f6 · бяла пешка на черно поле h6 · черен цар на черно поле e5 · бяла пешка на черно поле g5 · черна пешка на бяло поле a4 · черен топ на черно поле d2 · бяла пешка на черно поле f2 · бял цар на бяло поле g2 | бяла пешка на черно поле d6 · бял топ на черно поле f6 · бяла пешка на черно поле h6 · черен цар на черно поле e5 · бяла пешка на черно поле g5 · черна пешка на бяло поле a4 · черен топ на черно поле d2 · бяла пешка на черно поле f2 · бял цар на бяло поле g2 | бяла пешка на черно поле d6 · бял топ на черно поле f6 · бяла пешка на черно поле h6 · черен цар на черно поле e5 · бяла пешка на черно поле g5 · черна пешка на бяло поле a4 · черен топ на черно поле d2 · бяла пешка на черно поле f2 · бял цар на бяло поле g2 | бяла пешка на черно поле d6 · бял топ на черно поле f6 · бяла пешка на черно поле h6 · черен цар на черно поле e5 · бяла пешка на черно поле g5 · черна пешка на бяло поле a4 · черен топ на черно поле d2 · бяла пешка на черно поле f2 · бял цар на бяло поле g2 | бяла пешка на черно поле d6 · бял топ на черно поле f6 · бяла пешка на черно поле h6 · черен цар на черно поле e5 · бяла пешка на черно поле g5 · черна пешка на бяло поле a4 · черен топ на черно поле d2 · бяла пешка на черно поле f2 · бял цар на бяло поле g2 | бяла пешка на черно поле d6 · бял топ на черно поле f6 · бяла пешка на черно поле h6 · черен цар на черно поле e5 · бяла пешка на черно поле g5 · черна пешка на бяло поле a4 · черен топ на черно поле d2 · бяла пешка на черно поле f2 · бял цар на бяло поле g2 | бяла пешка на черно поле d6 · бял топ на черно поле f6 · бяла пешка на черно поле h6 · черен цар на черно поле e5 · бяла пешка на черно поле g5 · черна пешка на бяло поле a4 · черен топ на черно поле d2 · бяла пешка на черно поле f2 · бял цар на бяло поле g2 | бяла пешка на черно поле d6 · бял топ на черно поле f6 · бяла пешка на черно поле h6 · черен цар на черно поле e5 · бяла пешка на черно поле g5 · черна пешка на бяло поле a4 · черен топ на черно поле d2 · бяла пешка на черно поле f2 · бял цар на бяло поле g2 | 2 |
| 1 | бяла пешка на черно поле d6 · бял топ на черно поле f6 · бяла пешка на черно поле h6 · черен цар на черно поле e5 · бяла пешка на черно поле g5 · черна пешка на бяло поле a4 · черен топ на черно поле d2 · бяла пешка на черно поле f2 · бял цар на бяло поле g2 | бяла пешка на черно поле d6 · бял топ на черно поле f6 · бяла пешка на черно поле h6 · черен цар на черно поле e5 · бяла пешка на черно поле g5 · черна пешка на бяло поле a4 · черен топ на черно поле d2 · бяла пешка на черно поле f2 · бял цар на бяло поле g2 | бяла пешка на черно поле d6 · бял топ на черно поле f6 · бяла пешка на черно поле h6 · черен цар на черно поле e5 · бяла пешка на черно поле g5 · черна пешка на бяло поле a4 · черен топ на черно поле d2 · бяла пешка на черно поле f2 · бял цар на бяло поле g2 | бяла пешка на черно поле d6 · бял топ на черно поле f6 · бяла пешка на черно поле h6 · черен цар на черно поле e5 · бяла пешка на черно поле g5 · черна пешка на бяло поле a4 · черен топ на черно поле d2 · бяла пешка на черно поле f2 · бял цар на бяло поле g2 | бяла пешка на черно поле d6 · бял топ на черно поле f6 · бяла пешка на черно поле h6 · черен цар на черно поле e5 · бяла пешка на черно поле g5 · черна пешка на бяло поле a4 · черен топ на черно поле d2 · бяла пешка на черно поле f2 · бял цар на бяло поле g2 | бяла пешка на черно поле d6 · бял топ на черно поле f6 · бяла пешка на черно поле h6 · черен цар на черно поле e5 · бяла пешка на черно поле g5 · черна пешка на бяло поле a4 · черен топ на черно поле d2 · бяла пешка на черно поле f2 · бял цар на бяло поле g2 | бяла пешка на черно поле d6 · бял топ на черно поле f6 · бяла пешка на черно поле h6 · черен цар на черно поле e5 · бяла пешка на черно поле g5 · черна пешка на бяло поле a4 · черен топ на черно поле d2 · бяла пешка на черно поле f2 · бял цар на бяло поле g2 | бяла пешка на черно поле d6 · бял топ на черно поле f6 · бяла пешка на черно поле h6 · черен цар на черно поле e5 · бяла пешка на черно поле g5 · черна пешка на бяло поле a4 · черен топ на черно поле d2 · бяла пешка на черно поле f2 · бял цар на бяло поле g2 | 1 |
|   | a | b | c | d | e | f | g | h |   |

|   | a | b | c | d | e | f | g | h |   |
| 8 | черна пешка на черно поле b6 · черен топ на бяло поле c6 · черен кон на бяло поле b5 · черна пешка на черно поле e5 · черна пешка на бяло поле f5 · черен цар на черно поле g5 · бяла пешка на бяло поле c4 · бяла пешка на бяло поле g2 · бял офицер на бяло поле d1 · бял цар на черно поле g1 | черна пешка на черно поле b6 · черен топ на бяло поле c6 · черен кон на бяло поле b5 · черна пешка на черно поле e5 · черна пешка на бяло поле f5 · черен цар на черно поле g5 · бяла пешка на бяло поле c4 · бяла пешка на бяло поле g2 · бял офицер на бяло поле d1 · бял цар на черно поле g1 | черна пешка на черно поле b6 · черен топ на бяло поле c6 · черен кон на бяло поле b5 · черна пешка на черно поле e5 · черна пешка на бяло поле f5 · черен цар на черно поле g5 · бяла пешка на бяло поле c4 · бяла пешка на бяло поле g2 · бял офицер на бяло поле d1 · бял цар на черно поле g1 | черна пешка на черно поле b6 · черен топ на бяло поле c6 · черен кон на бяло поле b5 · черна пешка на черно поле e5 · черна пешка на бяло поле f5 · черен цар на черно поле g5 · бяла пешка на бяло поле c4 · бяла пешка на бяло поле g2 · бял офицер на бяло поле d1 · бял цар на черно поле g1 | черна пешка на черно поле b6 · черен топ на бяло поле c6 · черен кон на бяло поле b5 · черна пешка на черно поле e5 · черна пешка на бяло поле f5 · черен цар на черно поле g5 · бяла пешка на бяло поле c4 · бяла пешка на бяло поле g2 · бял офицер на бяло поле d1 · бял цар на черно поле g1 | черна пешка на черно поле b6 · черен топ на бяло поле c6 · черен кон на бяло поле b5 · черна пешка на черно поле e5 · черна пешка на бяло поле f5 · черен цар на черно поле g5 · бяла пешка на бяло поле c4 · бяла пешка на бяло поле g2 · бял офицер на бяло поле d1 · бял цар на черно поле g1 | черна пешка на черно поле b6 · черен топ на бяло поле c6 · черен кон на бяло поле b5 · черна пешка на черно поле e5 · черна пешка на бяло поле f5 · черен цар на черно поле g5 · бяла пешка на бяло поле c4 · бяла пешка на бяло поле g2 · бял офицер на бяло поле d1 · бял цар на черно поле g1 | черна пешка на черно поле b6 · черен топ на бяло поле c6 · черен кон на бяло поле b5 · черна пешка на черно поле e5 · черна пешка на бяло поле f5 · черен цар на черно поле g5 · бяла пешка на бяло поле c4 · бяла пешка на бяло поле g2 · бял офицер на бяло поле d1 · бял цар на черно поле g1 | 8 |
| 7 | черна пешка на черно поле b6 · черен топ на бяло поле c6 · черен кон на бяло поле b5 · черна пешка на черно поле e5 · черна пешка на бяло поле f5 · черен цар на черно поле g5 · бяла пешка на бяло поле c4 · бяла пешка на бяло поле g2 · бял офицер на бяло поле d1 · бял цар на черно поле g1 | черна пешка на черно поле b6 · черен топ на бяло поле c6 · черен кон на бяло поле b5 · черна пешка на черно поле e5 · черна пешка на бяло поле f5 · черен цар на черно поле g5 · бяла пешка на бяло поле c4 · бяла пешка на бяло поле g2 · бял офицер на бяло поле d1 · бял цар на черно поле g1 | черна пешка на черно поле b6 · черен топ на бяло поле c6 · черен кон на бяло поле b5 · черна пешка на черно поле e5 · черна пешка на бяло поле f5 · черен цар на черно поле g5 · бяла пешка на бяло поле c4 · бяла пешка на бяло поле g2 · бял офицер на бяло поле d1 · бял цар на черно поле g1 | черна пешка на черно поле b6 · черен топ на бяло поле c6 · черен кон на бяло поле b5 · черна пешка на черно поле e5 · черна пешка на бяло поле f5 · черен цар на черно поле g5 · бяла пешка на бяло поле c4 · бяла пешка на бяло поле g2 · бял офицер на бяло поле d1 · бял цар на черно поле g1 | черна пешка на черно поле b6 · черен топ на бяло поле c6 · черен кон на бяло поле b5 · черна пешка на черно поле e5 · черна пешка на бяло поле f5 · черен цар на черно поле g5 · бяла пешка на бяло поле c4 · бяла пешка на бяло поле g2 · бял офицер на бяло поле d1 · бял цар на черно поле g1 | черна пешка на черно поле b6 · черен топ на бяло поле c6 · черен кон на бяло поле b5 · черна пешка на черно поле e5 · черна пешка на бяло поле f5 · черен цар на черно поле g5 · бяла пешка на бяло поле c4 · бяла пешка на бяло поле g2 · бял офицер на бяло поле d1 · бял цар на черно поле g1 | черна пешка на черно поле b6 · черен топ на бяло поле c6 · черен кон на бяло поле b5 · черна пешка на черно поле e5 · черна пешка на бяло поле f5 · черен цар на черно поле g5 · бяла пешка на бяло поле c4 · бяла пешка на бяло поле g2 · бял офицер на бяло поле d1 · бял цар на черно поле g1 | черна пешка на черно поле b6 · черен топ на бяло поле c6 · черен кон на бяло поле b5 · черна пешка на черно поле e5 · черна пешка на бяло поле f5 · черен цар на черно поле g5 · бяла пешка на бяло поле c4 · бяла пешка на бяло поле g2 · бял офицер на бяло поле d1 · бял цар на черно поле g1 | 7 |
| 6 | черна пешка на черно поле b6 · черен топ на бяло поле c6 · черен кон на бяло поле b5 · черна пешка на черно поле e5 · черна пешка на бяло поле f5 · черен цар на черно поле g5 · бяла пешка на бяло поле c4 · бяла пешка на бяло поле g2 · бял офицер на бяло поле d1 · бял цар на черно поле g1 | черна пешка на черно поле b6 · черен топ на бяло поле c6 · черен кон на бяло поле b5 · черна пешка на черно поле e5 · черна пешка на бяло поле f5 · черен цар на черно поле g5 · бяла пешка на бяло поле c4 · бяла пешка на бяло поле g2 · бял офицер на бяло поле d1 · бял цар на черно поле g1 | черна пешка на черно поле b6 · черен топ на бяло поле c6 · черен кон на бяло поле b5 · черна пешка на черно поле e5 · черна пешка на бяло поле f5 · черен цар на черно поле g5 · бяла пешка на бяло поле c4 · бяла пешка на бяло поле g2 · бял офицер на бяло поле d1 · бял цар на черно поле g1 | черна пешка на черно поле b6 · черен топ на бяло поле c6 · черен кон на бяло поле b5 · черна пешка на черно поле e5 · черна пешка на бяло поле f5 · черен цар на черно поле g5 · бяла пешка на бяло поле c4 · бяла пешка на бяло поле g2 · бял офицер на бяло поле d1 · бял цар на черно поле g1 | черна пешка на черно поле b6 · черен топ на бяло поле c6 · черен кон на бяло поле b5 · черна пешка на черно поле e5 · черна пешка на бяло поле f5 · черен цар на черно поле g5 · бяла пешка на бяло поле c4 · бяла пешка на бяло поле g2 · бял офицер на бяло поле d1 · бял цар на черно поле g1 | черна пешка на черно поле b6 · черен топ на бяло поле c6 · черен кон на бяло поле b5 · черна пешка на черно поле e5 · черна пешка на бяло поле f5 · черен цар на черно поле g5 · бяла пешка на бяло поле c4 · бяла пешка на бяло поле g2 · бял офицер на бяло поле d1 · бял цар на черно поле g1 | черна пешка на черно поле b6 · черен топ на бяло поле c6 · черен кон на бяло поле b5 · черна пешка на черно поле e5 · черна пешка на бяло поле f5 · черен цар на черно поле g5 · бяла пешка на бяло поле c4 · бяла пешка на бяло поле g2 · бял офицер на бяло поле d1 · бял цар на черно поле g1 | черна пешка на черно поле b6 · черен топ на бяло поле c6 · черен кон на бяло поле b5 · черна пешка на черно поле e5 · черна пешка на бяло поле f5 · черен цар на черно поле g5 · бяла пешка на бяло поле c4 · бяла пешка на бяло поле g2 · бял офицер на бяло поле d1 · бял цар на черно поле g1 | 6 |
| 5 | черна пешка на черно поле b6 · черен топ на бяло поле c6 · черен кон на бяло поле b5 · черна пешка на черно поле e5 · черна пешка на бяло поле f5 · черен цар на черно поле g5 · бяла пешка на бяло поле c4 · бяла пешка на бяло поле g2 · бял офицер на бяло поле d1 · бял цар на черно поле g1 | черна пешка на черно поле b6 · черен топ на бяло поле c6 · черен кон на бяло поле b5 · черна пешка на черно поле e5 · черна пешка на бяло поле f5 · черен цар на черно поле g5 · бяла пешка на бяло поле c4 · бяла пешка на бяло поле g2 · бял офицер на бяло поле d1 · бял цар на черно поле g1 | черна пешка на черно поле b6 · черен топ на бяло поле c6 · черен кон на бяло поле b5 · черна пешка на черно поле e5 · черна пешка на бяло поле f5 · черен цар на черно поле g5 · бяла пешка на бяло поле c4 · бяла пешка на бяло поле g2 · бял офицер на бяло поле d1 · бял цар на черно поле g1 | черна пешка на черно поле b6 · черен топ на бяло поле c6 · черен кон на бяло поле b5 · черна пешка на черно поле e5 · черна пешка на бяло поле f5 · черен цар на черно поле g5 · бяла пешка на бяло поле c4 · бяла пешка на бяло поле g2 · бял офицер на бяло поле d1 · бял цар на черно поле g1 | черна пешка на черно поле b6 · черен топ на бяло поле c6 · черен кон на бяло поле b5 · черна пешка на черно поле e5 · черна пешка на бяло поле f5 · черен цар на черно поле g5 · бяла пешка на бяло поле c4 · бяла пешка на бяло поле g2 · бял офицер на бяло поле d1 · бял цар на черно поле g1 | черна пешка на черно поле b6 · черен топ на бяло поле c6 · черен кон на бяло поле b5 · черна пешка на черно поле e5 · черна пешка на бяло поле f5 · черен цар на черно поле g5 · бяла пешка на бяло поле c4 · бяла пешка на бяло поле g2 · бял офицер на бяло поле d1 · бял цар на черно поле g1 | черна пешка на черно поле b6 · черен топ на бяло поле c6 · черен кон на бяло поле b5 · черна пешка на черно поле e5 · черна пешка на бяло поле f5 · черен цар на черно поле g5 · бяла пешка на бяло поле c4 · бяла пешка на бяло поле g2 · бял офицер на бяло поле d1 · бял цар на черно поле g1 | черна пешка на черно поле b6 · черен топ на бяло поле c6 · черен кон на бяло поле b5 · черна пешка на черно поле e5 · черна пешка на бяло поле f5 · черен цар на черно поле g5 · бяла пешка на бяло поле c4 · бяла пешка на бяло поле g2 · бял офицер на бяло поле d1 · бял цар на черно поле g1 | 5 |
| 4 | черна пешка на черно поле b6 · черен топ на бяло поле c6 · черен кон на бяло поле b5 · черна пешка на черно поле e5 · черна пешка на бяло поле f5 · черен цар на черно поле g5 · бяла пешка на бяло поле c4 · бяла пешка на бяло поле g2 · бял офицер на бяло поле d1 · бял цар на черно поле g1 | черна пешка на черно поле b6 · черен топ на бяло поле c6 · черен кон на бяло поле b5 · черна пешка на черно поле e5 · черна пешка на бяло поле f5 · черен цар на черно поле g5 · бяла пешка на бяло поле c4 · бяла пешка на бяло поле g2 · бял офицер на бяло поле d1 · бял цар на черно поле g1 | черна пешка на черно поле b6 · черен топ на бяло поле c6 · черен кон на бяло поле b5 · черна пешка на черно поле e5 · черна пешка на бяло поле f5 · черен цар на черно поле g5 · бяла пешка на бяло поле c4 · бяла пешка на бяло поле g2 · бял офицер на бяло поле d1 · бял цар на черно поле g1 | черна пешка на черно поле b6 · черен топ на бяло поле c6 · черен кон на бяло поле b5 · черна пешка на черно поле e5 · черна пешка на бяло поле f5 · черен цар на черно поле g5 · бяла пешка на бяло поле c4 · бяла пешка на бяло поле g2 · бял офицер на бяло поле d1 · бял цар на черно поле g1 | черна пешка на черно поле b6 · черен топ на бяло поле c6 · черен кон на бяло поле b5 · черна пешка на черно поле e5 · черна пешка на бяло поле f5 · черен цар на черно поле g5 · бяла пешка на бяло поле c4 · бяла пешка на бяло поле g2 · бял офицер на бяло поле d1 · бял цар на черно поле g1 | черна пешка на черно поле b6 · черен топ на бяло поле c6 · черен кон на бяло поле b5 · черна пешка на черно поле e5 · черна пешка на бяло поле f5 · черен цар на черно поле g5 · бяла пешка на бяло поле c4 · бяла пешка на бяло поле g2 · бял офицер на бяло поле d1 · бял цар на черно поле g1 | черна пешка на черно поле b6 · черен топ на бяло поле c6 · черен кон на бяло поле b5 · черна пешка на черно поле e5 · черна пешка на бяло поле f5 · черен цар на черно поле g5 · бяла пешка на бяло поле c4 · бяла пешка на бяло поле g2 · бял офицер на бяло поле d1 · бял цар на черно поле g1 | черна пешка на черно поле b6 · черен топ на бяло поле c6 · черен кон на бяло поле b5 · черна пешка на черно поле e5 · черна пешка на бяло поле f5 · черен цар на черно поле g5 · бяла пешка на бяло поле c4 · бяла пешка на бяло поле g2 · бял офицер на бяло поле d1 · бял цар на черно поле g1 | 4 |
| 3 | черна пешка на черно поле b6 · черен топ на бяло поле c6 · черен кон на бяло поле b5 · черна пешка на черно поле e5 · черна пешка на бяло поле f5 · черен цар на черно поле g5 · бяла пешка на бяло поле c4 · бяла пешка на бяло поле g2 · бял офицер на бяло поле d1 · бял цар на черно поле g1 | черна пешка на черно поле b6 · черен топ на бяло поле c6 · черен кон на бяло поле b5 · черна пешка на черно поле e5 · черна пешка на бяло поле f5 · черен цар на черно поле g5 · бяла пешка на бяло поле c4 · бяла пешка на бяло поле g2 · бял офицер на бяло поле d1 · бял цар на черно поле g1 | черна пешка на черно поле b6 · черен топ на бяло поле c6 · черен кон на бяло поле b5 · черна пешка на черно поле e5 · черна пешка на бяло поле f5 · черен цар на черно поле g5 · бяла пешка на бяло поле c4 · бяла пешка на бяло поле g2 · бял офицер на бяло поле d1 · бял цар на черно поле g1 | черна пешка на черно поле b6 · черен топ на бяло поле c6 · черен кон на бяло поле b5 · черна пешка на черно поле e5 · черна пешка на бяло поле f5 · черен цар на черно поле g5 · бяла пешка на бяло поле c4 · бяла пешка на бяло поле g2 · бял офицер на бяло поле d1 · бял цар на черно поле g1 | черна пешка на черно поле b6 · черен топ на бяло поле c6 · черен кон на бяло поле b5 · черна пешка на черно поле e5 · черна пешка на бяло поле f5 · черен цар на черно поле g5 · бяла пешка на бяло поле c4 · бяла пешка на бяло поле g2 · бял офицер на бяло поле d1 · бял цар на черно поле g1 | черна пешка на черно поле b6 · черен топ на бяло поле c6 · черен кон на бяло поле b5 · черна пешка на черно поле e5 · черна пешка на бяло поле f5 · черен цар на черно поле g5 · бяла пешка на бяло поле c4 · бяла пешка на бяло поле g2 · бял офицер на бяло поле d1 · бял цар на черно поле g1 | черна пешка на черно поле b6 · черен топ на бяло поле c6 · черен кон на бяло поле b5 · черна пешка на черно поле e5 · черна пешка на бяло поле f5 · черен цар на черно поле g5 · бяла пешка на бяло поле c4 · бяла пешка на бяло поле g2 · бял офицер на бяло поле d1 · бял цар на черно поле g1 | черна пешка на черно поле b6 · черен топ на бяло поле c6 · черен кон на бяло поле b5 · черна пешка на черно поле e5 · черна пешка на бяло поле f5 · черен цар на черно поле g5 · бяла пешка на бяло поле c4 · бяла пешка на бяло поле g2 · бял офицер на бяло поле d1 · бял цар на черно поле g1 | 3 |
| 2 | черна пешка на черно поле b6 · черен топ на бяло поле c6 · черен кон на бяло поле b5 · черна пешка на черно поле e5 · черна пешка на бяло поле f5 · черен цар на черно поле g5 · бяла пешка на бяло поле c4 · бяла пешка на бяло поле g2 · бял офицер на бяло поле d1 · бял цар на черно поле g1 | черна пешка на черно поле b6 · черен топ на бяло поле c6 · черен кон на бяло поле b5 · черна пешка на черно поле e5 · черна пешка на бяло поле f5 · черен цар на черно поле g5 · бяла пешка на бяло поле c4 · бяла пешка на бяло поле g2 · бял офицер на бяло поле d1 · бял цар на черно поле g1 | черна пешка на черно поле b6 · черен топ на бяло поле c6 · черен кон на бяло поле b5 · черна пешка на черно поле e5 · черна пешка на бяло поле f5 · черен цар на черно поле g5 · бяла пешка на бяло поле c4 · бяла пешка на бяло поле g2 · бял офицер на бяло поле d1 · бял цар на черно поле g1 | черна пешка на черно поле b6 · черен топ на бяло поле c6 · черен кон на бяло поле b5 · черна пешка на черно поле e5 · черна пешка на бяло поле f5 · черен цар на черно поле g5 · бяла пешка на бяло поле c4 · бяла пешка на бяло поле g2 · бял офицер на бяло поле d1 · бял цар на черно поле g1 | черна пешка на черно поле b6 · черен топ на бяло поле c6 · черен кон на бяло поле b5 · черна пешка на черно поле e5 · черна пешка на бяло поле f5 · черен цар на черно поле g5 · бяла пешка на бяло поле c4 · бяла пешка на бяло поле g2 · бял офицер на бяло поле d1 · бял цар на черно поле g1 | черна пешка на черно поле b6 · черен топ на бяло поле c6 · черен кон на бяло поле b5 · черна пешка на черно поле e5 · черна пешка на бяло поле f5 · черен цар на черно поле g5 · бяла пешка на бяло поле c4 · бяла пешка на бяло поле g2 · бял офицер на бяло поле d1 · бял цар на черно поле g1 | черна пешка на черно поле b6 · черен топ на бяло поле c6 · черен кон на бяло поле b5 · черна пешка на черно поле e5 · черна пешка на бяло поле f5 · черен цар на черно поле g5 · бяла пешка на бяло поле c4 · бяла пешка на бяло поле g2 · бял офицер на бяло поле d1 · бял цар на черно поле g1 | черна пешка на черно поле b6 · черен топ на бяло поле c6 · черен кон на бяло поле b5 · черна пешка на черно поле e5 · черна пешка на бяло поле f5 · черен цар на черно поле g5 · бяла пешка на бяло поле c4 · бяла пешка на бяло поле g2 · бял офицер на бяло поле d1 · бял цар на черно поле g1 | 2 |
| 1 | черна пешка на черно поле b6 · черен топ на бяло поле c6 · черен кон на бяло поле b5 · черна пешка на черно поле e5 · черна пешка на бяло поле f5 · черен цар на черно поле g5 · бяла пешка на бяло поле c4 · бяла пешка на бяло поле g2 · бял офицер на бяло поле d1 · бял цар на черно поле g1 | черна пешка на черно поле b6 · черен топ на бяло поле c6 · черен кон на бяло поле b5 · черна пешка на черно поле e5 · черна пешка на бяло поле f5 · черен цар на черно поле g5 · бяла пешка на бяло поле c4 · бяла пешка на бяло поле g2 · бял офицер на бяло поле d1 · бял цар на черно поле g1 | черна пешка на черно поле b6 · черен топ на бяло поле c6 · черен кон на бяло поле b5 · черна пешка на черно поле e5 · черна пешка на бяло поле f5 · черен цар на черно поле g5 · бяла пешка на бяло поле c4 · бяла пешка на бяло поле g2 · бял офицер на бяло поле d1 · бял цар на черно поле g1 | черна пешка на черно поле b6 · черен топ на бяло поле c6 · черен кон на бяло поле b5 · черна пешка на черно поле e5 · черна пешка на бяло поле f5 · черен цар на черно поле g5 · бяла пешка на бяло поле c4 · бяла пешка на бяло поле g2 · бял офицер на бяло поле d1 · бял цар на черно поле g1 | черна пешка на черно поле b6 · черен топ на бяло поле c6 · черен кон на бяло поле b5 · черна пешка на черно поле e5 · черна пешка на бяло поле f5 · черен цар на черно поле g5 · бяла пешка на бяло поле c4 · бяла пешка на бяло поле g2 · бял офицер на бяло поле d1 · бял цар на черно поле g1 | черна пешка на черно поле b6 · черен топ на бяло поле c6 · черен кон на бяло поле b5 · черна пешка на черно поле e5 · черна пешка на бяло поле f5 · черен цар на черно поле g5 · бяла пешка на бяло поле c4 · бяла пешка на бяло поле g2 · бял офицер на бяло поле d1 · бял цар на черно поле g1 | черна пешка на черно поле b6 · черен топ на бяло поле c6 · черен кон на бяло поле b5 · черна пешка на черно поле e5 · черна пешка на бяло поле f5 · черен цар на черно поле g5 · бяла пешка на бяло поле c4 · бяла пешка на бяло поле g2 · бял офицер на бяло поле d1 · бял цар на черно поле g1 | черна пешка на черно поле b6 · черен топ на бяло поле c6 · черен кон на бяло поле b5 · черна пешка на черно поле e5 · черна пешка на бяло поле f5 · черен цар на черно поле g5 · бяла пешка на бяло поле c4 · бяла пешка на бяло поле g2 · бял офицер на бяло поле d1 · бял цар на черно поле g1 | 1 |
|   | a | b | c | d | e | f | g | h |   |

### Финал
| Борис Гелфанд      | ½ | ½ | ½ | ½ | ½ | 1 | 3½ |
| Александър Гришчук | ½ | ½ | ½ | ½ | ½ | 0 | 2½ |

|   | a | b | c | d | e | f | g | h |   |
| 8 | черен топ на черно поле d8 · черен цар на бяло поле g8 · черна дама на черно поле c7 · черна пешка на черно поле e7 · черна пешка на бяло поле h7 · черна пешка на черно поле f6 · черна пешка на бяло поле g6 · черна пешка на черно поле c5 · бяла пешка на черно поле e5 · бяла дама на бяло поле c4 · черен кон на черно поле d4 · бяла пешка на черно поле f4 · бяла пешка на черно поле h4 · бял топ на бяло поле b3 · бяла пешка на бяло поле h3 · бял офицер на бяло поле g2 · бял цар на черно поле h2 · бял офицер на черно поле a1 | черен топ на черно поле d8 · черен цар на бяло поле g8 · черна дама на черно поле c7 · черна пешка на черно поле e7 · черна пешка на бяло поле h7 · черна пешка на черно поле f6 · черна пешка на бяло поле g6 · черна пешка на черно поле c5 · бяла пешка на черно поле e5 · бяла дама на бяло поле c4 · черен кон на черно поле d4 · бяла пешка на черно поле f4 · бяла пешка на черно поле h4 · бял топ на бяло поле b3 · бяла пешка на бяло поле h3 · бял офицер на бяло поле g2 · бял цар на черно поле h2 · бял офицер на черно поле a1 | черен топ на черно поле d8 · черен цар на бяло поле g8 · черна дама на черно поле c7 · черна пешка на черно поле e7 · черна пешка на бяло поле h7 · черна пешка на черно поле f6 · черна пешка на бяло поле g6 · черна пешка на черно поле c5 · бяла пешка на черно поле e5 · бяла дама на бяло поле c4 · черен кон на черно поле d4 · бяла пешка на черно поле f4 · бяла пешка на черно поле h4 · бял топ на бяло поле b3 · бяла пешка на бяло поле h3 · бял офицер на бяло поле g2 · бял цар на черно поле h2 · бял офицер на черно поле a1 | черен топ на черно поле d8 · черен цар на бяло поле g8 · черна дама на черно поле c7 · черна пешка на черно поле e7 · черна пешка на бяло поле h7 · черна пешка на черно поле f6 · черна пешка на бяло поле g6 · черна пешка на черно поле c5 · бяла пешка на черно поле e5 · бяла дама на бяло поле c4 · черен кон на черно поле d4 · бяла пешка на черно поле f4 · бяла пешка на черно поле h4 · бял топ на бяло поле b3 · бяла пешка на бяло поле h3 · бял офицер на бяло поле g2 · бял цар на черно поле h2 · бял офицер на черно поле a1 | черен топ на черно поле d8 · черен цар на бяло поле g8 · черна дама на черно поле c7 · черна пешка на черно поле e7 · черна пешка на бяло поле h7 · черна пешка на черно поле f6 · черна пешка на бяло поле g6 · черна пешка на черно поле c5 · бяла пешка на черно поле e5 · бяла дама на бяло поле c4 · черен кон на черно поле d4 · бяла пешка на черно поле f4 · бяла пешка на черно поле h4 · бял топ на бяло поле b3 · бяла пешка на бяло поле h3 · бял офицер на бяло поле g2 · бял цар на черно поле h2 · бял офицер на черно поле a1 | черен топ на черно поле d8 · черен цар на бяло поле g8 · черна дама на черно поле c7 · черна пешка на черно поле e7 · черна пешка на бяло поле h7 · черна пешка на черно поле f6 · черна пешка на бяло поле g6 · черна пешка на черно поле c5 · бяла пешка на черно поле e5 · бяла дама на бяло поле c4 · черен кон на черно поле d4 · бяла пешка на черно поле f4 · бяла пешка на черно поле h4 · бял топ на бяло поле b3 · бяла пешка на бяло поле h3 · бял офицер на бяло поле g2 · бял цар на черно поле h2 · бял офицер на черно поле a1 | черен топ на черно поле d8 · черен цар на бяло поле g8 · черна дама на черно поле c7 · черна пешка на черно поле e7 · черна пешка на бяло поле h7 · черна пешка на черно поле f6 · черна пешка на бяло поле g6 · черна пешка на черно поле c5 · бяла пешка на черно поле e5 · бяла дама на бяло поле c4 · черен кон на черно поле d4 · бяла пешка на черно поле f4 · бяла пешка на черно поле h4 · бял топ на бяло поле b3 · бяла пешка на бяло поле h3 · бял офицер на бяло поле g2 · бял цар на черно поле h2 · бял офицер на черно поле a1 | черен топ на черно поле d8 · черен цар на бяло поле g8 · черна дама на черно поле c7 · черна пешка на черно поле e7 · черна пешка на бяло поле h7 · черна пешка на черно поле f6 · черна пешка на бяло поле g6 · черна пешка на черно поле c5 · бяла пешка на черно поле e5 · бяла дама на бяло поле c4 · черен кон на черно поле d4 · бяла пешка на черно поле f4 · бяла пешка на черно поле h4 · бял топ на бяло поле b3 · бяла пешка на бяло поле h3 · бял офицер на бяло поле g2 · бял цар на черно поле h2 · бял офицер на черно поле a1 | 8 |
| 7 | черен топ на черно поле d8 · черен цар на бяло поле g8 · черна дама на черно поле c7 · черна пешка на черно поле e7 · черна пешка на бяло поле h7 · черна пешка на черно поле f6 · черна пешка на бяло поле g6 · черна пешка на черно поле c5 · бяла пешка на черно поле e5 · бяла дама на бяло поле c4 · черен кон на черно поле d4 · бяла пешка на черно поле f4 · бяла пешка на черно поле h4 · бял топ на бяло поле b3 · бяла пешка на бяло поле h3 · бял офицер на бяло поле g2 · бял цар на черно поле h2 · бял офицер на черно поле a1 | черен топ на черно поле d8 · черен цар на бяло поле g8 · черна дама на черно поле c7 · черна пешка на черно поле e7 · черна пешка на бяло поле h7 · черна пешка на черно поле f6 · черна пешка на бяло поле g6 · черна пешка на черно поле c5 · бяла пешка на черно поле e5 · бяла дама на бяло поле c4 · черен кон на черно поле d4 · бяла пешка на черно поле f4 · бяла пешка на черно поле h4 · бял топ на бяло поле b3 · бяла пешка на бяло поле h3 · бял офицер на бяло поле g2 · бял цар на черно поле h2 · бял офицер на черно поле a1 | черен топ на черно поле d8 · черен цар на бяло поле g8 · черна дама на черно поле c7 · черна пешка на черно поле e7 · черна пешка на бяло поле h7 · черна пешка на черно поле f6 · черна пешка на бяло поле g6 · черна пешка на черно поле c5 · бяла пешка на черно поле e5 · бяла дама на бяло поле c4 · черен кон на черно поле d4 · бяла пешка на черно поле f4 · бяла пешка на черно поле h4 · бял топ на бяло поле b3 · бяла пешка на бяло поле h3 · бял офицер на бяло поле g2 · бял цар на черно поле h2 · бял офицер на черно поле a1 | черен топ на черно поле d8 · черен цар на бяло поле g8 · черна дама на черно поле c7 · черна пешка на черно поле e7 · черна пешка на бяло поле h7 · черна пешка на черно поле f6 · черна пешка на бяло поле g6 · черна пешка на черно поле c5 · бяла пешка на черно поле e5 · бяла дама на бяло поле c4 · черен кон на черно поле d4 · бяла пешка на черно поле f4 · бяла пешка на черно поле h4 · бял топ на бяло поле b3 · бяла пешка на бяло поле h3 · бял офицер на бяло поле g2 · бял цар на черно поле h2 · бял офицер на черно поле a1 | черен топ на черно поле d8 · черен цар на бяло поле g8 · черна дама на черно поле c7 · черна пешка на черно поле e7 · черна пешка на бяло поле h7 · черна пешка на черно поле f6 · черна пешка на бяло поле g6 · черна пешка на черно поле c5 · бяла пешка на черно поле e5 · бяла дама на бяло поле c4 · черен кон на черно поле d4 · бяла пешка на черно поле f4 · бяла пешка на черно поле h4 · бял топ на бяло поле b3 · бяла пешка на бяло поле h3 · бял офицер на бяло поле g2 · бял цар на черно поле h2 · бял офицер на черно поле a1 | черен топ на черно поле d8 · черен цар на бяло поле g8 · черна дама на черно поле c7 · черна пешка на черно поле e7 · черна пешка на бяло поле h7 · черна пешка на черно поле f6 · черна пешка на бяло поле g6 · черна пешка на черно поле c5 · бяла пешка на черно поле e5 · бяла дама на бяло поле c4 · черен кон на черно поле d4 · бяла пешка на черно поле f4 · бяла пешка на черно поле h4 · бял топ на бяло поле b3 · бяла пешка на бяло поле h3 · бял офицер на бяло поле g2 · бял цар на черно поле h2 · бял офицер на черно поле a1 | черен топ на черно поле d8 · черен цар на бяло поле g8 · черна дама на черно поле c7 · черна пешка на черно поле e7 · черна пешка на бяло поле h7 · черна пешка на черно поле f6 · черна пешка на бяло поле g6 · черна пешка на черно поле c5 · бяла пешка на черно поле e5 · бяла дама на бяло поле c4 · черен кон на черно поле d4 · бяла пешка на черно поле f4 · бяла пешка на черно поле h4 · бял топ на бяло поле b3 · бяла пешка на бяло поле h3 · бял офицер на бяло поле g2 · бял цар на черно поле h2 · бял офицер на черно поле a1 | черен топ на черно поле d8 · черен цар на бяло поле g8 · черна дама на черно поле c7 · черна пешка на черно поле e7 · черна пешка на бяло поле h7 · черна пешка на черно поле f6 · черна пешка на бяло поле g6 · черна пешка на черно поле c5 · бяла пешка на черно поле e5 · бяла дама на бяло поле c4 · черен кон на черно поле d4 · бяла пешка на черно поле f4 · бяла пешка на черно поле h4 · бял топ на бяло поле b3 · бяла пешка на бяло поле h3 · бял офицер на бяло поле g2 · бял цар на черно поле h2 · бял офицер на черно поле a1 | 7 |
| 6 | черен топ на черно поле d8 · черен цар на бяло поле g8 · черна дама на черно поле c7 · черна пешка на черно поле e7 · черна пешка на бяло поле h7 · черна пешка на черно поле f6 · черна пешка на бяло поле g6 · черна пешка на черно поле c5 · бяла пешка на черно поле e5 · бяла дама на бяло поле c4 · черен кон на черно поле d4 · бяла пешка на черно поле f4 · бяла пешка на черно поле h4 · бял топ на бяло поле b3 · бяла пешка на бяло поле h3 · бял офицер на бяло поле g2 · бял цар на черно поле h2 · бял офицер на черно поле a1 | черен топ на черно поле d8 · черен цар на бяло поле g8 · черна дама на черно поле c7 · черна пешка на черно поле e7 · черна пешка на бяло поле h7 · черна пешка на черно поле f6 · черна пешка на бяло поле g6 · черна пешка на черно поле c5 · бяла пешка на черно поле e5 · бяла дама на бяло поле c4 · черен кон на черно поле d4 · бяла пешка на черно поле f4 · бяла пешка на черно поле h4 · бял топ на бяло поле b3 · бяла пешка на бяло поле h3 · бял офицер на бяло поле g2 · бял цар на черно поле h2 · бял офицер на черно поле a1 | черен топ на черно поле d8 · черен цар на бяло поле g8 · черна дама на черно поле c7 · черна пешка на черно поле e7 · черна пешка на бяло поле h7 · черна пешка на черно поле f6 · черна пешка на бяло поле g6 · черна пешка на черно поле c5 · бяла пешка на черно поле e5 · бяла дама на бяло поле c4 · черен кон на черно поле d4 · бяла пешка на черно поле f4 · бяла пешка на черно поле h4 · бял топ на бяло поле b3 · бяла пешка на бяло поле h3 · бял офицер на бяло поле g2 · бял цар на черно поле h2 · бял офицер на черно поле a1 | черен топ на черно поле d8 · черен цар на бяло поле g8 · черна дама на черно поле c7 · черна пешка на черно поле e7 · черна пешка на бяло поле h7 · черна пешка на черно поле f6 · черна пешка на бяло поле g6 · черна пешка на черно поле c5 · бяла пешка на черно поле e5 · бяла дама на бяло поле c4 · черен кон на черно поле d4 · бяла пешка на черно поле f4 · бяла пешка на черно поле h4 · бял топ на бяло поле b3 · бяла пешка на бяло поле h3 · бял офицер на бяло поле g2 · бял цар на черно поле h2 · бял офицер на черно поле a1 | черен топ на черно поле d8 · черен цар на бяло поле g8 · черна дама на черно поле c7 · черна пешка на черно поле e7 · черна пешка на бяло поле h7 · черна пешка на черно поле f6 · черна пешка на бяло поле g6 · черна пешка на черно поле c5 · бяла пешка на черно поле e5 · бяла дама на бяло поле c4 · черен кон на черно поле d4 · бяла пешка на черно поле f4 · бяла пешка на черно поле h4 · бял топ на бяло поле b3 · бяла пешка на бяло поле h3 · бял офицер на бяло поле g2 · бял цар на черно поле h2 · бял офицер на черно поле a1 | черен топ на черно поле d8 · черен цар на бяло поле g8 · черна дама на черно поле c7 · черна пешка на черно поле e7 · черна пешка на бяло поле h7 · черна пешка на черно поле f6 · черна пешка на бяло поле g6 · черна пешка на черно поле c5 · бяла пешка на черно поле e5 · бяла дама на бяло поле c4 · черен кон на черно поле d4 · бяла пешка на черно поле f4 · бяла пешка на черно поле h4 · бял топ на бяло поле b3 · бяла пешка на бяло поле h3 · бял офицер на бяло поле g2 · бял цар на черно поле h2 · бял офицер на черно поле a1 | черен топ на черно поле d8 · черен цар на бяло поле g8 · черна дама на черно поле c7 · черна пешка на черно поле e7 · черна пешка на бяло поле h7 · черна пешка на черно поле f6 · черна пешка на бяло поле g6 · черна пешка на черно поле c5 · бяла пешка на черно поле e5 · бяла дама на бяло поле c4 · черен кон на черно поле d4 · бяла пешка на черно поле f4 · бяла пешка на черно поле h4 · бял топ на бяло поле b3 · бяла пешка на бяло поле h3 · бял офицер на бяло поле g2 · бял цар на черно поле h2 · бял офицер на черно поле a1 | черен топ на черно поле d8 · черен цар на бяло поле g8 · черна дама на черно поле c7 · черна пешка на черно поле e7 · черна пешка на бяло поле h7 · черна пешка на черно поле f6 · черна пешка на бяло поле g6 · черна пешка на черно поле c5 · бяла пешка на черно поле e5 · бяла дама на бяло поле c4 · черен кон на черно поле d4 · бяла пешка на черно поле f4 · бяла пешка на черно поле h4 · бял топ на бяло поле b3 · бяла пешка на бяло поле h3 · бял офицер на бяло поле g2 · бял цар на черно поле h2 · бял офицер на черно поле a1 | 6 |
| 5 | черен топ на черно поле d8 · черен цар на бяло поле g8 · черна дама на черно поле c7 · черна пешка на черно поле e7 · черна пешка на бяло поле h7 · черна пешка на черно поле f6 · черна пешка на бяло поле g6 · черна пешка на черно поле c5 · бяла пешка на черно поле e5 · бяла дама на бяло поле c4 · черен кон на черно поле d4 · бяла пешка на черно поле f4 · бяла пешка на черно поле h4 · бял топ на бяло поле b3 · бяла пешка на бяло поле h3 · бял офицер на бяло поле g2 · бял цар на черно поле h2 · бял офицер на черно поле a1 | черен топ на черно поле d8 · черен цар на бяло поле g8 · черна дама на черно поле c7 · черна пешка на черно поле e7 · черна пешка на бяло поле h7 · черна пешка на черно поле f6 · черна пешка на бяло поле g6 · черна пешка на черно поле c5 · бяла пешка на черно поле e5 · бяла дама на бяло поле c4 · черен кон на черно поле d4 · бяла пешка на черно поле f4 · бяла пешка на черно поле h4 · бял топ на бяло поле b3 · бяла пешка на бяло поле h3 · бял офицер на бяло поле g2 · бял цар на черно поле h2 · бял офицер на черно поле a1 | черен топ на черно поле d8 · черен цар на бяло поле g8 · черна дама на черно поле c7 · черна пешка на черно поле e7 · черна пешка на бяло поле h7 · черна пешка на черно поле f6 · черна пешка на бяло поле g6 · черна пешка на черно поле c5 · бяла пешка на черно поле e5 · бяла дама на бяло поле c4 · черен кон на черно поле d4 · бяла пешка на черно поле f4 · бяла пешка на черно поле h4 · бял топ на бяло поле b3 · бяла пешка на бяло поле h3 · бял офицер на бяло поле g2 · бял цар на черно поле h2 · бял офицер на черно поле a1 | черен топ на черно поле d8 · черен цар на бяло поле g8 · черна дама на черно поле c7 · черна пешка на черно поле e7 · черна пешка на бяло поле h7 · черна пешка на черно поле f6 · черна пешка на бяло поле g6 · черна пешка на черно поле c5 · бяла пешка на черно поле e5 · бяла дама на бяло поле c4 · черен кон на черно поле d4 · бяла пешка на черно поле f4 · бяла пешка на черно поле h4 · бял топ на бяло поле b3 · бяла пешка на бяло поле h3 · бял офицер на бяло поле g2 · бял цар на черно поле h2 · бял офицер на черно поле a1 | черен топ на черно поле d8 · черен цар на бяло поле g8 · черна дама на черно поле c7 · черна пешка на черно поле e7 · черна пешка на бяло поле h7 · черна пешка на черно поле f6 · черна пешка на бяло поле g6 · черна пешка на черно поле c5 · бяла пешка на черно поле e5 · бяла дама на бяло поле c4 · черен кон на черно поле d4 · бяла пешка на черно поле f4 · бяла пешка на черно поле h4 · бял топ на бяло поле b3 · бяла пешка на бяло поле h3 · бял офицер на бяло поле g2 · бял цар на черно поле h2 · бял офицер на черно поле a1 | черен топ на черно поле d8 · черен цар на бяло поле g8 · черна дама на черно поле c7 · черна пешка на черно поле e7 · черна пешка на бяло поле h7 · черна пешка на черно поле f6 · черна пешка на бяло поле g6 · черна пешка на черно поле c5 · бяла пешка на черно поле e5 · бяла дама на бяло поле c4 · черен кон на черно поле d4 · бяла пешка на черно поле f4 · бяла пешка на черно поле h4 · бял топ на бяло поле b3 · бяла пешка на бяло поле h3 · бял офицер на бяло поле g2 · бял цар на черно поле h2 · бял офицер на черно поле a1 | черен топ на черно поле d8 · черен цар на бяло поле g8 · черна дама на черно поле c7 · черна пешка на черно поле e7 · черна пешка на бяло поле h7 · черна пешка на черно поле f6 · черна пешка на бяло поле g6 · черна пешка на черно поле c5 · бяла пешка на черно поле e5 · бяла дама на бяло поле c4 · черен кон на черно поле d4 · бяла пешка на черно поле f4 · бяла пешка на черно поле h4 · бял топ на бяло поле b3 · бяла пешка на бяло поле h3 · бял офицер на бяло поле g2 · бял цар на черно поле h2 · бял офицер на черно поле a1 | черен топ на черно поле d8 · черен цар на бяло поле g8 · черна дама на черно поле c7 · черна пешка на черно поле e7 · черна пешка на бяло поле h7 · черна пешка на черно поле f6 · черна пешка на бяло поле g6 · черна пешка на черно поле c5 · бяла пешка на черно поле e5 · бяла дама на бяло поле c4 · черен кон на черно поле d4 · бяла пешка на черно поле f4 · бяла пешка на черно поле h4 · бял топ на бяло поле b3 · бяла пешка на бяло поле h3 · бял офицер на бяло поле g2 · бял цар на черно поле h2 · бял офицер на черно поле a1 | 5 |
| 4 | черен топ на черно поле d8 · черен цар на бяло поле g8 · черна дама на черно поле c7 · черна пешка на черно поле e7 · черна пешка на бяло поле h7 · черна пешка на черно поле f6 · черна пешка на бяло поле g6 · черна пешка на черно поле c5 · бяла пешка на черно поле e5 · бяла дама на бяло поле c4 · черен кон на черно поле d4 · бяла пешка на черно поле f4 · бяла пешка на черно поле h4 · бял топ на бяло поле b3 · бяла пешка на бяло поле h3 · бял офицер на бяло поле g2 · бял цар на черно поле h2 · бял офицер на черно поле a1 | черен топ на черно поле d8 · черен цар на бяло поле g8 · черна дама на черно поле c7 · черна пешка на черно поле e7 · черна пешка на бяло поле h7 · черна пешка на черно поле f6 · черна пешка на бяло поле g6 · черна пешка на черно поле c5 · бяла пешка на черно поле e5 · бяла дама на бяло поле c4 · черен кон на черно поле d4 · бяла пешка на черно поле f4 · бяла пешка на черно поле h4 · бял топ на бяло поле b3 · бяла пешка на бяло поле h3 · бял офицер на бяло поле g2 · бял цар на черно поле h2 · бял офицер на черно поле a1 | черен топ на черно поле d8 · черен цар на бяло поле g8 · черна дама на черно поле c7 · черна пешка на черно поле e7 · черна пешка на бяло поле h7 · черна пешка на черно поле f6 · черна пешка на бяло поле g6 · черна пешка на черно поле c5 · бяла пешка на черно поле e5 · бяла дама на бяло поле c4 · черен кон на черно поле d4 · бяла пешка на черно поле f4 · бяла пешка на черно поле h4 · бял топ на бяло поле b3 · бяла пешка на бяло поле h3 · бял офицер на бяло поле g2 · бял цар на черно поле h2 · бял офицер на черно поле a1 | черен топ на черно поле d8 · черен цар на бяло поле g8 · черна дама на черно поле c7 · черна пешка на черно поле e7 · черна пешка на бяло поле h7 · черна пешка на черно поле f6 · черна пешка на бяло поле g6 · черна пешка на черно поле c5 · бяла пешка на черно поле e5 · бяла дама на бяло поле c4 · черен кон на черно поле d4 · бяла пешка на черно поле f4 · бяла пешка на черно поле h4 · бял топ на бяло поле b3 · бяла пешка на бяло поле h3 · бял офицер на бяло поле g2 · бял цар на черно поле h2 · бял офицер на черно поле a1 | черен топ на черно поле d8 · черен цар на бяло поле g8 · черна дама на черно поле c7 · черна пешка на черно поле e7 · черна пешка на бяло поле h7 · черна пешка на черно поле f6 · черна пешка на бяло поле g6 · черна пешка на черно поле c5 · бяла пешка на черно поле e5 · бяла дама на бяло поле c4 · черен кон на черно поле d4 · бяла пешка на черно поле f4 · бяла пешка на черно поле h4 · бял топ на бяло поле b3 · бяла пешка на бяло поле h3 · бял офицер на бяло поле g2 · бял цар на черно поле h2 · бял офицер на черно поле a1 | черен топ на черно поле d8 · черен цар на бяло поле g8 · черна дама на черно поле c7 · черна пешка на черно поле e7 · черна пешка на бяло поле h7 · черна пешка на черно поле f6 · черна пешка на бяло поле g6 · черна пешка на черно поле c5 · бяла пешка на черно поле e5 · бяла дама на бяло поле c4 · черен кон на черно поле d4 · бяла пешка на черно поле f4 · бяла пешка на черно поле h4 · бял топ на бяло поле b3 · бяла пешка на бяло поле h3 · бял офицер на бяло поле g2 · бял цар на черно поле h2 · бял офицер на черно поле a1 | черен топ на черно поле d8 · черен цар на бяло поле g8 · черна дама на черно поле c7 · черна пешка на черно поле e7 · черна пешка на бяло поле h7 · черна пешка на черно поле f6 · черна пешка на бяло поле g6 · черна пешка на черно поле c5 · бяла пешка на черно поле e5 · бяла дама на бяло поле c4 · черен кон на черно поле d4 · бяла пешка на черно поле f4 · бяла пешка на черно поле h4 · бял топ на бяло поле b3 · бяла пешка на бяло поле h3 · бял офицер на бяло поле g2 · бял цар на черно поле h2 · бял офицер на черно поле a1 | черен топ на черно поле d8 · черен цар на бяло поле g8 · черна дама на черно поле c7 · черна пешка на черно поле e7 · черна пешка на бяло поле h7 · черна пешка на черно поле f6 · черна пешка на бяло поле g6 · черна пешка на черно поле c5 · бяла пешка на черно поле e5 · бяла дама на бяло поле c4 · черен кон на черно поле d4 · бяла пешка на черно поле f4 · бяла пешка на черно поле h4 · бял топ на бяло поле b3 · бяла пешка на бяло поле h3 · бял офицер на бяло поле g2 · бял цар на черно поле h2 · бял офицер на черно поле a1 | 4 |
| 3 | черен топ на черно поле d8 · черен цар на бяло поле g8 · черна дама на черно поле c7 · черна пешка на черно поле e7 · черна пешка на бяло поле h7 · черна пешка на черно поле f6 · черна пешка на бяло поле g6 · черна пешка на черно поле c5 · бяла пешка на черно поле e5 · бяла дама на бяло поле c4 · черен кон на черно поле d4 · бяла пешка на черно поле f4 · бяла пешка на черно поле h4 · бял топ на бяло поле b3 · бяла пешка на бяло поле h3 · бял офицер на бяло поле g2 · бял цар на черно поле h2 · бял офицер на черно поле a1 | черен топ на черно поле d8 · черен цар на бяло поле g8 · черна дама на черно поле c7 · черна пешка на черно поле e7 · черна пешка на бяло поле h7 · черна пешка на черно поле f6 · черна пешка на бяло поле g6 · черна пешка на черно поле c5 · бяла пешка на черно поле e5 · бяла дама на бяло поле c4 · черен кон на черно поле d4 · бяла пешка на черно поле f4 · бяла пешка на черно поле h4 · бял топ на бяло поле b3 · бяла пешка на бяло поле h3 · бял офицер на бяло поле g2 · бял цар на черно поле h2 · бял офицер на черно поле a1 | черен топ на черно поле d8 · черен цар на бяло поле g8 · черна дама на черно поле c7 · черна пешка на черно поле e7 · черна пешка на бяло поле h7 · черна пешка на черно поле f6 · черна пешка на бяло поле g6 · черна пешка на черно поле c5 · бяла пешка на черно поле e5 · бяла дама на бяло поле c4 · черен кон на черно поле d4 · бяла пешка на черно поле f4 · бяла пешка на черно поле h4 · бял топ на бяло поле b3 · бяла пешка на бяло поле h3 · бял офицер на бяло поле g2 · бял цар на черно поле h2 · бял офицер на черно поле a1 | черен топ на черно поле d8 · черен цар на бяло поле g8 · черна дама на черно поле c7 · черна пешка на черно поле e7 · черна пешка на бяло поле h7 · черна пешка на черно поле f6 · черна пешка на бяло поле g6 · черна пешка на черно поле c5 · бяла пешка на черно поле e5 · бяла дама на бяло поле c4 · черен кон на черно поле d4 · бяла пешка на черно поле f4 · бяла пешка на черно поле h4 · бял топ на бяло поле b3 · бяла пешка на бяло поле h3 · бял офицер на бяло поле g2 · бял цар на черно поле h2 · бял офицер на черно поле a1 | черен топ на черно поле d8 · черен цар на бяло поле g8 · черна дама на черно поле c7 · черна пешка на черно поле e7 · черна пешка на бяло поле h7 · черна пешка на черно поле f6 · черна пешка на бяло поле g6 · черна пешка на черно поле c5 · бяла пешка на черно поле e5 · бяла дама на бяло поле c4 · черен кон на черно поле d4 · бяла пешка на черно поле f4 · бяла пешка на черно поле h4 · бял топ на бяло поле b3 · бяла пешка на бяло поле h3 · бял офицер на бяло поле g2 · бял цар на черно поле h2 · бял офицер на черно поле a1 | черен топ на черно поле d8 · черен цар на бяло поле g8 · черна дама на черно поле c7 · черна пешка на черно поле e7 · черна пешка на бяло поле h7 · черна пешка на черно поле f6 · черна пешка на бяло поле g6 · черна пешка на черно поле c5 · бяла пешка на черно поле e5 · бяла дама на бяло поле c4 · черен кон на черно поле d4 · бяла пешка на черно поле f4 · бяла пешка на черно поле h4 · бял топ на бяло поле b3 · бяла пешка на бяло поле h3 · бял офицер на бяло поле g2 · бял цар на черно поле h2 · бял офицер на черно поле a1 | черен топ на черно поле d8 · черен цар на бяло поле g8 · черна дама на черно поле c7 · черна пешка на черно поле e7 · черна пешка на бяло поле h7 · черна пешка на черно поле f6 · черна пешка на бяло поле g6 · черна пешка на черно поле c5 · бяла пешка на черно поле e5 · бяла дама на бяло поле c4 · черен кон на черно поле d4 · бяла пешка на черно поле f4 · бяла пешка на черно поле h4 · бял топ на бяло поле b3 · бяла пешка на бяло поле h3 · бял офицер на бяло поле g2 · бял цар на черно поле h2 · бял офицер на черно поле a1 | черен топ на черно поле d8 · черен цар на бяло поле g8 · черна дама на черно поле c7 · черна пешка на черно поле e7 · черна пешка на бяло поле h7 · черна пешка на черно поле f6 · черна пешка на бяло поле g6 · черна пешка на черно поле c5 · бяла пешка на черно поле e5 · бяла дама на бяло поле c4 · черен кон на черно поле d4 · бяла пешка на черно поле f4 · бяла пешка на черно поле h4 · бял топ на бяло поле b3 · бяла пешка на бяло поле h3 · бял офицер на бяло поле g2 · бял цар на черно поле h2 · бял офицер на черно поле a1 | 3 |
| 2 | черен топ на черно поле d8 · черен цар на бяло поле g8 · черна дама на черно поле c7 · черна пешка на черно поле e7 · черна пешка на бяло поле h7 · черна пешка на черно поле f6 · черна пешка на бяло поле g6 · черна пешка на черно поле c5 · бяла пешка на черно поле e5 · бяла дама на бяло поле c4 · черен кон на черно поле d4 · бяла пешка на черно поле f4 · бяла пешка на черно поле h4 · бял топ на бяло поле b3 · бяла пешка на бяло поле h3 · бял офицер на бяло поле g2 · бял цар на черно поле h2 · бял офицер на черно поле a1 | черен топ на черно поле d8 · черен цар на бяло поле g8 · черна дама на черно поле c7 · черна пешка на черно поле e7 · черна пешка на бяло поле h7 · черна пешка на черно поле f6 · черна пешка на бяло поле g6 · черна пешка на черно поле c5 · бяла пешка на черно поле e5 · бяла дама на бяло поле c4 · черен кон на черно поле d4 · бяла пешка на черно поле f4 · бяла пешка на черно поле h4 · бял топ на бяло поле b3 · бяла пешка на бяло поле h3 · бял офицер на бяло поле g2 · бял цар на черно поле h2 · бял офицер на черно поле a1 | черен топ на черно поле d8 · черен цар на бяло поле g8 · черна дама на черно поле c7 · черна пешка на черно поле e7 · черна пешка на бяло поле h7 · черна пешка на черно поле f6 · черна пешка на бяло поле g6 · черна пешка на черно поле c5 · бяла пешка на черно поле e5 · бяла дама на бяло поле c4 · черен кон на черно поле d4 · бяла пешка на черно поле f4 · бяла пешка на черно поле h4 · бял топ на бяло поле b3 · бяла пешка на бяло поле h3 · бял офицер на бяло поле g2 · бял цар на черно поле h2 · бял офицер на черно поле a1 | черен топ на черно поле d8 · черен цар на бяло поле g8 · черна дама на черно поле c7 · черна пешка на черно поле e7 · черна пешка на бяло поле h7 · черна пешка на черно поле f6 · черна пешка на бяло поле g6 · черна пешка на черно поле c5 · бяла пешка на черно поле e5 · бяла дама на бяло поле c4 · черен кон на черно поле d4 · бяла пешка на черно поле f4 · бяла пешка на черно поле h4 · бял топ на бяло поле b3 · бяла пешка на бяло поле h3 · бял офицер на бяло поле g2 · бял цар на черно поле h2 · бял офицер на черно поле a1 | черен топ на черно поле d8 · черен цар на бяло поле g8 · черна дама на черно поле c7 · черна пешка на черно поле e7 · черна пешка на бяло поле h7 · черна пешка на черно поле f6 · черна пешка на бяло поле g6 · черна пешка на черно поле c5 · бяла пешка на черно поле e5 · бяла дама на бяло поле c4 · черен кон на черно поле d4 · бяла пешка на черно поле f4 · бяла пешка на черно поле h4 · бял топ на бяло поле b3 · бяла пешка на бяло поле h3 · бял офицер на бяло поле g2 · бял цар на черно поле h2 · бял офицер на черно поле a1 | черен топ на черно поле d8 · черен цар на бяло поле g8 · черна дама на черно поле c7 · черна пешка на черно поле e7 · черна пешка на бяло поле h7 · черна пешка на черно поле f6 · черна пешка на бяло поле g6 · черна пешка на черно поле c5 · бяла пешка на черно поле e5 · бяла дама на бяло поле c4 · черен кон на черно поле d4 · бяла пешка на черно поле f4 · бяла пешка на черно поле h4 · бял топ на бяло поле b3 · бяла пешка на бяло поле h3 · бял офицер на бяло поле g2 · бял цар на черно поле h2 · бял офицер на черно поле a1 | черен топ на черно поле d8 · черен цар на бяло поле g8 · черна дама на черно поле c7 · черна пешка на черно поле e7 · черна пешка на бяло поле h7 · черна пешка на черно поле f6 · черна пешка на бяло поле g6 · черна пешка на черно поле c5 · бяла пешка на черно поле e5 · бяла дама на бяло поле c4 · черен кон на черно поле d4 · бяла пешка на черно поле f4 · бяла пешка на черно поле h4 · бял топ на бяло поле b3 · бяла пешка на бяло поле h3 · бял офицер на бяло поле g2 · бял цар на черно поле h2 · бял офицер на черно поле a1 | черен топ на черно поле d8 · черен цар на бяло поле g8 · черна дама на черно поле c7 · черна пешка на черно поле e7 · черна пешка на бяло поле h7 · черна пешка на черно поле f6 · черна пешка на бяло поле g6 · черна пешка на черно поле c5 · бяла пешка на черно поле e5 · бяла дама на бяло поле c4 · черен кон на черно поле d4 · бяла пешка на черно поле f4 · бяла пешка на черно поле h4 · бял топ на бяло поле b3 · бяла пешка на бяло поле h3 · бял офицер на бяло поле g2 · бял цар на черно поле h2 · бял офицер на черно поле a1 | 2 |
| 1 | черен топ на черно поле d8 · черен цар на бяло поле g8 · черна дама на черно поле c7 · черна пешка на черно поле e7 · черна пешка на бяло поле h7 · черна пешка на черно поле f6 · черна пешка на бяло поле g6 · черна пешка на черно поле c5 · бяла пешка на черно поле e5 · бяла дама на бяло поле c4 · черен кон на черно поле d4 · бяла пешка на черно поле f4 · бяла пешка на черно поле h4 · бял топ на бяло поле b3 · бяла пешка на бяло поле h3 · бял офицер на бяло поле g2 · бял цар на черно поле h2 · бял офицер на черно поле a1 | черен топ на черно поле d8 · черен цар на бяло поле g8 · черна дама на черно поле c7 · черна пешка на черно поле e7 · черна пешка на бяло поле h7 · черна пешка на черно поле f6 · черна пешка на бяло поле g6 · черна пешка на черно поле c5 · бяла пешка на черно поле e5 · бяла дама на бяло поле c4 · черен кон на черно поле d4 · бяла пешка на черно поле f4 · бяла пешка на черно поле h4 · бял топ на бяло поле b3 · бяла пешка на бяло поле h3 · бял офицер на бяло поле g2 · бял цар на черно поле h2 · бял офицер на черно поле a1 | черен топ на черно поле d8 · черен цар на бяло поле g8 · черна дама на черно поле c7 · черна пешка на черно поле e7 · черна пешка на бяло поле h7 · черна пешка на черно поле f6 · черна пешка на бяло поле g6 · черна пешка на черно поле c5 · бяла пешка на черно поле e5 · бяла дама на бяло поле c4 · черен кон на черно поле d4 · бяла пешка на черно поле f4 · бяла пешка на черно поле h4 · бял топ на бяло поле b3 · бяла пешка на бяло поле h3 · бял офицер на бяло поле g2 · бял цар на черно поле h2 · бял офицер на черно поле a1 | черен топ на черно поле d8 · черен цар на бяло поле g8 · черна дама на черно поле c7 · черна пешка на черно поле e7 · черна пешка на бяло поле h7 · черна пешка на черно поле f6 · черна пешка на бяло поле g6 · черна пешка на черно поле c5 · бяла пешка на черно поле e5 · бяла дама на бяло поле c4 · черен кон на черно поле d4 · бяла пешка на черно поле f4 · бяла пешка на черно поле h4 · бял топ на бяло поле b3 · бяла пешка на бяло поле h3 · бял офицер на бяло поле g2 · бял цар на черно поле h2 · бял офицер на черно поле a1 | черен топ на черно поле d8 · черен цар на бяло поле g8 · черна дама на черно поле c7 · черна пешка на черно поле e7 · черна пешка на бяло поле h7 · черна пешка на черно поле f6 · черна пешка на бяло поле g6 · черна пешка на черно поле c5 · бяла пешка на черно поле e5 · бяла дама на бяло поле c4 · черен кон на черно поле d4 · бяла пешка на черно поле f4 · бяла пешка на черно поле h4 · бял топ на бяло поле b3 · бяла пешка на бяло поле h3 · бял офицер на бяло поле g2 · бял цар на черно поле h2 · бял офицер на черно поле a1 | черен топ на черно поле d8 · черен цар на бяло поле g8 · черна дама на черно поле c7 · черна пешка на черно поле e7 · черна пешка на бяло поле h7 · черна пешка на черно поле f6 · черна пешка на бяло поле g6 · черна пешка на черно поле c5 · бяла пешка на черно поле e5 · бяла дама на бяло поле c4 · черен кон на черно поле d4 · бяла пешка на черно поле f4 · бяла пешка на черно поле h4 · бял топ на бяло поле b3 · бяла пешка на бяло поле h3 · бял офицер на бяло поле g2 · бял цар на черно поле h2 · бял офицер на черно поле a1 | черен топ на черно поле d8 · черен цар на бяло поле g8 · черна дама на черно поле c7 · черна пешка на черно поле e7 · черна пешка на бяло поле h7 · черна пешка на черно поле f6 · черна пешка на бяло поле g6 · черна пешка на черно поле c5 · бяла пешка на черно поле e5 · бяла дама на бяло поле c4 · черен кон на черно поле d4 · бяла пешка на черно поле f4 · бяла пешка на черно поле h4 · бял топ на бяло поле b3 · бяла пешка на бяло поле h3 · бял офицер на бяло поле g2 · бял цар на черно поле h2 · бял офицер на черно поле a1 | черен топ на черно поле d8 · черен цар на бяло поле g8 · черна дама на черно поле c7 · черна пешка на черно поле e7 · черна пешка на бяло поле h7 · черна пешка на черно поле f6 · черна пешка на бяло поле g6 · черна пешка на черно поле c5 · бяла пешка на черно поле e5 · бяла дама на бяло поле c4 · черен кон на черно поле d4 · бяла пешка на черно поле f4 · бяла пешка на черно поле h4 · бял топ на бяло поле b3 · бяла пешка на бяло поле h3 · бял офицер на бяло поле g2 · бял цар на черно поле h2 · бял офицер на черно поле a1 | 1 |
|   | a | b | c | d | e | f | g | h |   |